# Campionat del món d'escacs de 2013
El Campionat del món d'escacs de 2013 va ser un matx organitzat sota els auspicis de la FIDE, entre el guanyador del Campionat del món d'escacs de 2012 i campió del món regnant, Viswanathan Anand, i Magnus Carlsen (número u del món), per determinar qui seria el Campió del món el 2013. Se celebrà entre el 9 i el 22 de novembre de 2013 a Chennai, Índia, sota els auspicis de la FIDE.
Carlsen va guanyar el matx per un total de 6½–3½ després de disputar-se deu de les dotze partides programades, i esdevingué així el 16è campió del món no discutit.

## Torneig de Candidats
L'aspirant va sortir del Torneig de Candidats de 2013. Per primer cop en més de 50 anys, es va disputar per sistema round robin a doble volta (en lloc de per sistema eliminatori). Es va celebrar a la Institution of Engineering and Technology, Savoy Place, Londres, entre el 15 de març i l'1 d'abril de 2013.
Els participants foren:
| Via de classificació | Jugador                       |
| --- | ----------------------------- |
| Els tres millors classificats de la Chess World Cup 2011 | Piotr Svídler (Rússia)        |
| Els tres millors classificats de la Chess World Cup 2011 | Aleksandr Grisxuk (Rússia)    |
| Els tres millors classificats de la Chess World Cup 2011 | Vasil Ivantxuk (Ucraïna)      |
| Els tres jugadors amb més alt Elo del món, exclosos qualssevol classificats per un altre criteri (mitjana entre les llistes d'Elo de la FIDE de juliol de 2011 i gener de 2012) | Magnus Carlsen (Noruega)      |
| Els tres jugadors amb més alt Elo del món, exclosos qualssevol classificats per un altre criteri (mitjana entre les llistes d'Elo de la FIDE de juliol de 2011 i gener de 2012) | Levon Aronian (Armènia)       |
| Els tres jugadors amb més alt Elo del món, exclosos qualssevol classificats per un altre criteri (mitjana entre les llistes d'Elo de la FIDE de juliol de 2011 i gener de 2012) | Vladímir Kràmnik (Rússia)     |
| Invitació del comitè organitzador amb un (Elo FIDE mínim el gener de 2012 de 2700)                                                                                              | Teimur Radjàbov (Azerbaidjan) |
| El perdedor del Campionat del món de 2012 | Borís Guélfand (Israel)       |

El torneig tenia una bossa de premis de 510,000 €. Els premis es repartien entre els jugadors empatats a punts; els desempats no servien per repartir premis. Els premis per cada lloc eren els següents:
- 1r lloc – 115,000 €
- 2n lloc – 107,000 €
- 3r lloc – 91,000 €
- 4t lloc – 67,000 €
- 5è lloc – 48,000 €
- 6è lloc – 34,000 €
- 7è lloc – 27,000 €
- 8è lloc – 21,000 €

### Resultats
Abans del torneig Carlsen era considerat el favorit, amb Kramnik i Aronian com a principals rivals. Ivanchuk era una variable arriscada, a causa de la seva inestabilitat, i la resta de jugadors tenien poques possibilitats de guanyar.
Durant la primera meitat del torneig, Aronian i Carlsen foren els principals candidats a la primera plaça. Just al punt mitjà, Carlsen tenia mig punt d'avantatge sobre Aronian. A la segona part Kramnik, que havia entaulat les seves set primeres partides, va passar a ser un seriós aspirant a la victòria després de guanyar-ne quatre, mentre que Aronian en perdia tres. Carlsen va començar la segona part al cim de la taula de classificació però una derrota contra Ivanchuk va permetre Kramnik de prendre el lideratge a la ronda 12 en derrotar Aronian. A la penúltima ronda Carlsen va posar-se al nivell de Kramnik en derrotar Radjabov, mentre Kramnik entaulava amb Guélfand.
Abans de la darrera ronda Carlsen i Kramnik eren els únics jugadors que encara podien guanyar el torneig. Kramnik amb negres contra Ivanchuk necessitava fer un millor resultat que Carlsen, qui tenia blanques contra Svidler, per guanyar el torneig, ja que el segon desempat afavoria Carlsen, que tenia quatre victòries contra les només quatre de Kramnik. (El primer desempat, el marcador individual entre els dos, estava 1–1.) Ivanchuk va obtenir ràpidament avantatge contra Kramnik, mentre Carlsen obtenia una posició igualada contra Svidler. Carlsen va entrar en seriosos problemes de temps i no es va poder defensar correctament contra l'atac de Svidler, cosa que va donar a Svidler un final guanyador. Mentrestant, Ivanchuk havia superat Kramnik, qui es va rendir poc després de la derrota de Carlsen. Així, el torneig el guanyà Carlsen pel segon desempat.
| Ranq. | Jugador                 | Rating Març 2013[15] | 1 | 1 | 2 | 2 | 3 | 3 | 4 | 4 | 5 | 5 | 6 | 6 | 7 | 7 | 8 | 8 | Punts | Desempats[7] | Desempats[7] |
| Ranq. | Jugador                 | Rating Març 2013[15] | 1 | 1 | 2 | 2 | 3 | 3 | 4 | 4 | 5 | 5 | 6 | 6 | 7 | 7 | 8 | 8 | Punts | Individual   | Victòries    |
| ----- | ----------------------- | -------------------- | - | - | - | - | - | - | - | - | - | - | - | - | - | - | - | - | ----- | ------------ | ------------ |
| 1     | Magnus Carlsen (NOR)    | 2872                 |   |   | ½ | ½ | 0 | 1 | ½ | ½ | 1 | 1 | 1 | ½ | 0 | ½ | ½ | 1 | 8½    | 1            | 5            |
| 2     | Vladímir Kràmnik (RUS)  | 2810                 | ½ | ½ |   |   | 1 | ½ | ½ | 1 | ½ | ½ | ½ | 1 | ½ | 0 | 1 | ½ | 8½    | 1            | 4            |
| 3     | Piotr Svídler (RUS)     | 2747                 | 0 | 1 | ½ | 0 |   |   | 1 | ½ | ½ | ½ | ½ | ½ | 1 | ½ | 1 | ½ | 8     | 1½           |              |
| 4     | Levon Aronian (ARM)     | 2809                 | ½ | ½ | 0 | ½ | ½ | 0 |   |   | 1 | 0 | ½ | ½ | 1 | 1 | 1 | 1 | 8     | ½            |              |
| 5     | Borís Guélfand (ISR)    | 2740                 | 0 | 0 | ½ | ½ | ½ | ½ | 1 | 0 |   |   | ½ | ½ | ½ | ½ | ½ | 1 | 6½    | 1            | 2            |
| 6     | Aleksandr Grisxuk (RUS) | 2764                 | ½ | 0 | 0 | ½ | ½ | ½ | ½ | ½ | ½ | ½ |   |   | 1 | ½ | ½ | ½ | 6½    | 1            | 1            |
| 7     | Vasil Ivantxuk (UKR)    | 2757                 | ½ | 1 | 1 | ½ | ½ | 0 | 0 | 0 | ½ | ½ | ½ | 0 |   |   | 1 | 0 | 6     |              |              |
| 8     | Teimur Radjàbov (AZE)   | 2793                 | 0 | ½ | ½ | 0 | ½ | 0 | 0 | 0 | 0 | ½ | ½ | ½ | 1 | 0 |   |   | 4     |              |              |

## Campionat del món

### Enfrontaments individuals previs
Abans del matx, entre 2005 i el 18 de juny de 2013, Anand i Carlsen havien jugat 29 partides l'un contra l'altre amb control de temps clàssic, de les quals Anand n'havia guanyat sis, Carlsen tres, i vint foren taules.
| Resultats individuals   | Resultats individuals   | Resultats individuals | Resultats individuals | Resultats individuals | Resultats individuals |
|                         |                         | Victòries d'Anand     | taules                | Victòries de Carlsen  | Total                 |
| ----------------------- | ----------------------- | --------------------- | --------------------- | --------------------- | --------------------- |
| Clàssic                 | Anand (blanques)        | 2                     | 11                    | 0                     | 13                    |
| Clàssic                 | Carlsen (blanques)      | 4                     | 9                     | 3                     | 16                    |
| Clàssic                 | Total                   | 6                     | 20                    | 3                     | 29                    |
| Blitz/ràpides/exhibició | Blitz/ràpides/exhibició | 9                     | 16                    | 8                     | 33                    |
| Total                   | Total                   | 15                    | 36                    | 11                    | 62                    |

### Segons
Tan Anand com Carlsen tenien un equip de segons per ajudar-los en la seva preparació pel matx. Els d'Anand foren Surya Ganguly i Radosław Wojtaszek, que ja hi havien treballat durant matxs anteriors pel Campionat del món. Durant la conferència de premsa inaugural, Anand va revelar que els seus nous segons serien Krishnan Sasikiran, Sandipan Chanda, i Péter Lékó. Entre els segons de Carlsen's hi havia Jon Ludvig Hammer, tot i que Carlsen va refusar de revelar-los tots.

### Programació i resultats
El matx entre Anand i Carlsen va tenir lloc a l'hotel Hyatt Regency Chennai a Chennai, Índia, entre el 9 i el 22 de novembre de 2013, sota els auspicis de la FIDE. Es varen programar dotze partides a ritme clàssic, que començarien a les 3 pm temps local (09:30 UTC). Hi hauria dies de descans després de les partides 2, 4, 6, 8, 10 i 11. En cas que el matx estigués empatat després de la 12a partida el 26 de novembre es jugarien partides de desempat el 28 de novembre. Com que el matx estava decidit abans de la 12a partida, les restants foren cancel·lades.
El control de temps per les partides donava a cada jugador 120 minuts pels primers 40 moviments, 60 minuts pels moviments 41–60 i 15 minuts per la resta de la partida, amb un increment de 30 segons per moviment començant al número 61.
|                           | Rating | Partida 1 9 nov. | Partida 2 10 nov. | Partida 3 12 nov. | Partida 4 13 nov. | Partida 5 15 nov. | Partida 6 16 nov. | Partida 7 18 nov. | Partida 8 19 nov. | Partida 9 21 nov. | Partida 10 22 nov. | Partida 11 24 nov. | Partida 12 26 nov. | Punts |
| ------------------------- | ------ | ---------------- | ----------------- | ----------------- | ----------------- | ----------------- | ----------------- | ----------------- | ----------------- | ----------------- | ------------------ | ------------------ | ------------------ | ----- |
| Viswanathan Anand (Índia) | 2775   | ½                | ½                 | ½                 | ½                 | 0                 | 0                 | ½                 | ½                 | 0                 | ½                  | –                  | –                  | 3½    |
| Magnus Carlsen (Noruega)  | 2870   | ½                | ½                 | ½                 | ½                 | 1                 | 1                 | ½                 | ½                 | 1                 | ½                  | –                  | –                  | 6½    |

### Partides

#### Partida 1, Carlsen–Anand, ½–½
|   | a | b | c | d | e | f | g | h |   |
| 8 | a8 negres torre · d8 negres dama · f8 negres torre · g8 negres rei · a7 negres peó · b7 negres peó · e7 negres peó · f7 negres peó · g7 negres alfil · h7 negres peó · c6 negres peó · g6 negres peó · c5 blanques peó · d5 negres cavall · f5 negres alfil · c4 negres cavall · d4 blanques peó · b3 blanques dama · c3 blanques cavall · f3 blanques cavall · g3 blanques peó · a2 blanques peó · e2 blanques peó · f2 blanques peó · g2 blanques alfil · h2 blanques peó · a1 blanques torre · c1 blanques alfil · f1 blanques torre · g1 blanques rei | a8 negres torre · d8 negres dama · f8 negres torre · g8 negres rei · a7 negres peó · b7 negres peó · e7 negres peó · f7 negres peó · g7 negres alfil · h7 negres peó · c6 negres peó · g6 negres peó · c5 blanques peó · d5 negres cavall · f5 negres alfil · c4 negres cavall · d4 blanques peó · b3 blanques dama · c3 blanques cavall · f3 blanques cavall · g3 blanques peó · a2 blanques peó · e2 blanques peó · f2 blanques peó · g2 blanques alfil · h2 blanques peó · a1 blanques torre · c1 blanques alfil · f1 blanques torre · g1 blanques rei | a8 negres torre · d8 negres dama · f8 negres torre · g8 negres rei · a7 negres peó · b7 negres peó · e7 negres peó · f7 negres peó · g7 negres alfil · h7 negres peó · c6 negres peó · g6 negres peó · c5 blanques peó · d5 negres cavall · f5 negres alfil · c4 negres cavall · d4 blanques peó · b3 blanques dama · c3 blanques cavall · f3 blanques cavall · g3 blanques peó · a2 blanques peó · e2 blanques peó · f2 blanques peó · g2 blanques alfil · h2 blanques peó · a1 blanques torre · c1 blanques alfil · f1 blanques torre · g1 blanques rei | a8 negres torre · d8 negres dama · f8 negres torre · g8 negres rei · a7 negres peó · b7 negres peó · e7 negres peó · f7 negres peó · g7 negres alfil · h7 negres peó · c6 negres peó · g6 negres peó · c5 blanques peó · d5 negres cavall · f5 negres alfil · c4 negres cavall · d4 blanques peó · b3 blanques dama · c3 blanques cavall · f3 blanques cavall · g3 blanques peó · a2 blanques peó · e2 blanques peó · f2 blanques peó · g2 blanques alfil · h2 blanques peó · a1 blanques torre · c1 blanques alfil · f1 blanques torre · g1 blanques rei | a8 negres torre · d8 negres dama · f8 negres torre · g8 negres rei · a7 negres peó · b7 negres peó · e7 negres peó · f7 negres peó · g7 negres alfil · h7 negres peó · c6 negres peó · g6 negres peó · c5 blanques peó · d5 negres cavall · f5 negres alfil · c4 negres cavall · d4 blanques peó · b3 blanques dama · c3 blanques cavall · f3 blanques cavall · g3 blanques peó · a2 blanques peó · e2 blanques peó · f2 blanques peó · g2 blanques alfil · h2 blanques peó · a1 blanques torre · c1 blanques alfil · f1 blanques torre · g1 blanques rei | a8 negres torre · d8 negres dama · f8 negres torre · g8 negres rei · a7 negres peó · b7 negres peó · e7 negres peó · f7 negres peó · g7 negres alfil · h7 negres peó · c6 negres peó · g6 negres peó · c5 blanques peó · d5 negres cavall · f5 negres alfil · c4 negres cavall · d4 blanques peó · b3 blanques dama · c3 blanques cavall · f3 blanques cavall · g3 blanques peó · a2 blanques peó · e2 blanques peó · f2 blanques peó · g2 blanques alfil · h2 blanques peó · a1 blanques torre · c1 blanques alfil · f1 blanques torre · g1 blanques rei | a8 negres torre · d8 negres dama · f8 negres torre · g8 negres rei · a7 negres peó · b7 negres peó · e7 negres peó · f7 negres peó · g7 negres alfil · h7 negres peó · c6 negres peó · g6 negres peó · c5 blanques peó · d5 negres cavall · f5 negres alfil · c4 negres cavall · d4 blanques peó · b3 blanques dama · c3 blanques cavall · f3 blanques cavall · g3 blanques peó · a2 blanques peó · e2 blanques peó · f2 blanques peó · g2 blanques alfil · h2 blanques peó · a1 blanques torre · c1 blanques alfil · f1 blanques torre · g1 blanques rei | a8 negres torre · d8 negres dama · f8 negres torre · g8 negres rei · a7 negres peó · b7 negres peó · e7 negres peó · f7 negres peó · g7 negres alfil · h7 negres peó · c6 negres peó · g6 negres peó · c5 blanques peó · d5 negres cavall · f5 negres alfil · c4 negres cavall · d4 blanques peó · b3 blanques dama · c3 blanques cavall · f3 blanques cavall · g3 blanques peó · a2 blanques peó · e2 blanques peó · f2 blanques peó · g2 blanques alfil · h2 blanques peó · a1 blanques torre · c1 blanques alfil · f1 blanques torre · g1 blanques rei | 8 |
| 7 | a8 negres torre · d8 negres dama · f8 negres torre · g8 negres rei · a7 negres peó · b7 negres peó · e7 negres peó · f7 negres peó · g7 negres alfil · h7 negres peó · c6 negres peó · g6 negres peó · c5 blanques peó · d5 negres cavall · f5 negres alfil · c4 negres cavall · d4 blanques peó · b3 blanques dama · c3 blanques cavall · f3 blanques cavall · g3 blanques peó · a2 blanques peó · e2 blanques peó · f2 blanques peó · g2 blanques alfil · h2 blanques peó · a1 blanques torre · c1 blanques alfil · f1 blanques torre · g1 blanques rei | a8 negres torre · d8 negres dama · f8 negres torre · g8 negres rei · a7 negres peó · b7 negres peó · e7 negres peó · f7 negres peó · g7 negres alfil · h7 negres peó · c6 negres peó · g6 negres peó · c5 blanques peó · d5 negres cavall · f5 negres alfil · c4 negres cavall · d4 blanques peó · b3 blanques dama · c3 blanques cavall · f3 blanques cavall · g3 blanques peó · a2 blanques peó · e2 blanques peó · f2 blanques peó · g2 blanques alfil · h2 blanques peó · a1 blanques torre · c1 blanques alfil · f1 blanques torre · g1 blanques rei | a8 negres torre · d8 negres dama · f8 negres torre · g8 negres rei · a7 negres peó · b7 negres peó · e7 negres peó · f7 negres peó · g7 negres alfil · h7 negres peó · c6 negres peó · g6 negres peó · c5 blanques peó · d5 negres cavall · f5 negres alfil · c4 negres cavall · d4 blanques peó · b3 blanques dama · c3 blanques cavall · f3 blanques cavall · g3 blanques peó · a2 blanques peó · e2 blanques peó · f2 blanques peó · g2 blanques alfil · h2 blanques peó · a1 blanques torre · c1 blanques alfil · f1 blanques torre · g1 blanques rei | a8 negres torre · d8 negres dama · f8 negres torre · g8 negres rei · a7 negres peó · b7 negres peó · e7 negres peó · f7 negres peó · g7 negres alfil · h7 negres peó · c6 negres peó · g6 negres peó · c5 blanques peó · d5 negres cavall · f5 negres alfil · c4 negres cavall · d4 blanques peó · b3 blanques dama · c3 blanques cavall · f3 blanques cavall · g3 blanques peó · a2 blanques peó · e2 blanques peó · f2 blanques peó · g2 blanques alfil · h2 blanques peó · a1 blanques torre · c1 blanques alfil · f1 blanques torre · g1 blanques rei | a8 negres torre · d8 negres dama · f8 negres torre · g8 negres rei · a7 negres peó · b7 negres peó · e7 negres peó · f7 negres peó · g7 negres alfil · h7 negres peó · c6 negres peó · g6 negres peó · c5 blanques peó · d5 negres cavall · f5 negres alfil · c4 negres cavall · d4 blanques peó · b3 blanques dama · c3 blanques cavall · f3 blanques cavall · g3 blanques peó · a2 blanques peó · e2 blanques peó · f2 blanques peó · g2 blanques alfil · h2 blanques peó · a1 blanques torre · c1 blanques alfil · f1 blanques torre · g1 blanques rei | a8 negres torre · d8 negres dama · f8 negres torre · g8 negres rei · a7 negres peó · b7 negres peó · e7 negres peó · f7 negres peó · g7 negres alfil · h7 negres peó · c6 negres peó · g6 negres peó · c5 blanques peó · d5 negres cavall · f5 negres alfil · c4 negres cavall · d4 blanques peó · b3 blanques dama · c3 blanques cavall · f3 blanques cavall · g3 blanques peó · a2 blanques peó · e2 blanques peó · f2 blanques peó · g2 blanques alfil · h2 blanques peó · a1 blanques torre · c1 blanques alfil · f1 blanques torre · g1 blanques rei | a8 negres torre · d8 negres dama · f8 negres torre · g8 negres rei · a7 negres peó · b7 negres peó · e7 negres peó · f7 negres peó · g7 negres alfil · h7 negres peó · c6 negres peó · g6 negres peó · c5 blanques peó · d5 negres cavall · f5 negres alfil · c4 negres cavall · d4 blanques peó · b3 blanques dama · c3 blanques cavall · f3 blanques cavall · g3 blanques peó · a2 blanques peó · e2 blanques peó · f2 blanques peó · g2 blanques alfil · h2 blanques peó · a1 blanques torre · c1 blanques alfil · f1 blanques torre · g1 blanques rei | a8 negres torre · d8 negres dama · f8 negres torre · g8 negres rei · a7 negres peó · b7 negres peó · e7 negres peó · f7 negres peó · g7 negres alfil · h7 negres peó · c6 negres peó · g6 negres peó · c5 blanques peó · d5 negres cavall · f5 negres alfil · c4 negres cavall · d4 blanques peó · b3 blanques dama · c3 blanques cavall · f3 blanques cavall · g3 blanques peó · a2 blanques peó · e2 blanques peó · f2 blanques peó · g2 blanques alfil · h2 blanques peó · a1 blanques torre · c1 blanques alfil · f1 blanques torre · g1 blanques rei | 7 |
| 6 | a8 negres torre · d8 negres dama · f8 negres torre · g8 negres rei · a7 negres peó · b7 negres peó · e7 negres peó · f7 negres peó · g7 negres alfil · h7 negres peó · c6 negres peó · g6 negres peó · c5 blanques peó · d5 negres cavall · f5 negres alfil · c4 negres cavall · d4 blanques peó · b3 blanques dama · c3 blanques cavall · f3 blanques cavall · g3 blanques peó · a2 blanques peó · e2 blanques peó · f2 blanques peó · g2 blanques alfil · h2 blanques peó · a1 blanques torre · c1 blanques alfil · f1 blanques torre · g1 blanques rei | a8 negres torre · d8 negres dama · f8 negres torre · g8 negres rei · a7 negres peó · b7 negres peó · e7 negres peó · f7 negres peó · g7 negres alfil · h7 negres peó · c6 negres peó · g6 negres peó · c5 blanques peó · d5 negres cavall · f5 negres alfil · c4 negres cavall · d4 blanques peó · b3 blanques dama · c3 blanques cavall · f3 blanques cavall · g3 blanques peó · a2 blanques peó · e2 blanques peó · f2 blanques peó · g2 blanques alfil · h2 blanques peó · a1 blanques torre · c1 blanques alfil · f1 blanques torre · g1 blanques rei | a8 negres torre · d8 negres dama · f8 negres torre · g8 negres rei · a7 negres peó · b7 negres peó · e7 negres peó · f7 negres peó · g7 negres alfil · h7 negres peó · c6 negres peó · g6 negres peó · c5 blanques peó · d5 negres cavall · f5 negres alfil · c4 negres cavall · d4 blanques peó · b3 blanques dama · c3 blanques cavall · f3 blanques cavall · g3 blanques peó · a2 blanques peó · e2 blanques peó · f2 blanques peó · g2 blanques alfil · h2 blanques peó · a1 blanques torre · c1 blanques alfil · f1 blanques torre · g1 blanques rei | a8 negres torre · d8 negres dama · f8 negres torre · g8 negres rei · a7 negres peó · b7 negres peó · e7 negres peó · f7 negres peó · g7 negres alfil · h7 negres peó · c6 negres peó · g6 negres peó · c5 blanques peó · d5 negres cavall · f5 negres alfil · c4 negres cavall · d4 blanques peó · b3 blanques dama · c3 blanques cavall · f3 blanques cavall · g3 blanques peó · a2 blanques peó · e2 blanques peó · f2 blanques peó · g2 blanques alfil · h2 blanques peó · a1 blanques torre · c1 blanques alfil · f1 blanques torre · g1 blanques rei | a8 negres torre · d8 negres dama · f8 negres torre · g8 negres rei · a7 negres peó · b7 negres peó · e7 negres peó · f7 negres peó · g7 negres alfil · h7 negres peó · c6 negres peó · g6 negres peó · c5 blanques peó · d5 negres cavall · f5 negres alfil · c4 negres cavall · d4 blanques peó · b3 blanques dama · c3 blanques cavall · f3 blanques cavall · g3 blanques peó · a2 blanques peó · e2 blanques peó · f2 blanques peó · g2 blanques alfil · h2 blanques peó · a1 blanques torre · c1 blanques alfil · f1 blanques torre · g1 blanques rei | a8 negres torre · d8 negres dama · f8 negres torre · g8 negres rei · a7 negres peó · b7 negres peó · e7 negres peó · f7 negres peó · g7 negres alfil · h7 negres peó · c6 negres peó · g6 negres peó · c5 blanques peó · d5 negres cavall · f5 negres alfil · c4 negres cavall · d4 blanques peó · b3 blanques dama · c3 blanques cavall · f3 blanques cavall · g3 blanques peó · a2 blanques peó · e2 blanques peó · f2 blanques peó · g2 blanques alfil · h2 blanques peó · a1 blanques torre · c1 blanques alfil · f1 blanques torre · g1 blanques rei | a8 negres torre · d8 negres dama · f8 negres torre · g8 negres rei · a7 negres peó · b7 negres peó · e7 negres peó · f7 negres peó · g7 negres alfil · h7 negres peó · c6 negres peó · g6 negres peó · c5 blanques peó · d5 negres cavall · f5 negres alfil · c4 negres cavall · d4 blanques peó · b3 blanques dama · c3 blanques cavall · f3 blanques cavall · g3 blanques peó · a2 blanques peó · e2 blanques peó · f2 blanques peó · g2 blanques alfil · h2 blanques peó · a1 blanques torre · c1 blanques alfil · f1 blanques torre · g1 blanques rei | a8 negres torre · d8 negres dama · f8 negres torre · g8 negres rei · a7 negres peó · b7 negres peó · e7 negres peó · f7 negres peó · g7 negres alfil · h7 negres peó · c6 negres peó · g6 negres peó · c5 blanques peó · d5 negres cavall · f5 negres alfil · c4 negres cavall · d4 blanques peó · b3 blanques dama · c3 blanques cavall · f3 blanques cavall · g3 blanques peó · a2 blanques peó · e2 blanques peó · f2 blanques peó · g2 blanques alfil · h2 blanques peó · a1 blanques torre · c1 blanques alfil · f1 blanques torre · g1 blanques rei | 6 |
| 5 | a8 negres torre · d8 negres dama · f8 negres torre · g8 negres rei · a7 negres peó · b7 negres peó · e7 negres peó · f7 negres peó · g7 negres alfil · h7 negres peó · c6 negres peó · g6 negres peó · c5 blanques peó · d5 negres cavall · f5 negres alfil · c4 negres cavall · d4 blanques peó · b3 blanques dama · c3 blanques cavall · f3 blanques cavall · g3 blanques peó · a2 blanques peó · e2 blanques peó · f2 blanques peó · g2 blanques alfil · h2 blanques peó · a1 blanques torre · c1 blanques alfil · f1 blanques torre · g1 blanques rei | a8 negres torre · d8 negres dama · f8 negres torre · g8 negres rei · a7 negres peó · b7 negres peó · e7 negres peó · f7 negres peó · g7 negres alfil · h7 negres peó · c6 negres peó · g6 negres peó · c5 blanques peó · d5 negres cavall · f5 negres alfil · c4 negres cavall · d4 blanques peó · b3 blanques dama · c3 blanques cavall · f3 blanques cavall · g3 blanques peó · a2 blanques peó · e2 blanques peó · f2 blanques peó · g2 blanques alfil · h2 blanques peó · a1 blanques torre · c1 blanques alfil · f1 blanques torre · g1 blanques rei | a8 negres torre · d8 negres dama · f8 negres torre · g8 negres rei · a7 negres peó · b7 negres peó · e7 negres peó · f7 negres peó · g7 negres alfil · h7 negres peó · c6 negres peó · g6 negres peó · c5 blanques peó · d5 negres cavall · f5 negres alfil · c4 negres cavall · d4 blanques peó · b3 blanques dama · c3 blanques cavall · f3 blanques cavall · g3 blanques peó · a2 blanques peó · e2 blanques peó · f2 blanques peó · g2 blanques alfil · h2 blanques peó · a1 blanques torre · c1 blanques alfil · f1 blanques torre · g1 blanques rei | a8 negres torre · d8 negres dama · f8 negres torre · g8 negres rei · a7 negres peó · b7 negres peó · e7 negres peó · f7 negres peó · g7 negres alfil · h7 negres peó · c6 negres peó · g6 negres peó · c5 blanques peó · d5 negres cavall · f5 negres alfil · c4 negres cavall · d4 blanques peó · b3 blanques dama · c3 blanques cavall · f3 blanques cavall · g3 blanques peó · a2 blanques peó · e2 blanques peó · f2 blanques peó · g2 blanques alfil · h2 blanques peó · a1 blanques torre · c1 blanques alfil · f1 blanques torre · g1 blanques rei | a8 negres torre · d8 negres dama · f8 negres torre · g8 negres rei · a7 negres peó · b7 negres peó · e7 negres peó · f7 negres peó · g7 negres alfil · h7 negres peó · c6 negres peó · g6 negres peó · c5 blanques peó · d5 negres cavall · f5 negres alfil · c4 negres cavall · d4 blanques peó · b3 blanques dama · c3 blanques cavall · f3 blanques cavall · g3 blanques peó · a2 blanques peó · e2 blanques peó · f2 blanques peó · g2 blanques alfil · h2 blanques peó · a1 blanques torre · c1 blanques alfil · f1 blanques torre · g1 blanques rei | a8 negres torre · d8 negres dama · f8 negres torre · g8 negres rei · a7 negres peó · b7 negres peó · e7 negres peó · f7 negres peó · g7 negres alfil · h7 negres peó · c6 negres peó · g6 negres peó · c5 blanques peó · d5 negres cavall · f5 negres alfil · c4 negres cavall · d4 blanques peó · b3 blanques dama · c3 blanques cavall · f3 blanques cavall · g3 blanques peó · a2 blanques peó · e2 blanques peó · f2 blanques peó · g2 blanques alfil · h2 blanques peó · a1 blanques torre · c1 blanques alfil · f1 blanques torre · g1 blanques rei | a8 negres torre · d8 negres dama · f8 negres torre · g8 negres rei · a7 negres peó · b7 negres peó · e7 negres peó · f7 negres peó · g7 negres alfil · h7 negres peó · c6 negres peó · g6 negres peó · c5 blanques peó · d5 negres cavall · f5 negres alfil · c4 negres cavall · d4 blanques peó · b3 blanques dama · c3 blanques cavall · f3 blanques cavall · g3 blanques peó · a2 blanques peó · e2 blanques peó · f2 blanques peó · g2 blanques alfil · h2 blanques peó · a1 blanques torre · c1 blanques alfil · f1 blanques torre · g1 blanques rei | a8 negres torre · d8 negres dama · f8 negres torre · g8 negres rei · a7 negres peó · b7 negres peó · e7 negres peó · f7 negres peó · g7 negres alfil · h7 negres peó · c6 negres peó · g6 negres peó · c5 blanques peó · d5 negres cavall · f5 negres alfil · c4 negres cavall · d4 blanques peó · b3 blanques dama · c3 blanques cavall · f3 blanques cavall · g3 blanques peó · a2 blanques peó · e2 blanques peó · f2 blanques peó · g2 blanques alfil · h2 blanques peó · a1 blanques torre · c1 blanques alfil · f1 blanques torre · g1 blanques rei | 5 |
| 4 | a8 negres torre · d8 negres dama · f8 negres torre · g8 negres rei · a7 negres peó · b7 negres peó · e7 negres peó · f7 negres peó · g7 negres alfil · h7 negres peó · c6 negres peó · g6 negres peó · c5 blanques peó · d5 negres cavall · f5 negres alfil · c4 negres cavall · d4 blanques peó · b3 blanques dama · c3 blanques cavall · f3 blanques cavall · g3 blanques peó · a2 blanques peó · e2 blanques peó · f2 blanques peó · g2 blanques alfil · h2 blanques peó · a1 blanques torre · c1 blanques alfil · f1 blanques torre · g1 blanques rei | a8 negres torre · d8 negres dama · f8 negres torre · g8 negres rei · a7 negres peó · b7 negres peó · e7 negres peó · f7 negres peó · g7 negres alfil · h7 negres peó · c6 negres peó · g6 negres peó · c5 blanques peó · d5 negres cavall · f5 negres alfil · c4 negres cavall · d4 blanques peó · b3 blanques dama · c3 blanques cavall · f3 blanques cavall · g3 blanques peó · a2 blanques peó · e2 blanques peó · f2 blanques peó · g2 blanques alfil · h2 blanques peó · a1 blanques torre · c1 blanques alfil · f1 blanques torre · g1 blanques rei | a8 negres torre · d8 negres dama · f8 negres torre · g8 negres rei · a7 negres peó · b7 negres peó · e7 negres peó · f7 negres peó · g7 negres alfil · h7 negres peó · c6 negres peó · g6 negres peó · c5 blanques peó · d5 negres cavall · f5 negres alfil · c4 negres cavall · d4 blanques peó · b3 blanques dama · c3 blanques cavall · f3 blanques cavall · g3 blanques peó · a2 blanques peó · e2 blanques peó · f2 blanques peó · g2 blanques alfil · h2 blanques peó · a1 blanques torre · c1 blanques alfil · f1 blanques torre · g1 blanques rei | a8 negres torre · d8 negres dama · f8 negres torre · g8 negres rei · a7 negres peó · b7 negres peó · e7 negres peó · f7 negres peó · g7 negres alfil · h7 negres peó · c6 negres peó · g6 negres peó · c5 blanques peó · d5 negres cavall · f5 negres alfil · c4 negres cavall · d4 blanques peó · b3 blanques dama · c3 blanques cavall · f3 blanques cavall · g3 blanques peó · a2 blanques peó · e2 blanques peó · f2 blanques peó · g2 blanques alfil · h2 blanques peó · a1 blanques torre · c1 blanques alfil · f1 blanques torre · g1 blanques rei | a8 negres torre · d8 negres dama · f8 negres torre · g8 negres rei · a7 negres peó · b7 negres peó · e7 negres peó · f7 negres peó · g7 negres alfil · h7 negres peó · c6 negres peó · g6 negres peó · c5 blanques peó · d5 negres cavall · f5 negres alfil · c4 negres cavall · d4 blanques peó · b3 blanques dama · c3 blanques cavall · f3 blanques cavall · g3 blanques peó · a2 blanques peó · e2 blanques peó · f2 blanques peó · g2 blanques alfil · h2 blanques peó · a1 blanques torre · c1 blanques alfil · f1 blanques torre · g1 blanques rei | a8 negres torre · d8 negres dama · f8 negres torre · g8 negres rei · a7 negres peó · b7 negres peó · e7 negres peó · f7 negres peó · g7 negres alfil · h7 negres peó · c6 negres peó · g6 negres peó · c5 blanques peó · d5 negres cavall · f5 negres alfil · c4 negres cavall · d4 blanques peó · b3 blanques dama · c3 blanques cavall · f3 blanques cavall · g3 blanques peó · a2 blanques peó · e2 blanques peó · f2 blanques peó · g2 blanques alfil · h2 blanques peó · a1 blanques torre · c1 blanques alfil · f1 blanques torre · g1 blanques rei | a8 negres torre · d8 negres dama · f8 negres torre · g8 negres rei · a7 negres peó · b7 negres peó · e7 negres peó · f7 negres peó · g7 negres alfil · h7 negres peó · c6 negres peó · g6 negres peó · c5 blanques peó · d5 negres cavall · f5 negres alfil · c4 negres cavall · d4 blanques peó · b3 blanques dama · c3 blanques cavall · f3 blanques cavall · g3 blanques peó · a2 blanques peó · e2 blanques peó · f2 blanques peó · g2 blanques alfil · h2 blanques peó · a1 blanques torre · c1 blanques alfil · f1 blanques torre · g1 blanques rei | a8 negres torre · d8 negres dama · f8 negres torre · g8 negres rei · a7 negres peó · b7 negres peó · e7 negres peó · f7 negres peó · g7 negres alfil · h7 negres peó · c6 negres peó · g6 negres peó · c5 blanques peó · d5 negres cavall · f5 negres alfil · c4 negres cavall · d4 blanques peó · b3 blanques dama · c3 blanques cavall · f3 blanques cavall · g3 blanques peó · a2 blanques peó · e2 blanques peó · f2 blanques peó · g2 blanques alfil · h2 blanques peó · a1 blanques torre · c1 blanques alfil · f1 blanques torre · g1 blanques rei | 4 |
| 3 | a8 negres torre · d8 negres dama · f8 negres torre · g8 negres rei · a7 negres peó · b7 negres peó · e7 negres peó · f7 negres peó · g7 negres alfil · h7 negres peó · c6 negres peó · g6 negres peó · c5 blanques peó · d5 negres cavall · f5 negres alfil · c4 negres cavall · d4 blanques peó · b3 blanques dama · c3 blanques cavall · f3 blanques cavall · g3 blanques peó · a2 blanques peó · e2 blanques peó · f2 blanques peó · g2 blanques alfil · h2 blanques peó · a1 blanques torre · c1 blanques alfil · f1 blanques torre · g1 blanques rei | a8 negres torre · d8 negres dama · f8 negres torre · g8 negres rei · a7 negres peó · b7 negres peó · e7 negres peó · f7 negres peó · g7 negres alfil · h7 negres peó · c6 negres peó · g6 negres peó · c5 blanques peó · d5 negres cavall · f5 negres alfil · c4 negres cavall · d4 blanques peó · b3 blanques dama · c3 blanques cavall · f3 blanques cavall · g3 blanques peó · a2 blanques peó · e2 blanques peó · f2 blanques peó · g2 blanques alfil · h2 blanques peó · a1 blanques torre · c1 blanques alfil · f1 blanques torre · g1 blanques rei | a8 negres torre · d8 negres dama · f8 negres torre · g8 negres rei · a7 negres peó · b7 negres peó · e7 negres peó · f7 negres peó · g7 negres alfil · h7 negres peó · c6 negres peó · g6 negres peó · c5 blanques peó · d5 negres cavall · f5 negres alfil · c4 negres cavall · d4 blanques peó · b3 blanques dama · c3 blanques cavall · f3 blanques cavall · g3 blanques peó · a2 blanques peó · e2 blanques peó · f2 blanques peó · g2 blanques alfil · h2 blanques peó · a1 blanques torre · c1 blanques alfil · f1 blanques torre · g1 blanques rei | a8 negres torre · d8 negres dama · f8 negres torre · g8 negres rei · a7 negres peó · b7 negres peó · e7 negres peó · f7 negres peó · g7 negres alfil · h7 negres peó · c6 negres peó · g6 negres peó · c5 blanques peó · d5 negres cavall · f5 negres alfil · c4 negres cavall · d4 blanques peó · b3 blanques dama · c3 blanques cavall · f3 blanques cavall · g3 blanques peó · a2 blanques peó · e2 blanques peó · f2 blanques peó · g2 blanques alfil · h2 blanques peó · a1 blanques torre · c1 blanques alfil · f1 blanques torre · g1 blanques rei | a8 negres torre · d8 negres dama · f8 negres torre · g8 negres rei · a7 negres peó · b7 negres peó · e7 negres peó · f7 negres peó · g7 negres alfil · h7 negres peó · c6 negres peó · g6 negres peó · c5 blanques peó · d5 negres cavall · f5 negres alfil · c4 negres cavall · d4 blanques peó · b3 blanques dama · c3 blanques cavall · f3 blanques cavall · g3 blanques peó · a2 blanques peó · e2 blanques peó · f2 blanques peó · g2 blanques alfil · h2 blanques peó · a1 blanques torre · c1 blanques alfil · f1 blanques torre · g1 blanques rei | a8 negres torre · d8 negres dama · f8 negres torre · g8 negres rei · a7 negres peó · b7 negres peó · e7 negres peó · f7 negres peó · g7 negres alfil · h7 negres peó · c6 negres peó · g6 negres peó · c5 blanques peó · d5 negres cavall · f5 negres alfil · c4 negres cavall · d4 blanques peó · b3 blanques dama · c3 blanques cavall · f3 blanques cavall · g3 blanques peó · a2 blanques peó · e2 blanques peó · f2 blanques peó · g2 blanques alfil · h2 blanques peó · a1 blanques torre · c1 blanques alfil · f1 blanques torre · g1 blanques rei | a8 negres torre · d8 negres dama · f8 negres torre · g8 negres rei · a7 negres peó · b7 negres peó · e7 negres peó · f7 negres peó · g7 negres alfil · h7 negres peó · c6 negres peó · g6 negres peó · c5 blanques peó · d5 negres cavall · f5 negres alfil · c4 negres cavall · d4 blanques peó · b3 blanques dama · c3 blanques cavall · f3 blanques cavall · g3 blanques peó · a2 blanques peó · e2 blanques peó · f2 blanques peó · g2 blanques alfil · h2 blanques peó · a1 blanques torre · c1 blanques alfil · f1 blanques torre · g1 blanques rei | a8 negres torre · d8 negres dama · f8 negres torre · g8 negres rei · a7 negres peó · b7 negres peó · e7 negres peó · f7 negres peó · g7 negres alfil · h7 negres peó · c6 negres peó · g6 negres peó · c5 blanques peó · d5 negres cavall · f5 negres alfil · c4 negres cavall · d4 blanques peó · b3 blanques dama · c3 blanques cavall · f3 blanques cavall · g3 blanques peó · a2 blanques peó · e2 blanques peó · f2 blanques peó · g2 blanques alfil · h2 blanques peó · a1 blanques torre · c1 blanques alfil · f1 blanques torre · g1 blanques rei | 3 |
| 2 | a8 negres torre · d8 negres dama · f8 negres torre · g8 negres rei · a7 negres peó · b7 negres peó · e7 negres peó · f7 negres peó · g7 negres alfil · h7 negres peó · c6 negres peó · g6 negres peó · c5 blanques peó · d5 negres cavall · f5 negres alfil · c4 negres cavall · d4 blanques peó · b3 blanques dama · c3 blanques cavall · f3 blanques cavall · g3 blanques peó · a2 blanques peó · e2 blanques peó · f2 blanques peó · g2 blanques alfil · h2 blanques peó · a1 blanques torre · c1 blanques alfil · f1 blanques torre · g1 blanques rei | a8 negres torre · d8 negres dama · f8 negres torre · g8 negres rei · a7 negres peó · b7 negres peó · e7 negres peó · f7 negres peó · g7 negres alfil · h7 negres peó · c6 negres peó · g6 negres peó · c5 blanques peó · d5 negres cavall · f5 negres alfil · c4 negres cavall · d4 blanques peó · b3 blanques dama · c3 blanques cavall · f3 blanques cavall · g3 blanques peó · a2 blanques peó · e2 blanques peó · f2 blanques peó · g2 blanques alfil · h2 blanques peó · a1 blanques torre · c1 blanques alfil · f1 blanques torre · g1 blanques rei | a8 negres torre · d8 negres dama · f8 negres torre · g8 negres rei · a7 negres peó · b7 negres peó · e7 negres peó · f7 negres peó · g7 negres alfil · h7 negres peó · c6 negres peó · g6 negres peó · c5 blanques peó · d5 negres cavall · f5 negres alfil · c4 negres cavall · d4 blanques peó · b3 blanques dama · c3 blanques cavall · f3 blanques cavall · g3 blanques peó · a2 blanques peó · e2 blanques peó · f2 blanques peó · g2 blanques alfil · h2 blanques peó · a1 blanques torre · c1 blanques alfil · f1 blanques torre · g1 blanques rei | a8 negres torre · d8 negres dama · f8 negres torre · g8 negres rei · a7 negres peó · b7 negres peó · e7 negres peó · f7 negres peó · g7 negres alfil · h7 negres peó · c6 negres peó · g6 negres peó · c5 blanques peó · d5 negres cavall · f5 negres alfil · c4 negres cavall · d4 blanques peó · b3 blanques dama · c3 blanques cavall · f3 blanques cavall · g3 blanques peó · a2 blanques peó · e2 blanques peó · f2 blanques peó · g2 blanques alfil · h2 blanques peó · a1 blanques torre · c1 blanques alfil · f1 blanques torre · g1 blanques rei | a8 negres torre · d8 negres dama · f8 negres torre · g8 negres rei · a7 negres peó · b7 negres peó · e7 negres peó · f7 negres peó · g7 negres alfil · h7 negres peó · c6 negres peó · g6 negres peó · c5 blanques peó · d5 negres cavall · f5 negres alfil · c4 negres cavall · d4 blanques peó · b3 blanques dama · c3 blanques cavall · f3 blanques cavall · g3 blanques peó · a2 blanques peó · e2 blanques peó · f2 blanques peó · g2 blanques alfil · h2 blanques peó · a1 blanques torre · c1 blanques alfil · f1 blanques torre · g1 blanques rei | a8 negres torre · d8 negres dama · f8 negres torre · g8 negres rei · a7 negres peó · b7 negres peó · e7 negres peó · f7 negres peó · g7 negres alfil · h7 negres peó · c6 negres peó · g6 negres peó · c5 blanques peó · d5 negres cavall · f5 negres alfil · c4 negres cavall · d4 blanques peó · b3 blanques dama · c3 blanques cavall · f3 blanques cavall · g3 blanques peó · a2 blanques peó · e2 blanques peó · f2 blanques peó · g2 blanques alfil · h2 blanques peó · a1 blanques torre · c1 blanques alfil · f1 blanques torre · g1 blanques rei | a8 negres torre · d8 negres dama · f8 negres torre · g8 negres rei · a7 negres peó · b7 negres peó · e7 negres peó · f7 negres peó · g7 negres alfil · h7 negres peó · c6 negres peó · g6 negres peó · c5 blanques peó · d5 negres cavall · f5 negres alfil · c4 negres cavall · d4 blanques peó · b3 blanques dama · c3 blanques cavall · f3 blanques cavall · g3 blanques peó · a2 blanques peó · e2 blanques peó · f2 blanques peó · g2 blanques alfil · h2 blanques peó · a1 blanques torre · c1 blanques alfil · f1 blanques torre · g1 blanques rei | a8 negres torre · d8 negres dama · f8 negres torre · g8 negres rei · a7 negres peó · b7 negres peó · e7 negres peó · f7 negres peó · g7 negres alfil · h7 negres peó · c6 negres peó · g6 negres peó · c5 blanques peó · d5 negres cavall · f5 negres alfil · c4 negres cavall · d4 blanques peó · b3 blanques dama · c3 blanques cavall · f3 blanques cavall · g3 blanques peó · a2 blanques peó · e2 blanques peó · f2 blanques peó · g2 blanques alfil · h2 blanques peó · a1 blanques torre · c1 blanques alfil · f1 blanques torre · g1 blanques rei | 2 |
| 1 | a8 negres torre · d8 negres dama · f8 negres torre · g8 negres rei · a7 negres peó · b7 negres peó · e7 negres peó · f7 negres peó · g7 negres alfil · h7 negres peó · c6 negres peó · g6 negres peó · c5 blanques peó · d5 negres cavall · f5 negres alfil · c4 negres cavall · d4 blanques peó · b3 blanques dama · c3 blanques cavall · f3 blanques cavall · g3 blanques peó · a2 blanques peó · e2 blanques peó · f2 blanques peó · g2 blanques alfil · h2 blanques peó · a1 blanques torre · c1 blanques alfil · f1 blanques torre · g1 blanques rei | a8 negres torre · d8 negres dama · f8 negres torre · g8 negres rei · a7 negres peó · b7 negres peó · e7 negres peó · f7 negres peó · g7 negres alfil · h7 negres peó · c6 negres peó · g6 negres peó · c5 blanques peó · d5 negres cavall · f5 negres alfil · c4 negres cavall · d4 blanques peó · b3 blanques dama · c3 blanques cavall · f3 blanques cavall · g3 blanques peó · a2 blanques peó · e2 blanques peó · f2 blanques peó · g2 blanques alfil · h2 blanques peó · a1 blanques torre · c1 blanques alfil · f1 blanques torre · g1 blanques rei | a8 negres torre · d8 negres dama · f8 negres torre · g8 negres rei · a7 negres peó · b7 negres peó · e7 negres peó · f7 negres peó · g7 negres alfil · h7 negres peó · c6 negres peó · g6 negres peó · c5 blanques peó · d5 negres cavall · f5 negres alfil · c4 negres cavall · d4 blanques peó · b3 blanques dama · c3 blanques cavall · f3 blanques cavall · g3 blanques peó · a2 blanques peó · e2 blanques peó · f2 blanques peó · g2 blanques alfil · h2 blanques peó · a1 blanques torre · c1 blanques alfil · f1 blanques torre · g1 blanques rei | a8 negres torre · d8 negres dama · f8 negres torre · g8 negres rei · a7 negres peó · b7 negres peó · e7 negres peó · f7 negres peó · g7 negres alfil · h7 negres peó · c6 negres peó · g6 negres peó · c5 blanques peó · d5 negres cavall · f5 negres alfil · c4 negres cavall · d4 blanques peó · b3 blanques dama · c3 blanques cavall · f3 blanques cavall · g3 blanques peó · a2 blanques peó · e2 blanques peó · f2 blanques peó · g2 blanques alfil · h2 blanques peó · a1 blanques torre · c1 blanques alfil · f1 blanques torre · g1 blanques rei | a8 negres torre · d8 negres dama · f8 negres torre · g8 negres rei · a7 negres peó · b7 negres peó · e7 negres peó · f7 negres peó · g7 negres alfil · h7 negres peó · c6 negres peó · g6 negres peó · c5 blanques peó · d5 negres cavall · f5 negres alfil · c4 negres cavall · d4 blanques peó · b3 blanques dama · c3 blanques cavall · f3 blanques cavall · g3 blanques peó · a2 blanques peó · e2 blanques peó · f2 blanques peó · g2 blanques alfil · h2 blanques peó · a1 blanques torre · c1 blanques alfil · f1 blanques torre · g1 blanques rei | a8 negres torre · d8 negres dama · f8 negres torre · g8 negres rei · a7 negres peó · b7 negres peó · e7 negres peó · f7 negres peó · g7 negres alfil · h7 negres peó · c6 negres peó · g6 negres peó · c5 blanques peó · d5 negres cavall · f5 negres alfil · c4 negres cavall · d4 blanques peó · b3 blanques dama · c3 blanques cavall · f3 blanques cavall · g3 blanques peó · a2 blanques peó · e2 blanques peó · f2 blanques peó · g2 blanques alfil · h2 blanques peó · a1 blanques torre · c1 blanques alfil · f1 blanques torre · g1 blanques rei | a8 negres torre · d8 negres dama · f8 negres torre · g8 negres rei · a7 negres peó · b7 negres peó · e7 negres peó · f7 negres peó · g7 negres alfil · h7 negres peó · c6 negres peó · g6 negres peó · c5 blanques peó · d5 negres cavall · f5 negres alfil · c4 negres cavall · d4 blanques peó · b3 blanques dama · c3 blanques cavall · f3 blanques cavall · g3 blanques peó · a2 blanques peó · e2 blanques peó · f2 blanques peó · g2 blanques alfil · h2 blanques peó · a1 blanques torre · c1 blanques alfil · f1 blanques torre · g1 blanques rei | a8 negres torre · d8 negres dama · f8 negres torre · g8 negres rei · a7 negres peó · b7 negres peó · e7 negres peó · f7 negres peó · g7 negres alfil · h7 negres peó · c6 negres peó · g6 negres peó · c5 blanques peó · d5 negres cavall · f5 negres alfil · c4 negres cavall · d4 blanques peó · b3 blanques dama · c3 blanques cavall · f3 blanques cavall · g3 blanques peó · a2 blanques peó · e2 blanques peó · f2 blanques peó · g2 blanques alfil · h2 blanques peó · a1 blanques torre · c1 blanques alfil · f1 blanques torre · g1 blanques rei | 1 |
|   | a | b | c | d | e | f | g | h |   |

Defensa Neo-Grunfeld (ECO D78) 
1. Cf3 d5 2. g3 g6 3. Ag2 Ag7 4. d4 c6 5. 0-0 Cf6 6. b3 0-0 7. Ab2 Af5 8. c4 Cbd7 9. Cc3 dxc4 10. bxc4 Cb6 11. c5 Cc4 12. Ac1 Cd5 13. Qb3 (diagrama) Ca5 14. Da3 Cc4 15. Db3 Ca5 16. Da3 Cc4 ½–½

#### Partida 2, Anand–Carlsen, ½–½
|   | a | b | c | d | e | f | g | h |   |
| 8 | a8 negres torre · f8 negres torre · g8 negres rei · a7 negres peó · b7 negres peó · e7 negres alfil · f7 negres peó · g7 negres peó · c6 negres peó · e6 negres peó · h6 negres peó · d5 negres dama · e5 blanques peó · d4 blanques peó · e4 blanques dama · h4 blanques peó · c3 blanques peó · a2 blanques peó · b2 blanques peó · d2 blanques alfil · g2 blanques peó · c1 blanques rei · d1 blanques torre · h1 blanques torre | a8 negres torre · f8 negres torre · g8 negres rei · a7 negres peó · b7 negres peó · e7 negres alfil · f7 negres peó · g7 negres peó · c6 negres peó · e6 negres peó · h6 negres peó · d5 negres dama · e5 blanques peó · d4 blanques peó · e4 blanques dama · h4 blanques peó · c3 blanques peó · a2 blanques peó · b2 blanques peó · d2 blanques alfil · g2 blanques peó · c1 blanques rei · d1 blanques torre · h1 blanques torre | a8 negres torre · f8 negres torre · g8 negres rei · a7 negres peó · b7 negres peó · e7 negres alfil · f7 negres peó · g7 negres peó · c6 negres peó · e6 negres peó · h6 negres peó · d5 negres dama · e5 blanques peó · d4 blanques peó · e4 blanques dama · h4 blanques peó · c3 blanques peó · a2 blanques peó · b2 blanques peó · d2 blanques alfil · g2 blanques peó · c1 blanques rei · d1 blanques torre · h1 blanques torre | a8 negres torre · f8 negres torre · g8 negres rei · a7 negres peó · b7 negres peó · e7 negres alfil · f7 negres peó · g7 negres peó · c6 negres peó · e6 negres peó · h6 negres peó · d5 negres dama · e5 blanques peó · d4 blanques peó · e4 blanques dama · h4 blanques peó · c3 blanques peó · a2 blanques peó · b2 blanques peó · d2 blanques alfil · g2 blanques peó · c1 blanques rei · d1 blanques torre · h1 blanques torre | a8 negres torre · f8 negres torre · g8 negres rei · a7 negres peó · b7 negres peó · e7 negres alfil · f7 negres peó · g7 negres peó · c6 negres peó · e6 negres peó · h6 negres peó · d5 negres dama · e5 blanques peó · d4 blanques peó · e4 blanques dama · h4 blanques peó · c3 blanques peó · a2 blanques peó · b2 blanques peó · d2 blanques alfil · g2 blanques peó · c1 blanques rei · d1 blanques torre · h1 blanques torre | a8 negres torre · f8 negres torre · g8 negres rei · a7 negres peó · b7 negres peó · e7 negres alfil · f7 negres peó · g7 negres peó · c6 negres peó · e6 negres peó · h6 negres peó · d5 negres dama · e5 blanques peó · d4 blanques peó · e4 blanques dama · h4 blanques peó · c3 blanques peó · a2 blanques peó · b2 blanques peó · d2 blanques alfil · g2 blanques peó · c1 blanques rei · d1 blanques torre · h1 blanques torre | a8 negres torre · f8 negres torre · g8 negres rei · a7 negres peó · b7 negres peó · e7 negres alfil · f7 negres peó · g7 negres peó · c6 negres peó · e6 negres peó · h6 negres peó · d5 negres dama · e5 blanques peó · d4 blanques peó · e4 blanques dama · h4 blanques peó · c3 blanques peó · a2 blanques peó · b2 blanques peó · d2 blanques alfil · g2 blanques peó · c1 blanques rei · d1 blanques torre · h1 blanques torre | a8 negres torre · f8 negres torre · g8 negres rei · a7 negres peó · b7 negres peó · e7 negres alfil · f7 negres peó · g7 negres peó · c6 negres peó · e6 negres peó · h6 negres peó · d5 negres dama · e5 blanques peó · d4 blanques peó · e4 blanques dama · h4 blanques peó · c3 blanques peó · a2 blanques peó · b2 blanques peó · d2 blanques alfil · g2 blanques peó · c1 blanques rei · d1 blanques torre · h1 blanques torre | 8 |
| 7 | a8 negres torre · f8 negres torre · g8 negres rei · a7 negres peó · b7 negres peó · e7 negres alfil · f7 negres peó · g7 negres peó · c6 negres peó · e6 negres peó · h6 negres peó · d5 negres dama · e5 blanques peó · d4 blanques peó · e4 blanques dama · h4 blanques peó · c3 blanques peó · a2 blanques peó · b2 blanques peó · d2 blanques alfil · g2 blanques peó · c1 blanques rei · d1 blanques torre · h1 blanques torre | a8 negres torre · f8 negres torre · g8 negres rei · a7 negres peó · b7 negres peó · e7 negres alfil · f7 negres peó · g7 negres peó · c6 negres peó · e6 negres peó · h6 negres peó · d5 negres dama · e5 blanques peó · d4 blanques peó · e4 blanques dama · h4 blanques peó · c3 blanques peó · a2 blanques peó · b2 blanques peó · d2 blanques alfil · g2 blanques peó · c1 blanques rei · d1 blanques torre · h1 blanques torre | a8 negres torre · f8 negres torre · g8 negres rei · a7 negres peó · b7 negres peó · e7 negres alfil · f7 negres peó · g7 negres peó · c6 negres peó · e6 negres peó · h6 negres peó · d5 negres dama · e5 blanques peó · d4 blanques peó · e4 blanques dama · h4 blanques peó · c3 blanques peó · a2 blanques peó · b2 blanques peó · d2 blanques alfil · g2 blanques peó · c1 blanques rei · d1 blanques torre · h1 blanques torre | a8 negres torre · f8 negres torre · g8 negres rei · a7 negres peó · b7 negres peó · e7 negres alfil · f7 negres peó · g7 negres peó · c6 negres peó · e6 negres peó · h6 negres peó · d5 negres dama · e5 blanques peó · d4 blanques peó · e4 blanques dama · h4 blanques peó · c3 blanques peó · a2 blanques peó · b2 blanques peó · d2 blanques alfil · g2 blanques peó · c1 blanques rei · d1 blanques torre · h1 blanques torre | a8 negres torre · f8 negres torre · g8 negres rei · a7 negres peó · b7 negres peó · e7 negres alfil · f7 negres peó · g7 negres peó · c6 negres peó · e6 negres peó · h6 negres peó · d5 negres dama · e5 blanques peó · d4 blanques peó · e4 blanques dama · h4 blanques peó · c3 blanques peó · a2 blanques peó · b2 blanques peó · d2 blanques alfil · g2 blanques peó · c1 blanques rei · d1 blanques torre · h1 blanques torre | a8 negres torre · f8 negres torre · g8 negres rei · a7 negres peó · b7 negres peó · e7 negres alfil · f7 negres peó · g7 negres peó · c6 negres peó · e6 negres peó · h6 negres peó · d5 negres dama · e5 blanques peó · d4 blanques peó · e4 blanques dama · h4 blanques peó · c3 blanques peó · a2 blanques peó · b2 blanques peó · d2 blanques alfil · g2 blanques peó · c1 blanques rei · d1 blanques torre · h1 blanques torre | a8 negres torre · f8 negres torre · g8 negres rei · a7 negres peó · b7 negres peó · e7 negres alfil · f7 negres peó · g7 negres peó · c6 negres peó · e6 negres peó · h6 negres peó · d5 negres dama · e5 blanques peó · d4 blanques peó · e4 blanques dama · h4 blanques peó · c3 blanques peó · a2 blanques peó · b2 blanques peó · d2 blanques alfil · g2 blanques peó · c1 blanques rei · d1 blanques torre · h1 blanques torre | a8 negres torre · f8 negres torre · g8 negres rei · a7 negres peó · b7 negres peó · e7 negres alfil · f7 negres peó · g7 negres peó · c6 negres peó · e6 negres peó · h6 negres peó · d5 negres dama · e5 blanques peó · d4 blanques peó · e4 blanques dama · h4 blanques peó · c3 blanques peó · a2 blanques peó · b2 blanques peó · d2 blanques alfil · g2 blanques peó · c1 blanques rei · d1 blanques torre · h1 blanques torre | 7 |
| 6 | a8 negres torre · f8 negres torre · g8 negres rei · a7 negres peó · b7 negres peó · e7 negres alfil · f7 negres peó · g7 negres peó · c6 negres peó · e6 negres peó · h6 negres peó · d5 negres dama · e5 blanques peó · d4 blanques peó · e4 blanques dama · h4 blanques peó · c3 blanques peó · a2 blanques peó · b2 blanques peó · d2 blanques alfil · g2 blanques peó · c1 blanques rei · d1 blanques torre · h1 blanques torre | a8 negres torre · f8 negres torre · g8 negres rei · a7 negres peó · b7 negres peó · e7 negres alfil · f7 negres peó · g7 negres peó · c6 negres peó · e6 negres peó · h6 negres peó · d5 negres dama · e5 blanques peó · d4 blanques peó · e4 blanques dama · h4 blanques peó · c3 blanques peó · a2 blanques peó · b2 blanques peó · d2 blanques alfil · g2 blanques peó · c1 blanques rei · d1 blanques torre · h1 blanques torre | a8 negres torre · f8 negres torre · g8 negres rei · a7 negres peó · b7 negres peó · e7 negres alfil · f7 negres peó · g7 negres peó · c6 negres peó · e6 negres peó · h6 negres peó · d5 negres dama · e5 blanques peó · d4 blanques peó · e4 blanques dama · h4 blanques peó · c3 blanques peó · a2 blanques peó · b2 blanques peó · d2 blanques alfil · g2 blanques peó · c1 blanques rei · d1 blanques torre · h1 blanques torre | a8 negres torre · f8 negres torre · g8 negres rei · a7 negres peó · b7 negres peó · e7 negres alfil · f7 negres peó · g7 negres peó · c6 negres peó · e6 negres peó · h6 negres peó · d5 negres dama · e5 blanques peó · d4 blanques peó · e4 blanques dama · h4 blanques peó · c3 blanques peó · a2 blanques peó · b2 blanques peó · d2 blanques alfil · g2 blanques peó · c1 blanques rei · d1 blanques torre · h1 blanques torre | a8 negres torre · f8 negres torre · g8 negres rei · a7 negres peó · b7 negres peó · e7 negres alfil · f7 negres peó · g7 negres peó · c6 negres peó · e6 negres peó · h6 negres peó · d5 negres dama · e5 blanques peó · d4 blanques peó · e4 blanques dama · h4 blanques peó · c3 blanques peó · a2 blanques peó · b2 blanques peó · d2 blanques alfil · g2 blanques peó · c1 blanques rei · d1 blanques torre · h1 blanques torre | a8 negres torre · f8 negres torre · g8 negres rei · a7 negres peó · b7 negres peó · e7 negres alfil · f7 negres peó · g7 negres peó · c6 negres peó · e6 negres peó · h6 negres peó · d5 negres dama · e5 blanques peó · d4 blanques peó · e4 blanques dama · h4 blanques peó · c3 blanques peó · a2 blanques peó · b2 blanques peó · d2 blanques alfil · g2 blanques peó · c1 blanques rei · d1 blanques torre · h1 blanques torre | a8 negres torre · f8 negres torre · g8 negres rei · a7 negres peó · b7 negres peó · e7 negres alfil · f7 negres peó · g7 negres peó · c6 negres peó · e6 negres peó · h6 negres peó · d5 negres dama · e5 blanques peó · d4 blanques peó · e4 blanques dama · h4 blanques peó · c3 blanques peó · a2 blanques peó · b2 blanques peó · d2 blanques alfil · g2 blanques peó · c1 blanques rei · d1 blanques torre · h1 blanques torre | a8 negres torre · f8 negres torre · g8 negres rei · a7 negres peó · b7 negres peó · e7 negres alfil · f7 negres peó · g7 negres peó · c6 negres peó · e6 negres peó · h6 negres peó · d5 negres dama · e5 blanques peó · d4 blanques peó · e4 blanques dama · h4 blanques peó · c3 blanques peó · a2 blanques peó · b2 blanques peó · d2 blanques alfil · g2 blanques peó · c1 blanques rei · d1 blanques torre · h1 blanques torre | 6 |
| 5 | a8 negres torre · f8 negres torre · g8 negres rei · a7 negres peó · b7 negres peó · e7 negres alfil · f7 negres peó · g7 negres peó · c6 negres peó · e6 negres peó · h6 negres peó · d5 negres dama · e5 blanques peó · d4 blanques peó · e4 blanques dama · h4 blanques peó · c3 blanques peó · a2 blanques peó · b2 blanques peó · d2 blanques alfil · g2 blanques peó · c1 blanques rei · d1 blanques torre · h1 blanques torre | a8 negres torre · f8 negres torre · g8 negres rei · a7 negres peó · b7 negres peó · e7 negres alfil · f7 negres peó · g7 negres peó · c6 negres peó · e6 negres peó · h6 negres peó · d5 negres dama · e5 blanques peó · d4 blanques peó · e4 blanques dama · h4 blanques peó · c3 blanques peó · a2 blanques peó · b2 blanques peó · d2 blanques alfil · g2 blanques peó · c1 blanques rei · d1 blanques torre · h1 blanques torre | a8 negres torre · f8 negres torre · g8 negres rei · a7 negres peó · b7 negres peó · e7 negres alfil · f7 negres peó · g7 negres peó · c6 negres peó · e6 negres peó · h6 negres peó · d5 negres dama · e5 blanques peó · d4 blanques peó · e4 blanques dama · h4 blanques peó · c3 blanques peó · a2 blanques peó · b2 blanques peó · d2 blanques alfil · g2 blanques peó · c1 blanques rei · d1 blanques torre · h1 blanques torre | a8 negres torre · f8 negres torre · g8 negres rei · a7 negres peó · b7 negres peó · e7 negres alfil · f7 negres peó · g7 negres peó · c6 negres peó · e6 negres peó · h6 negres peó · d5 negres dama · e5 blanques peó · d4 blanques peó · e4 blanques dama · h4 blanques peó · c3 blanques peó · a2 blanques peó · b2 blanques peó · d2 blanques alfil · g2 blanques peó · c1 blanques rei · d1 blanques torre · h1 blanques torre | a8 negres torre · f8 negres torre · g8 negres rei · a7 negres peó · b7 negres peó · e7 negres alfil · f7 negres peó · g7 negres peó · c6 negres peó · e6 negres peó · h6 negres peó · d5 negres dama · e5 blanques peó · d4 blanques peó · e4 blanques dama · h4 blanques peó · c3 blanques peó · a2 blanques peó · b2 blanques peó · d2 blanques alfil · g2 blanques peó · c1 blanques rei · d1 blanques torre · h1 blanques torre | a8 negres torre · f8 negres torre · g8 negres rei · a7 negres peó · b7 negres peó · e7 negres alfil · f7 negres peó · g7 negres peó · c6 negres peó · e6 negres peó · h6 negres peó · d5 negres dama · e5 blanques peó · d4 blanques peó · e4 blanques dama · h4 blanques peó · c3 blanques peó · a2 blanques peó · b2 blanques peó · d2 blanques alfil · g2 blanques peó · c1 blanques rei · d1 blanques torre · h1 blanques torre | a8 negres torre · f8 negres torre · g8 negres rei · a7 negres peó · b7 negres peó · e7 negres alfil · f7 negres peó · g7 negres peó · c6 negres peó · e6 negres peó · h6 negres peó · d5 negres dama · e5 blanques peó · d4 blanques peó · e4 blanques dama · h4 blanques peó · c3 blanques peó · a2 blanques peó · b2 blanques peó · d2 blanques alfil · g2 blanques peó · c1 blanques rei · d1 blanques torre · h1 blanques torre | a8 negres torre · f8 negres torre · g8 negres rei · a7 negres peó · b7 negres peó · e7 negres alfil · f7 negres peó · g7 negres peó · c6 negres peó · e6 negres peó · h6 negres peó · d5 negres dama · e5 blanques peó · d4 blanques peó · e4 blanques dama · h4 blanques peó · c3 blanques peó · a2 blanques peó · b2 blanques peó · d2 blanques alfil · g2 blanques peó · c1 blanques rei · d1 blanques torre · h1 blanques torre | 5 |
| 4 | a8 negres torre · f8 negres torre · g8 negres rei · a7 negres peó · b7 negres peó · e7 negres alfil · f7 negres peó · g7 negres peó · c6 negres peó · e6 negres peó · h6 negres peó · d5 negres dama · e5 blanques peó · d4 blanques peó · e4 blanques dama · h4 blanques peó · c3 blanques peó · a2 blanques peó · b2 blanques peó · d2 blanques alfil · g2 blanques peó · c1 blanques rei · d1 blanques torre · h1 blanques torre | a8 negres torre · f8 negres torre · g8 negres rei · a7 negres peó · b7 negres peó · e7 negres alfil · f7 negres peó · g7 negres peó · c6 negres peó · e6 negres peó · h6 negres peó · d5 negres dama · e5 blanques peó · d4 blanques peó · e4 blanques dama · h4 blanques peó · c3 blanques peó · a2 blanques peó · b2 blanques peó · d2 blanques alfil · g2 blanques peó · c1 blanques rei · d1 blanques torre · h1 blanques torre | a8 negres torre · f8 negres torre · g8 negres rei · a7 negres peó · b7 negres peó · e7 negres alfil · f7 negres peó · g7 negres peó · c6 negres peó · e6 negres peó · h6 negres peó · d5 negres dama · e5 blanques peó · d4 blanques peó · e4 blanques dama · h4 blanques peó · c3 blanques peó · a2 blanques peó · b2 blanques peó · d2 blanques alfil · g2 blanques peó · c1 blanques rei · d1 blanques torre · h1 blanques torre | a8 negres torre · f8 negres torre · g8 negres rei · a7 negres peó · b7 negres peó · e7 negres alfil · f7 negres peó · g7 negres peó · c6 negres peó · e6 negres peó · h6 negres peó · d5 negres dama · e5 blanques peó · d4 blanques peó · e4 blanques dama · h4 blanques peó · c3 blanques peó · a2 blanques peó · b2 blanques peó · d2 blanques alfil · g2 blanques peó · c1 blanques rei · d1 blanques torre · h1 blanques torre | a8 negres torre · f8 negres torre · g8 negres rei · a7 negres peó · b7 negres peó · e7 negres alfil · f7 negres peó · g7 negres peó · c6 negres peó · e6 negres peó · h6 negres peó · d5 negres dama · e5 blanques peó · d4 blanques peó · e4 blanques dama · h4 blanques peó · c3 blanques peó · a2 blanques peó · b2 blanques peó · d2 blanques alfil · g2 blanques peó · c1 blanques rei · d1 blanques torre · h1 blanques torre | a8 negres torre · f8 negres torre · g8 negres rei · a7 negres peó · b7 negres peó · e7 negres alfil · f7 negres peó · g7 negres peó · c6 negres peó · e6 negres peó · h6 negres peó · d5 negres dama · e5 blanques peó · d4 blanques peó · e4 blanques dama · h4 blanques peó · c3 blanques peó · a2 blanques peó · b2 blanques peó · d2 blanques alfil · g2 blanques peó · c1 blanques rei · d1 blanques torre · h1 blanques torre | a8 negres torre · f8 negres torre · g8 negres rei · a7 negres peó · b7 negres peó · e7 negres alfil · f7 negres peó · g7 negres peó · c6 negres peó · e6 negres peó · h6 negres peó · d5 negres dama · e5 blanques peó · d4 blanques peó · e4 blanques dama · h4 blanques peó · c3 blanques peó · a2 blanques peó · b2 blanques peó · d2 blanques alfil · g2 blanques peó · c1 blanques rei · d1 blanques torre · h1 blanques torre | a8 negres torre · f8 negres torre · g8 negres rei · a7 negres peó · b7 negres peó · e7 negres alfil · f7 negres peó · g7 negres peó · c6 negres peó · e6 negres peó · h6 negres peó · d5 negres dama · e5 blanques peó · d4 blanques peó · e4 blanques dama · h4 blanques peó · c3 blanques peó · a2 blanques peó · b2 blanques peó · d2 blanques alfil · g2 blanques peó · c1 blanques rei · d1 blanques torre · h1 blanques torre | 4 |
| 3 | a8 negres torre · f8 negres torre · g8 negres rei · a7 negres peó · b7 negres peó · e7 negres alfil · f7 negres peó · g7 negres peó · c6 negres peó · e6 negres peó · h6 negres peó · d5 negres dama · e5 blanques peó · d4 blanques peó · e4 blanques dama · h4 blanques peó · c3 blanques peó · a2 blanques peó · b2 blanques peó · d2 blanques alfil · g2 blanques peó · c1 blanques rei · d1 blanques torre · h1 blanques torre | a8 negres torre · f8 negres torre · g8 negres rei · a7 negres peó · b7 negres peó · e7 negres alfil · f7 negres peó · g7 negres peó · c6 negres peó · e6 negres peó · h6 negres peó · d5 negres dama · e5 blanques peó · d4 blanques peó · e4 blanques dama · h4 blanques peó · c3 blanques peó · a2 blanques peó · b2 blanques peó · d2 blanques alfil · g2 blanques peó · c1 blanques rei · d1 blanques torre · h1 blanques torre | a8 negres torre · f8 negres torre · g8 negres rei · a7 negres peó · b7 negres peó · e7 negres alfil · f7 negres peó · g7 negres peó · c6 negres peó · e6 negres peó · h6 negres peó · d5 negres dama · e5 blanques peó · d4 blanques peó · e4 blanques dama · h4 blanques peó · c3 blanques peó · a2 blanques peó · b2 blanques peó · d2 blanques alfil · g2 blanques peó · c1 blanques rei · d1 blanques torre · h1 blanques torre | a8 negres torre · f8 negres torre · g8 negres rei · a7 negres peó · b7 negres peó · e7 negres alfil · f7 negres peó · g7 negres peó · c6 negres peó · e6 negres peó · h6 negres peó · d5 negres dama · e5 blanques peó · d4 blanques peó · e4 blanques dama · h4 blanques peó · c3 blanques peó · a2 blanques peó · b2 blanques peó · d2 blanques alfil · g2 blanques peó · c1 blanques rei · d1 blanques torre · h1 blanques torre | a8 negres torre · f8 negres torre · g8 negres rei · a7 negres peó · b7 negres peó · e7 negres alfil · f7 negres peó · g7 negres peó · c6 negres peó · e6 negres peó · h6 negres peó · d5 negres dama · e5 blanques peó · d4 blanques peó · e4 blanques dama · h4 blanques peó · c3 blanques peó · a2 blanques peó · b2 blanques peó · d2 blanques alfil · g2 blanques peó · c1 blanques rei · d1 blanques torre · h1 blanques torre | a8 negres torre · f8 negres torre · g8 negres rei · a7 negres peó · b7 negres peó · e7 negres alfil · f7 negres peó · g7 negres peó · c6 negres peó · e6 negres peó · h6 negres peó · d5 negres dama · e5 blanques peó · d4 blanques peó · e4 blanques dama · h4 blanques peó · c3 blanques peó · a2 blanques peó · b2 blanques peó · d2 blanques alfil · g2 blanques peó · c1 blanques rei · d1 blanques torre · h1 blanques torre | a8 negres torre · f8 negres torre · g8 negres rei · a7 negres peó · b7 negres peó · e7 negres alfil · f7 negres peó · g7 negres peó · c6 negres peó · e6 negres peó · h6 negres peó · d5 negres dama · e5 blanques peó · d4 blanques peó · e4 blanques dama · h4 blanques peó · c3 blanques peó · a2 blanques peó · b2 blanques peó · d2 blanques alfil · g2 blanques peó · c1 blanques rei · d1 blanques torre · h1 blanques torre | a8 negres torre · f8 negres torre · g8 negres rei · a7 negres peó · b7 negres peó · e7 negres alfil · f7 negres peó · g7 negres peó · c6 negres peó · e6 negres peó · h6 negres peó · d5 negres dama · e5 blanques peó · d4 blanques peó · e4 blanques dama · h4 blanques peó · c3 blanques peó · a2 blanques peó · b2 blanques peó · d2 blanques alfil · g2 blanques peó · c1 blanques rei · d1 blanques torre · h1 blanques torre | 3 |
| 2 | a8 negres torre · f8 negres torre · g8 negres rei · a7 negres peó · b7 negres peó · e7 negres alfil · f7 negres peó · g7 negres peó · c6 negres peó · e6 negres peó · h6 negres peó · d5 negres dama · e5 blanques peó · d4 blanques peó · e4 blanques dama · h4 blanques peó · c3 blanques peó · a2 blanques peó · b2 blanques peó · d2 blanques alfil · g2 blanques peó · c1 blanques rei · d1 blanques torre · h1 blanques torre | a8 negres torre · f8 negres torre · g8 negres rei · a7 negres peó · b7 negres peó · e7 negres alfil · f7 negres peó · g7 negres peó · c6 negres peó · e6 negres peó · h6 negres peó · d5 negres dama · e5 blanques peó · d4 blanques peó · e4 blanques dama · h4 blanques peó · c3 blanques peó · a2 blanques peó · b2 blanques peó · d2 blanques alfil · g2 blanques peó · c1 blanques rei · d1 blanques torre · h1 blanques torre | a8 negres torre · f8 negres torre · g8 negres rei · a7 negres peó · b7 negres peó · e7 negres alfil · f7 negres peó · g7 negres peó · c6 negres peó · e6 negres peó · h6 negres peó · d5 negres dama · e5 blanques peó · d4 blanques peó · e4 blanques dama · h4 blanques peó · c3 blanques peó · a2 blanques peó · b2 blanques peó · d2 blanques alfil · g2 blanques peó · c1 blanques rei · d1 blanques torre · h1 blanques torre | a8 negres torre · f8 negres torre · g8 negres rei · a7 negres peó · b7 negres peó · e7 negres alfil · f7 negres peó · g7 negres peó · c6 negres peó · e6 negres peó · h6 negres peó · d5 negres dama · e5 blanques peó · d4 blanques peó · e4 blanques dama · h4 blanques peó · c3 blanques peó · a2 blanques peó · b2 blanques peó · d2 blanques alfil · g2 blanques peó · c1 blanques rei · d1 blanques torre · h1 blanques torre | a8 negres torre · f8 negres torre · g8 negres rei · a7 negres peó · b7 negres peó · e7 negres alfil · f7 negres peó · g7 negres peó · c6 negres peó · e6 negres peó · h6 negres peó · d5 negres dama · e5 blanques peó · d4 blanques peó · e4 blanques dama · h4 blanques peó · c3 blanques peó · a2 blanques peó · b2 blanques peó · d2 blanques alfil · g2 blanques peó · c1 blanques rei · d1 blanques torre · h1 blanques torre | a8 negres torre · f8 negres torre · g8 negres rei · a7 negres peó · b7 negres peó · e7 negres alfil · f7 negres peó · g7 negres peó · c6 negres peó · e6 negres peó · h6 negres peó · d5 negres dama · e5 blanques peó · d4 blanques peó · e4 blanques dama · h4 blanques peó · c3 blanques peó · a2 blanques peó · b2 blanques peó · d2 blanques alfil · g2 blanques peó · c1 blanques rei · d1 blanques torre · h1 blanques torre | a8 negres torre · f8 negres torre · g8 negres rei · a7 negres peó · b7 negres peó · e7 negres alfil · f7 negres peó · g7 negres peó · c6 negres peó · e6 negres peó · h6 negres peó · d5 negres dama · e5 blanques peó · d4 blanques peó · e4 blanques dama · h4 blanques peó · c3 blanques peó · a2 blanques peó · b2 blanques peó · d2 blanques alfil · g2 blanques peó · c1 blanques rei · d1 blanques torre · h1 blanques torre | a8 negres torre · f8 negres torre · g8 negres rei · a7 negres peó · b7 negres peó · e7 negres alfil · f7 negres peó · g7 negres peó · c6 negres peó · e6 negres peó · h6 negres peó · d5 negres dama · e5 blanques peó · d4 blanques peó · e4 blanques dama · h4 blanques peó · c3 blanques peó · a2 blanques peó · b2 blanques peó · d2 blanques alfil · g2 blanques peó · c1 blanques rei · d1 blanques torre · h1 blanques torre | 2 |
| 1 | a8 negres torre · f8 negres torre · g8 negres rei · a7 negres peó · b7 negres peó · e7 negres alfil · f7 negres peó · g7 negres peó · c6 negres peó · e6 negres peó · h6 negres peó · d5 negres dama · e5 blanques peó · d4 blanques peó · e4 blanques dama · h4 blanques peó · c3 blanques peó · a2 blanques peó · b2 blanques peó · d2 blanques alfil · g2 blanques peó · c1 blanques rei · d1 blanques torre · h1 blanques torre | a8 negres torre · f8 negres torre · g8 negres rei · a7 negres peó · b7 negres peó · e7 negres alfil · f7 negres peó · g7 negres peó · c6 negres peó · e6 negres peó · h6 negres peó · d5 negres dama · e5 blanques peó · d4 blanques peó · e4 blanques dama · h4 blanques peó · c3 blanques peó · a2 blanques peó · b2 blanques peó · d2 blanques alfil · g2 blanques peó · c1 blanques rei · d1 blanques torre · h1 blanques torre | a8 negres torre · f8 negres torre · g8 negres rei · a7 negres peó · b7 negres peó · e7 negres alfil · f7 negres peó · g7 negres peó · c6 negres peó · e6 negres peó · h6 negres peó · d5 negres dama · e5 blanques peó · d4 blanques peó · e4 blanques dama · h4 blanques peó · c3 blanques peó · a2 blanques peó · b2 blanques peó · d2 blanques alfil · g2 blanques peó · c1 blanques rei · d1 blanques torre · h1 blanques torre | a8 negres torre · f8 negres torre · g8 negres rei · a7 negres peó · b7 negres peó · e7 negres alfil · f7 negres peó · g7 negres peó · c6 negres peó · e6 negres peó · h6 negres peó · d5 negres dama · e5 blanques peó · d4 blanques peó · e4 blanques dama · h4 blanques peó · c3 blanques peó · a2 blanques peó · b2 blanques peó · d2 blanques alfil · g2 blanques peó · c1 blanques rei · d1 blanques torre · h1 blanques torre | a8 negres torre · f8 negres torre · g8 negres rei · a7 negres peó · b7 negres peó · e7 negres alfil · f7 negres peó · g7 negres peó · c6 negres peó · e6 negres peó · h6 negres peó · d5 negres dama · e5 blanques peó · d4 blanques peó · e4 blanques dama · h4 blanques peó · c3 blanques peó · a2 blanques peó · b2 blanques peó · d2 blanques alfil · g2 blanques peó · c1 blanques rei · d1 blanques torre · h1 blanques torre | a8 negres torre · f8 negres torre · g8 negres rei · a7 negres peó · b7 negres peó · e7 negres alfil · f7 negres peó · g7 negres peó · c6 negres peó · e6 negres peó · h6 negres peó · d5 negres dama · e5 blanques peó · d4 blanques peó · e4 blanques dama · h4 blanques peó · c3 blanques peó · a2 blanques peó · b2 blanques peó · d2 blanques alfil · g2 blanques peó · c1 blanques rei · d1 blanques torre · h1 blanques torre | a8 negres torre · f8 negres torre · g8 negres rei · a7 negres peó · b7 negres peó · e7 negres alfil · f7 negres peó · g7 negres peó · c6 negres peó · e6 negres peó · h6 negres peó · d5 negres dama · e5 blanques peó · d4 blanques peó · e4 blanques dama · h4 blanques peó · c3 blanques peó · a2 blanques peó · b2 blanques peó · d2 blanques alfil · g2 blanques peó · c1 blanques rei · d1 blanques torre · h1 blanques torre | a8 negres torre · f8 negres torre · g8 negres rei · a7 negres peó · b7 negres peó · e7 negres alfil · f7 negres peó · g7 negres peó · c6 negres peó · e6 negres peó · h6 negres peó · d5 negres dama · e5 blanques peó · d4 blanques peó · e4 blanques dama · h4 blanques peó · c3 blanques peó · a2 blanques peó · b2 blanques peó · d2 blanques alfil · g2 blanques peó · c1 blanques rei · d1 blanques torre · h1 blanques torre | 1 |
|   | a | b | c | d | e | f | g | h |   |

Defensa Caro-Kann (ECO B19)
1. e4 c6 2. d4 d5 3. Cc3 dxe4 4. Cxe4 Af5 5. Cg3 Ag6 6. h4 h6 7. Cf3 e6 8. Ce5 Ah7 9. Ad3 Axd3 10. Dxd3 Cd7 11. f4 Ab4+ 12. c3 Ae7 13. Ad2 Cgf6 14. 0-0-0 0-0 15. Ce4 Cxe4 16. Dxe4 Cxe5 17. fxe5 Dd5 (diagrama) 18. Dxd5 cxd5 19. h5 b5 20. Th3 a5 21. Tf1 Tac8 22. Tg3 Rh7 23. Tgf3 Rg8 24. Tg3 Rh7 25. Tgf3 Rg8 ½–½

#### Partida 3, Carlsen–Anand, ½–½
|   | a | b | c | d | e | f | g | h |   |
| 8 | b8 negres torre · d8 negres torre · e7 negres dama · f7 negres peó · g7 negres rei · e6 negres alfil · g6 negres peó · b5 negres peó · c5 negres peó · e5 negres alfil · g5 blanques cavall · h5 negres peó · h4 blanques peó · d3 blanques peó · e3 blanques torre · g3 blanques peó · b2 blanques peó · f2 blanques peó · g2 blanques alfil · a1 blanques torre · g1 blanques rei · h1 blanques dama | b8 negres torre · d8 negres torre · e7 negres dama · f7 negres peó · g7 negres rei · e6 negres alfil · g6 negres peó · b5 negres peó · c5 negres peó · e5 negres alfil · g5 blanques cavall · h5 negres peó · h4 blanques peó · d3 blanques peó · e3 blanques torre · g3 blanques peó · b2 blanques peó · f2 blanques peó · g2 blanques alfil · a1 blanques torre · g1 blanques rei · h1 blanques dama | b8 negres torre · d8 negres torre · e7 negres dama · f7 negres peó · g7 negres rei · e6 negres alfil · g6 negres peó · b5 negres peó · c5 negres peó · e5 negres alfil · g5 blanques cavall · h5 negres peó · h4 blanques peó · d3 blanques peó · e3 blanques torre · g3 blanques peó · b2 blanques peó · f2 blanques peó · g2 blanques alfil · a1 blanques torre · g1 blanques rei · h1 blanques dama | b8 negres torre · d8 negres torre · e7 negres dama · f7 negres peó · g7 negres rei · e6 negres alfil · g6 negres peó · b5 negres peó · c5 negres peó · e5 negres alfil · g5 blanques cavall · h5 negres peó · h4 blanques peó · d3 blanques peó · e3 blanques torre · g3 blanques peó · b2 blanques peó · f2 blanques peó · g2 blanques alfil · a1 blanques torre · g1 blanques rei · h1 blanques dama | b8 negres torre · d8 negres torre · e7 negres dama · f7 negres peó · g7 negres rei · e6 negres alfil · g6 negres peó · b5 negres peó · c5 negres peó · e5 negres alfil · g5 blanques cavall · h5 negres peó · h4 blanques peó · d3 blanques peó · e3 blanques torre · g3 blanques peó · b2 blanques peó · f2 blanques peó · g2 blanques alfil · a1 blanques torre · g1 blanques rei · h1 blanques dama | b8 negres torre · d8 negres torre · e7 negres dama · f7 negres peó · g7 negres rei · e6 negres alfil · g6 negres peó · b5 negres peó · c5 negres peó · e5 negres alfil · g5 blanques cavall · h5 negres peó · h4 blanques peó · d3 blanques peó · e3 blanques torre · g3 blanques peó · b2 blanques peó · f2 blanques peó · g2 blanques alfil · a1 blanques torre · g1 blanques rei · h1 blanques dama | b8 negres torre · d8 negres torre · e7 negres dama · f7 negres peó · g7 negres rei · e6 negres alfil · g6 negres peó · b5 negres peó · c5 negres peó · e5 negres alfil · g5 blanques cavall · h5 negres peó · h4 blanques peó · d3 blanques peó · e3 blanques torre · g3 blanques peó · b2 blanques peó · f2 blanques peó · g2 blanques alfil · a1 blanques torre · g1 blanques rei · h1 blanques dama | b8 negres torre · d8 negres torre · e7 negres dama · f7 negres peó · g7 negres rei · e6 negres alfil · g6 negres peó · b5 negres peó · c5 negres peó · e5 negres alfil · g5 blanques cavall · h5 negres peó · h4 blanques peó · d3 blanques peó · e3 blanques torre · g3 blanques peó · b2 blanques peó · f2 blanques peó · g2 blanques alfil · a1 blanques torre · g1 blanques rei · h1 blanques dama | 8 |
| 7 | b8 negres torre · d8 negres torre · e7 negres dama · f7 negres peó · g7 negres rei · e6 negres alfil · g6 negres peó · b5 negres peó · c5 negres peó · e5 negres alfil · g5 blanques cavall · h5 negres peó · h4 blanques peó · d3 blanques peó · e3 blanques torre · g3 blanques peó · b2 blanques peó · f2 blanques peó · g2 blanques alfil · a1 blanques torre · g1 blanques rei · h1 blanques dama | b8 negres torre · d8 negres torre · e7 negres dama · f7 negres peó · g7 negres rei · e6 negres alfil · g6 negres peó · b5 negres peó · c5 negres peó · e5 negres alfil · g5 blanques cavall · h5 negres peó · h4 blanques peó · d3 blanques peó · e3 blanques torre · g3 blanques peó · b2 blanques peó · f2 blanques peó · g2 blanques alfil · a1 blanques torre · g1 blanques rei · h1 blanques dama | b8 negres torre · d8 negres torre · e7 negres dama · f7 negres peó · g7 negres rei · e6 negres alfil · g6 negres peó · b5 negres peó · c5 negres peó · e5 negres alfil · g5 blanques cavall · h5 negres peó · h4 blanques peó · d3 blanques peó · e3 blanques torre · g3 blanques peó · b2 blanques peó · f2 blanques peó · g2 blanques alfil · a1 blanques torre · g1 blanques rei · h1 blanques dama | b8 negres torre · d8 negres torre · e7 negres dama · f7 negres peó · g7 negres rei · e6 negres alfil · g6 negres peó · b5 negres peó · c5 negres peó · e5 negres alfil · g5 blanques cavall · h5 negres peó · h4 blanques peó · d3 blanques peó · e3 blanques torre · g3 blanques peó · b2 blanques peó · f2 blanques peó · g2 blanques alfil · a1 blanques torre · g1 blanques rei · h1 blanques dama | b8 negres torre · d8 negres torre · e7 negres dama · f7 negres peó · g7 negres rei · e6 negres alfil · g6 negres peó · b5 negres peó · c5 negres peó · e5 negres alfil · g5 blanques cavall · h5 negres peó · h4 blanques peó · d3 blanques peó · e3 blanques torre · g3 blanques peó · b2 blanques peó · f2 blanques peó · g2 blanques alfil · a1 blanques torre · g1 blanques rei · h1 blanques dama | b8 negres torre · d8 negres torre · e7 negres dama · f7 negres peó · g7 negres rei · e6 negres alfil · g6 negres peó · b5 negres peó · c5 negres peó · e5 negres alfil · g5 blanques cavall · h5 negres peó · h4 blanques peó · d3 blanques peó · e3 blanques torre · g3 blanques peó · b2 blanques peó · f2 blanques peó · g2 blanques alfil · a1 blanques torre · g1 blanques rei · h1 blanques dama | b8 negres torre · d8 negres torre · e7 negres dama · f7 negres peó · g7 negres rei · e6 negres alfil · g6 negres peó · b5 negres peó · c5 negres peó · e5 negres alfil · g5 blanques cavall · h5 negres peó · h4 blanques peó · d3 blanques peó · e3 blanques torre · g3 blanques peó · b2 blanques peó · f2 blanques peó · g2 blanques alfil · a1 blanques torre · g1 blanques rei · h1 blanques dama | b8 negres torre · d8 negres torre · e7 negres dama · f7 negres peó · g7 negres rei · e6 negres alfil · g6 negres peó · b5 negres peó · c5 negres peó · e5 negres alfil · g5 blanques cavall · h5 negres peó · h4 blanques peó · d3 blanques peó · e3 blanques torre · g3 blanques peó · b2 blanques peó · f2 blanques peó · g2 blanques alfil · a1 blanques torre · g1 blanques rei · h1 blanques dama | 7 |
| 6 | b8 negres torre · d8 negres torre · e7 negres dama · f7 negres peó · g7 negres rei · e6 negres alfil · g6 negres peó · b5 negres peó · c5 negres peó · e5 negres alfil · g5 blanques cavall · h5 negres peó · h4 blanques peó · d3 blanques peó · e3 blanques torre · g3 blanques peó · b2 blanques peó · f2 blanques peó · g2 blanques alfil · a1 blanques torre · g1 blanques rei · h1 blanques dama | b8 negres torre · d8 negres torre · e7 negres dama · f7 negres peó · g7 negres rei · e6 negres alfil · g6 negres peó · b5 negres peó · c5 negres peó · e5 negres alfil · g5 blanques cavall · h5 negres peó · h4 blanques peó · d3 blanques peó · e3 blanques torre · g3 blanques peó · b2 blanques peó · f2 blanques peó · g2 blanques alfil · a1 blanques torre · g1 blanques rei · h1 blanques dama | b8 negres torre · d8 negres torre · e7 negres dama · f7 negres peó · g7 negres rei · e6 negres alfil · g6 negres peó · b5 negres peó · c5 negres peó · e5 negres alfil · g5 blanques cavall · h5 negres peó · h4 blanques peó · d3 blanques peó · e3 blanques torre · g3 blanques peó · b2 blanques peó · f2 blanques peó · g2 blanques alfil · a1 blanques torre · g1 blanques rei · h1 blanques dama | b8 negres torre · d8 negres torre · e7 negres dama · f7 negres peó · g7 negres rei · e6 negres alfil · g6 negres peó · b5 negres peó · c5 negres peó · e5 negres alfil · g5 blanques cavall · h5 negres peó · h4 blanques peó · d3 blanques peó · e3 blanques torre · g3 blanques peó · b2 blanques peó · f2 blanques peó · g2 blanques alfil · a1 blanques torre · g1 blanques rei · h1 blanques dama | b8 negres torre · d8 negres torre · e7 negres dama · f7 negres peó · g7 negres rei · e6 negres alfil · g6 negres peó · b5 negres peó · c5 negres peó · e5 negres alfil · g5 blanques cavall · h5 negres peó · h4 blanques peó · d3 blanques peó · e3 blanques torre · g3 blanques peó · b2 blanques peó · f2 blanques peó · g2 blanques alfil · a1 blanques torre · g1 blanques rei · h1 blanques dama | b8 negres torre · d8 negres torre · e7 negres dama · f7 negres peó · g7 negres rei · e6 negres alfil · g6 negres peó · b5 negres peó · c5 negres peó · e5 negres alfil · g5 blanques cavall · h5 negres peó · h4 blanques peó · d3 blanques peó · e3 blanques torre · g3 blanques peó · b2 blanques peó · f2 blanques peó · g2 blanques alfil · a1 blanques torre · g1 blanques rei · h1 blanques dama | b8 negres torre · d8 negres torre · e7 negres dama · f7 negres peó · g7 negres rei · e6 negres alfil · g6 negres peó · b5 negres peó · c5 negres peó · e5 negres alfil · g5 blanques cavall · h5 negres peó · h4 blanques peó · d3 blanques peó · e3 blanques torre · g3 blanques peó · b2 blanques peó · f2 blanques peó · g2 blanques alfil · a1 blanques torre · g1 blanques rei · h1 blanques dama | b8 negres torre · d8 negres torre · e7 negres dama · f7 negres peó · g7 negres rei · e6 negres alfil · g6 negres peó · b5 negres peó · c5 negres peó · e5 negres alfil · g5 blanques cavall · h5 negres peó · h4 blanques peó · d3 blanques peó · e3 blanques torre · g3 blanques peó · b2 blanques peó · f2 blanques peó · g2 blanques alfil · a1 blanques torre · g1 blanques rei · h1 blanques dama | 6 |
| 5 | b8 negres torre · d8 negres torre · e7 negres dama · f7 negres peó · g7 negres rei · e6 negres alfil · g6 negres peó · b5 negres peó · c5 negres peó · e5 negres alfil · g5 blanques cavall · h5 negres peó · h4 blanques peó · d3 blanques peó · e3 blanques torre · g3 blanques peó · b2 blanques peó · f2 blanques peó · g2 blanques alfil · a1 blanques torre · g1 blanques rei · h1 blanques dama | b8 negres torre · d8 negres torre · e7 negres dama · f7 negres peó · g7 negres rei · e6 negres alfil · g6 negres peó · b5 negres peó · c5 negres peó · e5 negres alfil · g5 blanques cavall · h5 negres peó · h4 blanques peó · d3 blanques peó · e3 blanques torre · g3 blanques peó · b2 blanques peó · f2 blanques peó · g2 blanques alfil · a1 blanques torre · g1 blanques rei · h1 blanques dama | b8 negres torre · d8 negres torre · e7 negres dama · f7 negres peó · g7 negres rei · e6 negres alfil · g6 negres peó · b5 negres peó · c5 negres peó · e5 negres alfil · g5 blanques cavall · h5 negres peó · h4 blanques peó · d3 blanques peó · e3 blanques torre · g3 blanques peó · b2 blanques peó · f2 blanques peó · g2 blanques alfil · a1 blanques torre · g1 blanques rei · h1 blanques dama | b8 negres torre · d8 negres torre · e7 negres dama · f7 negres peó · g7 negres rei · e6 negres alfil · g6 negres peó · b5 negres peó · c5 negres peó · e5 negres alfil · g5 blanques cavall · h5 negres peó · h4 blanques peó · d3 blanques peó · e3 blanques torre · g3 blanques peó · b2 blanques peó · f2 blanques peó · g2 blanques alfil · a1 blanques torre · g1 blanques rei · h1 blanques dama | b8 negres torre · d8 negres torre · e7 negres dama · f7 negres peó · g7 negres rei · e6 negres alfil · g6 negres peó · b5 negres peó · c5 negres peó · e5 negres alfil · g5 blanques cavall · h5 negres peó · h4 blanques peó · d3 blanques peó · e3 blanques torre · g3 blanques peó · b2 blanques peó · f2 blanques peó · g2 blanques alfil · a1 blanques torre · g1 blanques rei · h1 blanques dama | b8 negres torre · d8 negres torre · e7 negres dama · f7 negres peó · g7 negres rei · e6 negres alfil · g6 negres peó · b5 negres peó · c5 negres peó · e5 negres alfil · g5 blanques cavall · h5 negres peó · h4 blanques peó · d3 blanques peó · e3 blanques torre · g3 blanques peó · b2 blanques peó · f2 blanques peó · g2 blanques alfil · a1 blanques torre · g1 blanques rei · h1 blanques dama | b8 negres torre · d8 negres torre · e7 negres dama · f7 negres peó · g7 negres rei · e6 negres alfil · g6 negres peó · b5 negres peó · c5 negres peó · e5 negres alfil · g5 blanques cavall · h5 negres peó · h4 blanques peó · d3 blanques peó · e3 blanques torre · g3 blanques peó · b2 blanques peó · f2 blanques peó · g2 blanques alfil · a1 blanques torre · g1 blanques rei · h1 blanques dama | b8 negres torre · d8 negres torre · e7 negres dama · f7 negres peó · g7 negres rei · e6 negres alfil · g6 negres peó · b5 negres peó · c5 negres peó · e5 negres alfil · g5 blanques cavall · h5 negres peó · h4 blanques peó · d3 blanques peó · e3 blanques torre · g3 blanques peó · b2 blanques peó · f2 blanques peó · g2 blanques alfil · a1 blanques torre · g1 blanques rei · h1 blanques dama | 5 |
| 4 | b8 negres torre · d8 negres torre · e7 negres dama · f7 negres peó · g7 negres rei · e6 negres alfil · g6 negres peó · b5 negres peó · c5 negres peó · e5 negres alfil · g5 blanques cavall · h5 negres peó · h4 blanques peó · d3 blanques peó · e3 blanques torre · g3 blanques peó · b2 blanques peó · f2 blanques peó · g2 blanques alfil · a1 blanques torre · g1 blanques rei · h1 blanques dama | b8 negres torre · d8 negres torre · e7 negres dama · f7 negres peó · g7 negres rei · e6 negres alfil · g6 negres peó · b5 negres peó · c5 negres peó · e5 negres alfil · g5 blanques cavall · h5 negres peó · h4 blanques peó · d3 blanques peó · e3 blanques torre · g3 blanques peó · b2 blanques peó · f2 blanques peó · g2 blanques alfil · a1 blanques torre · g1 blanques rei · h1 blanques dama | b8 negres torre · d8 negres torre · e7 negres dama · f7 negres peó · g7 negres rei · e6 negres alfil · g6 negres peó · b5 negres peó · c5 negres peó · e5 negres alfil · g5 blanques cavall · h5 negres peó · h4 blanques peó · d3 blanques peó · e3 blanques torre · g3 blanques peó · b2 blanques peó · f2 blanques peó · g2 blanques alfil · a1 blanques torre · g1 blanques rei · h1 blanques dama | b8 negres torre · d8 negres torre · e7 negres dama · f7 negres peó · g7 negres rei · e6 negres alfil · g6 negres peó · b5 negres peó · c5 negres peó · e5 negres alfil · g5 blanques cavall · h5 negres peó · h4 blanques peó · d3 blanques peó · e3 blanques torre · g3 blanques peó · b2 blanques peó · f2 blanques peó · g2 blanques alfil · a1 blanques torre · g1 blanques rei · h1 blanques dama | b8 negres torre · d8 negres torre · e7 negres dama · f7 negres peó · g7 negres rei · e6 negres alfil · g6 negres peó · b5 negres peó · c5 negres peó · e5 negres alfil · g5 blanques cavall · h5 negres peó · h4 blanques peó · d3 blanques peó · e3 blanques torre · g3 blanques peó · b2 blanques peó · f2 blanques peó · g2 blanques alfil · a1 blanques torre · g1 blanques rei · h1 blanques dama | b8 negres torre · d8 negres torre · e7 negres dama · f7 negres peó · g7 negres rei · e6 negres alfil · g6 negres peó · b5 negres peó · c5 negres peó · e5 negres alfil · g5 blanques cavall · h5 negres peó · h4 blanques peó · d3 blanques peó · e3 blanques torre · g3 blanques peó · b2 blanques peó · f2 blanques peó · g2 blanques alfil · a1 blanques torre · g1 blanques rei · h1 blanques dama | b8 negres torre · d8 negres torre · e7 negres dama · f7 negres peó · g7 negres rei · e6 negres alfil · g6 negres peó · b5 negres peó · c5 negres peó · e5 negres alfil · g5 blanques cavall · h5 negres peó · h4 blanques peó · d3 blanques peó · e3 blanques torre · g3 blanques peó · b2 blanques peó · f2 blanques peó · g2 blanques alfil · a1 blanques torre · g1 blanques rei · h1 blanques dama | b8 negres torre · d8 negres torre · e7 negres dama · f7 negres peó · g7 negres rei · e6 negres alfil · g6 negres peó · b5 negres peó · c5 negres peó · e5 negres alfil · g5 blanques cavall · h5 negres peó · h4 blanques peó · d3 blanques peó · e3 blanques torre · g3 blanques peó · b2 blanques peó · f2 blanques peó · g2 blanques alfil · a1 blanques torre · g1 blanques rei · h1 blanques dama | 4 |
| 3 | b8 negres torre · d8 negres torre · e7 negres dama · f7 negres peó · g7 negres rei · e6 negres alfil · g6 negres peó · b5 negres peó · c5 negres peó · e5 negres alfil · g5 blanques cavall · h5 negres peó · h4 blanques peó · d3 blanques peó · e3 blanques torre · g3 blanques peó · b2 blanques peó · f2 blanques peó · g2 blanques alfil · a1 blanques torre · g1 blanques rei · h1 blanques dama | b8 negres torre · d8 negres torre · e7 negres dama · f7 negres peó · g7 negres rei · e6 negres alfil · g6 negres peó · b5 negres peó · c5 negres peó · e5 negres alfil · g5 blanques cavall · h5 negres peó · h4 blanques peó · d3 blanques peó · e3 blanques torre · g3 blanques peó · b2 blanques peó · f2 blanques peó · g2 blanques alfil · a1 blanques torre · g1 blanques rei · h1 blanques dama | b8 negres torre · d8 negres torre · e7 negres dama · f7 negres peó · g7 negres rei · e6 negres alfil · g6 negres peó · b5 negres peó · c5 negres peó · e5 negres alfil · g5 blanques cavall · h5 negres peó · h4 blanques peó · d3 blanques peó · e3 blanques torre · g3 blanques peó · b2 blanques peó · f2 blanques peó · g2 blanques alfil · a1 blanques torre · g1 blanques rei · h1 blanques dama | b8 negres torre · d8 negres torre · e7 negres dama · f7 negres peó · g7 negres rei · e6 negres alfil · g6 negres peó · b5 negres peó · c5 negres peó · e5 negres alfil · g5 blanques cavall · h5 negres peó · h4 blanques peó · d3 blanques peó · e3 blanques torre · g3 blanques peó · b2 blanques peó · f2 blanques peó · g2 blanques alfil · a1 blanques torre · g1 blanques rei · h1 blanques dama | b8 negres torre · d8 negres torre · e7 negres dama · f7 negres peó · g7 negres rei · e6 negres alfil · g6 negres peó · b5 negres peó · c5 negres peó · e5 negres alfil · g5 blanques cavall · h5 negres peó · h4 blanques peó · d3 blanques peó · e3 blanques torre · g3 blanques peó · b2 blanques peó · f2 blanques peó · g2 blanques alfil · a1 blanques torre · g1 blanques rei · h1 blanques dama | b8 negres torre · d8 negres torre · e7 negres dama · f7 negres peó · g7 negres rei · e6 negres alfil · g6 negres peó · b5 negres peó · c5 negres peó · e5 negres alfil · g5 blanques cavall · h5 negres peó · h4 blanques peó · d3 blanques peó · e3 blanques torre · g3 blanques peó · b2 blanques peó · f2 blanques peó · g2 blanques alfil · a1 blanques torre · g1 blanques rei · h1 blanques dama | b8 negres torre · d8 negres torre · e7 negres dama · f7 negres peó · g7 negres rei · e6 negres alfil · g6 negres peó · b5 negres peó · c5 negres peó · e5 negres alfil · g5 blanques cavall · h5 negres peó · h4 blanques peó · d3 blanques peó · e3 blanques torre · g3 blanques peó · b2 blanques peó · f2 blanques peó · g2 blanques alfil · a1 blanques torre · g1 blanques rei · h1 blanques dama | b8 negres torre · d8 negres torre · e7 negres dama · f7 negres peó · g7 negres rei · e6 negres alfil · g6 negres peó · b5 negres peó · c5 negres peó · e5 negres alfil · g5 blanques cavall · h5 negres peó · h4 blanques peó · d3 blanques peó · e3 blanques torre · g3 blanques peó · b2 blanques peó · f2 blanques peó · g2 blanques alfil · a1 blanques torre · g1 blanques rei · h1 blanques dama | 3 |
| 2 | b8 negres torre · d8 negres torre · e7 negres dama · f7 negres peó · g7 negres rei · e6 negres alfil · g6 negres peó · b5 negres peó · c5 negres peó · e5 negres alfil · g5 blanques cavall · h5 negres peó · h4 blanques peó · d3 blanques peó · e3 blanques torre · g3 blanques peó · b2 blanques peó · f2 blanques peó · g2 blanques alfil · a1 blanques torre · g1 blanques rei · h1 blanques dama | b8 negres torre · d8 negres torre · e7 negres dama · f7 negres peó · g7 negres rei · e6 negres alfil · g6 negres peó · b5 negres peó · c5 negres peó · e5 negres alfil · g5 blanques cavall · h5 negres peó · h4 blanques peó · d3 blanques peó · e3 blanques torre · g3 blanques peó · b2 blanques peó · f2 blanques peó · g2 blanques alfil · a1 blanques torre · g1 blanques rei · h1 blanques dama | b8 negres torre · d8 negres torre · e7 negres dama · f7 negres peó · g7 negres rei · e6 negres alfil · g6 negres peó · b5 negres peó · c5 negres peó · e5 negres alfil · g5 blanques cavall · h5 negres peó · h4 blanques peó · d3 blanques peó · e3 blanques torre · g3 blanques peó · b2 blanques peó · f2 blanques peó · g2 blanques alfil · a1 blanques torre · g1 blanques rei · h1 blanques dama | b8 negres torre · d8 negres torre · e7 negres dama · f7 negres peó · g7 negres rei · e6 negres alfil · g6 negres peó · b5 negres peó · c5 negres peó · e5 negres alfil · g5 blanques cavall · h5 negres peó · h4 blanques peó · d3 blanques peó · e3 blanques torre · g3 blanques peó · b2 blanques peó · f2 blanques peó · g2 blanques alfil · a1 blanques torre · g1 blanques rei · h1 blanques dama | b8 negres torre · d8 negres torre · e7 negres dama · f7 negres peó · g7 negres rei · e6 negres alfil · g6 negres peó · b5 negres peó · c5 negres peó · e5 negres alfil · g5 blanques cavall · h5 negres peó · h4 blanques peó · d3 blanques peó · e3 blanques torre · g3 blanques peó · b2 blanques peó · f2 blanques peó · g2 blanques alfil · a1 blanques torre · g1 blanques rei · h1 blanques dama | b8 negres torre · d8 negres torre · e7 negres dama · f7 negres peó · g7 negres rei · e6 negres alfil · g6 negres peó · b5 negres peó · c5 negres peó · e5 negres alfil · g5 blanques cavall · h5 negres peó · h4 blanques peó · d3 blanques peó · e3 blanques torre · g3 blanques peó · b2 blanques peó · f2 blanques peó · g2 blanques alfil · a1 blanques torre · g1 blanques rei · h1 blanques dama | b8 negres torre · d8 negres torre · e7 negres dama · f7 negres peó · g7 negres rei · e6 negres alfil · g6 negres peó · b5 negres peó · c5 negres peó · e5 negres alfil · g5 blanques cavall · h5 negres peó · h4 blanques peó · d3 blanques peó · e3 blanques torre · g3 blanques peó · b2 blanques peó · f2 blanques peó · g2 blanques alfil · a1 blanques torre · g1 blanques rei · h1 blanques dama | b8 negres torre · d8 negres torre · e7 negres dama · f7 negres peó · g7 negres rei · e6 negres alfil · g6 negres peó · b5 negres peó · c5 negres peó · e5 negres alfil · g5 blanques cavall · h5 negres peó · h4 blanques peó · d3 blanques peó · e3 blanques torre · g3 blanques peó · b2 blanques peó · f2 blanques peó · g2 blanques alfil · a1 blanques torre · g1 blanques rei · h1 blanques dama | 2 |
| 1 | b8 negres torre · d8 negres torre · e7 negres dama · f7 negres peó · g7 negres rei · e6 negres alfil · g6 negres peó · b5 negres peó · c5 negres peó · e5 negres alfil · g5 blanques cavall · h5 negres peó · h4 blanques peó · d3 blanques peó · e3 blanques torre · g3 blanques peó · b2 blanques peó · f2 blanques peó · g2 blanques alfil · a1 blanques torre · g1 blanques rei · h1 blanques dama | b8 negres torre · d8 negres torre · e7 negres dama · f7 negres peó · g7 negres rei · e6 negres alfil · g6 negres peó · b5 negres peó · c5 negres peó · e5 negres alfil · g5 blanques cavall · h5 negres peó · h4 blanques peó · d3 blanques peó · e3 blanques torre · g3 blanques peó · b2 blanques peó · f2 blanques peó · g2 blanques alfil · a1 blanques torre · g1 blanques rei · h1 blanques dama | b8 negres torre · d8 negres torre · e7 negres dama · f7 negres peó · g7 negres rei · e6 negres alfil · g6 negres peó · b5 negres peó · c5 negres peó · e5 negres alfil · g5 blanques cavall · h5 negres peó · h4 blanques peó · d3 blanques peó · e3 blanques torre · g3 blanques peó · b2 blanques peó · f2 blanques peó · g2 blanques alfil · a1 blanques torre · g1 blanques rei · h1 blanques dama | b8 negres torre · d8 negres torre · e7 negres dama · f7 negres peó · g7 negres rei · e6 negres alfil · g6 negres peó · b5 negres peó · c5 negres peó · e5 negres alfil · g5 blanques cavall · h5 negres peó · h4 blanques peó · d3 blanques peó · e3 blanques torre · g3 blanques peó · b2 blanques peó · f2 blanques peó · g2 blanques alfil · a1 blanques torre · g1 blanques rei · h1 blanques dama | b8 negres torre · d8 negres torre · e7 negres dama · f7 negres peó · g7 negres rei · e6 negres alfil · g6 negres peó · b5 negres peó · c5 negres peó · e5 negres alfil · g5 blanques cavall · h5 negres peó · h4 blanques peó · d3 blanques peó · e3 blanques torre · g3 blanques peó · b2 blanques peó · f2 blanques peó · g2 blanques alfil · a1 blanques torre · g1 blanques rei · h1 blanques dama | b8 negres torre · d8 negres torre · e7 negres dama · f7 negres peó · g7 negres rei · e6 negres alfil · g6 negres peó · b5 negres peó · c5 negres peó · e5 negres alfil · g5 blanques cavall · h5 negres peó · h4 blanques peó · d3 blanques peó · e3 blanques torre · g3 blanques peó · b2 blanques peó · f2 blanques peó · g2 blanques alfil · a1 blanques torre · g1 blanques rei · h1 blanques dama | b8 negres torre · d8 negres torre · e7 negres dama · f7 negres peó · g7 negres rei · e6 negres alfil · g6 negres peó · b5 negres peó · c5 negres peó · e5 negres alfil · g5 blanques cavall · h5 negres peó · h4 blanques peó · d3 blanques peó · e3 blanques torre · g3 blanques peó · b2 blanques peó · f2 blanques peó · g2 blanques alfil · a1 blanques torre · g1 blanques rei · h1 blanques dama | b8 negres torre · d8 negres torre · e7 negres dama · f7 negres peó · g7 negres rei · e6 negres alfil · g6 negres peó · b5 negres peó · c5 negres peó · e5 negres alfil · g5 blanques cavall · h5 negres peó · h4 blanques peó · d3 blanques peó · e3 blanques torre · g3 blanques peó · b2 blanques peó · f2 blanques peó · g2 blanques alfil · a1 blanques torre · g1 blanques rei · h1 blanques dama | 1 |
|   | a | b | c | d | e | f | g | h |   |

Obertura Réti (ECO A07) 
1. Cf3 d5 2. g3 g6 3. c4 dxc4 4. Da4+ Cc6 5. Ag2 Ag7 6. Cc3 e5 7. Dxc4 Cge7 8. 0-0 0-0 9. d3 h6 10. Ad2 Cd4 11. Cxd4 exd4 12. Ce4 c6 13. Ab4 Ae6 14. Dc1 Ad5 15. a4 b6 16. Axe7 Dxe7 17. a5 Tab8 18. Te1 Tfc8 19. axb6 axb6 20. Df4 Td8 21. h4 Rh7 22. Cd2 Ae5 23. Dg4 h5 24. Dh3 Ae6 25. Dh1 c5 26. Ce4 Rg7 27. Cg5 b5 28. e3 dxe3 29. Txe3 (diagrama) Ad4 30. Te2 c4 31. Cxe6+ fxe6 32. Ae4 cxd3 33. Td2 Db4 34. Tad1 Axb2 35. Df3 Af6 36. Txd3 Txd3 37. Txd3 Td8 38. Txd8 Axd8 39. Ad3 Dd4 40. Axb5 Df6 41. Db7+ Ae7 42. Rg2 g5 43. hxg5 Dxg5 44. Ac4 h4 45. Dc7 hxg3 46. Dxg3 e5 47. Rf3 Dxg3+ 48. fxg3 Ac5 49. Re4 Ad4 50. Rf5 Af2 51. Rxe5 Axg3+ ½–½

#### Partida 4, Anand–Carlsen, ½–½
|   | a | b | c | d | e | f | g | h |   |
| 8 | a8 negres torre · e8 negres alfil · b7 negres rei · c7 negres peó · b6 negres peó · c6 negres cavall · e6 blanques peó · g6 negres peó · a5 negres peó · b5 blanques cavall · c4 blanques torre · g4 blanques peó · h4 negres torre · b3 blanques peó · f2 blanques cavall · c1 blanques torre · g1 blanques rei | a8 negres torre · e8 negres alfil · b7 negres rei · c7 negres peó · b6 negres peó · c6 negres cavall · e6 blanques peó · g6 negres peó · a5 negres peó · b5 blanques cavall · c4 blanques torre · g4 blanques peó · h4 negres torre · b3 blanques peó · f2 blanques cavall · c1 blanques torre · g1 blanques rei | a8 negres torre · e8 negres alfil · b7 negres rei · c7 negres peó · b6 negres peó · c6 negres cavall · e6 blanques peó · g6 negres peó · a5 negres peó · b5 blanques cavall · c4 blanques torre · g4 blanques peó · h4 negres torre · b3 blanques peó · f2 blanques cavall · c1 blanques torre · g1 blanques rei | a8 negres torre · e8 negres alfil · b7 negres rei · c7 negres peó · b6 negres peó · c6 negres cavall · e6 blanques peó · g6 negres peó · a5 negres peó · b5 blanques cavall · c4 blanques torre · g4 blanques peó · h4 negres torre · b3 blanques peó · f2 blanques cavall · c1 blanques torre · g1 blanques rei | a8 negres torre · e8 negres alfil · b7 negres rei · c7 negres peó · b6 negres peó · c6 negres cavall · e6 blanques peó · g6 negres peó · a5 negres peó · b5 blanques cavall · c4 blanques torre · g4 blanques peó · h4 negres torre · b3 blanques peó · f2 blanques cavall · c1 blanques torre · g1 blanques rei | a8 negres torre · e8 negres alfil · b7 negres rei · c7 negres peó · b6 negres peó · c6 negres cavall · e6 blanques peó · g6 negres peó · a5 negres peó · b5 blanques cavall · c4 blanques torre · g4 blanques peó · h4 negres torre · b3 blanques peó · f2 blanques cavall · c1 blanques torre · g1 blanques rei | a8 negres torre · e8 negres alfil · b7 negres rei · c7 negres peó · b6 negres peó · c6 negres cavall · e6 blanques peó · g6 negres peó · a5 negres peó · b5 blanques cavall · c4 blanques torre · g4 blanques peó · h4 negres torre · b3 blanques peó · f2 blanques cavall · c1 blanques torre · g1 blanques rei | a8 negres torre · e8 negres alfil · b7 negres rei · c7 negres peó · b6 negres peó · c6 negres cavall · e6 blanques peó · g6 negres peó · a5 negres peó · b5 blanques cavall · c4 blanques torre · g4 blanques peó · h4 negres torre · b3 blanques peó · f2 blanques cavall · c1 blanques torre · g1 blanques rei | 8 |
| 7 | a8 negres torre · e8 negres alfil · b7 negres rei · c7 negres peó · b6 negres peó · c6 negres cavall · e6 blanques peó · g6 negres peó · a5 negres peó · b5 blanques cavall · c4 blanques torre · g4 blanques peó · h4 negres torre · b3 blanques peó · f2 blanques cavall · c1 blanques torre · g1 blanques rei | a8 negres torre · e8 negres alfil · b7 negres rei · c7 negres peó · b6 negres peó · c6 negres cavall · e6 blanques peó · g6 negres peó · a5 negres peó · b5 blanques cavall · c4 blanques torre · g4 blanques peó · h4 negres torre · b3 blanques peó · f2 blanques cavall · c1 blanques torre · g1 blanques rei | a8 negres torre · e8 negres alfil · b7 negres rei · c7 negres peó · b6 negres peó · c6 negres cavall · e6 blanques peó · g6 negres peó · a5 negres peó · b5 blanques cavall · c4 blanques torre · g4 blanques peó · h4 negres torre · b3 blanques peó · f2 blanques cavall · c1 blanques torre · g1 blanques rei | a8 negres torre · e8 negres alfil · b7 negres rei · c7 negres peó · b6 negres peó · c6 negres cavall · e6 blanques peó · g6 negres peó · a5 negres peó · b5 blanques cavall · c4 blanques torre · g4 blanques peó · h4 negres torre · b3 blanques peó · f2 blanques cavall · c1 blanques torre · g1 blanques rei | a8 negres torre · e8 negres alfil · b7 negres rei · c7 negres peó · b6 negres peó · c6 negres cavall · e6 blanques peó · g6 negres peó · a5 negres peó · b5 blanques cavall · c4 blanques torre · g4 blanques peó · h4 negres torre · b3 blanques peó · f2 blanques cavall · c1 blanques torre · g1 blanques rei | a8 negres torre · e8 negres alfil · b7 negres rei · c7 negres peó · b6 negres peó · c6 negres cavall · e6 blanques peó · g6 negres peó · a5 negres peó · b5 blanques cavall · c4 blanques torre · g4 blanques peó · h4 negres torre · b3 blanques peó · f2 blanques cavall · c1 blanques torre · g1 blanques rei | a8 negres torre · e8 negres alfil · b7 negres rei · c7 negres peó · b6 negres peó · c6 negres cavall · e6 blanques peó · g6 negres peó · a5 negres peó · b5 blanques cavall · c4 blanques torre · g4 blanques peó · h4 negres torre · b3 blanques peó · f2 blanques cavall · c1 blanques torre · g1 blanques rei | a8 negres torre · e8 negres alfil · b7 negres rei · c7 negres peó · b6 negres peó · c6 negres cavall · e6 blanques peó · g6 negres peó · a5 negres peó · b5 blanques cavall · c4 blanques torre · g4 blanques peó · h4 negres torre · b3 blanques peó · f2 blanques cavall · c1 blanques torre · g1 blanques rei | 7 |
| 6 | a8 negres torre · e8 negres alfil · b7 negres rei · c7 negres peó · b6 negres peó · c6 negres cavall · e6 blanques peó · g6 negres peó · a5 negres peó · b5 blanques cavall · c4 blanques torre · g4 blanques peó · h4 negres torre · b3 blanques peó · f2 blanques cavall · c1 blanques torre · g1 blanques rei | a8 negres torre · e8 negres alfil · b7 negres rei · c7 negres peó · b6 negres peó · c6 negres cavall · e6 blanques peó · g6 negres peó · a5 negres peó · b5 blanques cavall · c4 blanques torre · g4 blanques peó · h4 negres torre · b3 blanques peó · f2 blanques cavall · c1 blanques torre · g1 blanques rei | a8 negres torre · e8 negres alfil · b7 negres rei · c7 negres peó · b6 negres peó · c6 negres cavall · e6 blanques peó · g6 negres peó · a5 negres peó · b5 blanques cavall · c4 blanques torre · g4 blanques peó · h4 negres torre · b3 blanques peó · f2 blanques cavall · c1 blanques torre · g1 blanques rei | a8 negres torre · e8 negres alfil · b7 negres rei · c7 negres peó · b6 negres peó · c6 negres cavall · e6 blanques peó · g6 negres peó · a5 negres peó · b5 blanques cavall · c4 blanques torre · g4 blanques peó · h4 negres torre · b3 blanques peó · f2 blanques cavall · c1 blanques torre · g1 blanques rei | a8 negres torre · e8 negres alfil · b7 negres rei · c7 negres peó · b6 negres peó · c6 negres cavall · e6 blanques peó · g6 negres peó · a5 negres peó · b5 blanques cavall · c4 blanques torre · g4 blanques peó · h4 negres torre · b3 blanques peó · f2 blanques cavall · c1 blanques torre · g1 blanques rei | a8 negres torre · e8 negres alfil · b7 negres rei · c7 negres peó · b6 negres peó · c6 negres cavall · e6 blanques peó · g6 negres peó · a5 negres peó · b5 blanques cavall · c4 blanques torre · g4 blanques peó · h4 negres torre · b3 blanques peó · f2 blanques cavall · c1 blanques torre · g1 blanques rei | a8 negres torre · e8 negres alfil · b7 negres rei · c7 negres peó · b6 negres peó · c6 negres cavall · e6 blanques peó · g6 negres peó · a5 negres peó · b5 blanques cavall · c4 blanques torre · g4 blanques peó · h4 negres torre · b3 blanques peó · f2 blanques cavall · c1 blanques torre · g1 blanques rei | a8 negres torre · e8 negres alfil · b7 negres rei · c7 negres peó · b6 negres peó · c6 negres cavall · e6 blanques peó · g6 negres peó · a5 negres peó · b5 blanques cavall · c4 blanques torre · g4 blanques peó · h4 negres torre · b3 blanques peó · f2 blanques cavall · c1 blanques torre · g1 blanques rei | 6 |
| 5 | a8 negres torre · e8 negres alfil · b7 negres rei · c7 negres peó · b6 negres peó · c6 negres cavall · e6 blanques peó · g6 negres peó · a5 negres peó · b5 blanques cavall · c4 blanques torre · g4 blanques peó · h4 negres torre · b3 blanques peó · f2 blanques cavall · c1 blanques torre · g1 blanques rei | a8 negres torre · e8 negres alfil · b7 negres rei · c7 negres peó · b6 negres peó · c6 negres cavall · e6 blanques peó · g6 negres peó · a5 negres peó · b5 blanques cavall · c4 blanques torre · g4 blanques peó · h4 negres torre · b3 blanques peó · f2 blanques cavall · c1 blanques torre · g1 blanques rei | a8 negres torre · e8 negres alfil · b7 negres rei · c7 negres peó · b6 negres peó · c6 negres cavall · e6 blanques peó · g6 negres peó · a5 negres peó · b5 blanques cavall · c4 blanques torre · g4 blanques peó · h4 negres torre · b3 blanques peó · f2 blanques cavall · c1 blanques torre · g1 blanques rei | a8 negres torre · e8 negres alfil · b7 negres rei · c7 negres peó · b6 negres peó · c6 negres cavall · e6 blanques peó · g6 negres peó · a5 negres peó · b5 blanques cavall · c4 blanques torre · g4 blanques peó · h4 negres torre · b3 blanques peó · f2 blanques cavall · c1 blanques torre · g1 blanques rei | a8 negres torre · e8 negres alfil · b7 negres rei · c7 negres peó · b6 negres peó · c6 negres cavall · e6 blanques peó · g6 negres peó · a5 negres peó · b5 blanques cavall · c4 blanques torre · g4 blanques peó · h4 negres torre · b3 blanques peó · f2 blanques cavall · c1 blanques torre · g1 blanques rei | a8 negres torre · e8 negres alfil · b7 negres rei · c7 negres peó · b6 negres peó · c6 negres cavall · e6 blanques peó · g6 negres peó · a5 negres peó · b5 blanques cavall · c4 blanques torre · g4 blanques peó · h4 negres torre · b3 blanques peó · f2 blanques cavall · c1 blanques torre · g1 blanques rei | a8 negres torre · e8 negres alfil · b7 negres rei · c7 negres peó · b6 negres peó · c6 negres cavall · e6 blanques peó · g6 negres peó · a5 negres peó · b5 blanques cavall · c4 blanques torre · g4 blanques peó · h4 negres torre · b3 blanques peó · f2 blanques cavall · c1 blanques torre · g1 blanques rei | a8 negres torre · e8 negres alfil · b7 negres rei · c7 negres peó · b6 negres peó · c6 negres cavall · e6 blanques peó · g6 negres peó · a5 negres peó · b5 blanques cavall · c4 blanques torre · g4 blanques peó · h4 negres torre · b3 blanques peó · f2 blanques cavall · c1 blanques torre · g1 blanques rei | 5 |
| 4 | a8 negres torre · e8 negres alfil · b7 negres rei · c7 negres peó · b6 negres peó · c6 negres cavall · e6 blanques peó · g6 negres peó · a5 negres peó · b5 blanques cavall · c4 blanques torre · g4 blanques peó · h4 negres torre · b3 blanques peó · f2 blanques cavall · c1 blanques torre · g1 blanques rei | a8 negres torre · e8 negres alfil · b7 negres rei · c7 negres peó · b6 negres peó · c6 negres cavall · e6 blanques peó · g6 negres peó · a5 negres peó · b5 blanques cavall · c4 blanques torre · g4 blanques peó · h4 negres torre · b3 blanques peó · f2 blanques cavall · c1 blanques torre · g1 blanques rei | a8 negres torre · e8 negres alfil · b7 negres rei · c7 negres peó · b6 negres peó · c6 negres cavall · e6 blanques peó · g6 negres peó · a5 negres peó · b5 blanques cavall · c4 blanques torre · g4 blanques peó · h4 negres torre · b3 blanques peó · f2 blanques cavall · c1 blanques torre · g1 blanques rei | a8 negres torre · e8 negres alfil · b7 negres rei · c7 negres peó · b6 negres peó · c6 negres cavall · e6 blanques peó · g6 negres peó · a5 negres peó · b5 blanques cavall · c4 blanques torre · g4 blanques peó · h4 negres torre · b3 blanques peó · f2 blanques cavall · c1 blanques torre · g1 blanques rei | a8 negres torre · e8 negres alfil · b7 negres rei · c7 negres peó · b6 negres peó · c6 negres cavall · e6 blanques peó · g6 negres peó · a5 negres peó · b5 blanques cavall · c4 blanques torre · g4 blanques peó · h4 negres torre · b3 blanques peó · f2 blanques cavall · c1 blanques torre · g1 blanques rei | a8 negres torre · e8 negres alfil · b7 negres rei · c7 negres peó · b6 negres peó · c6 negres cavall · e6 blanques peó · g6 negres peó · a5 negres peó · b5 blanques cavall · c4 blanques torre · g4 blanques peó · h4 negres torre · b3 blanques peó · f2 blanques cavall · c1 blanques torre · g1 blanques rei | a8 negres torre · e8 negres alfil · b7 negres rei · c7 negres peó · b6 negres peó · c6 negres cavall · e6 blanques peó · g6 negres peó · a5 negres peó · b5 blanques cavall · c4 blanques torre · g4 blanques peó · h4 negres torre · b3 blanques peó · f2 blanques cavall · c1 blanques torre · g1 blanques rei | a8 negres torre · e8 negres alfil · b7 negres rei · c7 negres peó · b6 negres peó · c6 negres cavall · e6 blanques peó · g6 negres peó · a5 negres peó · b5 blanques cavall · c4 blanques torre · g4 blanques peó · h4 negres torre · b3 blanques peó · f2 blanques cavall · c1 blanques torre · g1 blanques rei | 4 |
| 3 | a8 negres torre · e8 negres alfil · b7 negres rei · c7 negres peó · b6 negres peó · c6 negres cavall · e6 blanques peó · g6 negres peó · a5 negres peó · b5 blanques cavall · c4 blanques torre · g4 blanques peó · h4 negres torre · b3 blanques peó · f2 blanques cavall · c1 blanques torre · g1 blanques rei | a8 negres torre · e8 negres alfil · b7 negres rei · c7 negres peó · b6 negres peó · c6 negres cavall · e6 blanques peó · g6 negres peó · a5 negres peó · b5 blanques cavall · c4 blanques torre · g4 blanques peó · h4 negres torre · b3 blanques peó · f2 blanques cavall · c1 blanques torre · g1 blanques rei | a8 negres torre · e8 negres alfil · b7 negres rei · c7 negres peó · b6 negres peó · c6 negres cavall · e6 blanques peó · g6 negres peó · a5 negres peó · b5 blanques cavall · c4 blanques torre · g4 blanques peó · h4 negres torre · b3 blanques peó · f2 blanques cavall · c1 blanques torre · g1 blanques rei | a8 negres torre · e8 negres alfil · b7 negres rei · c7 negres peó · b6 negres peó · c6 negres cavall · e6 blanques peó · g6 negres peó · a5 negres peó · b5 blanques cavall · c4 blanques torre · g4 blanques peó · h4 negres torre · b3 blanques peó · f2 blanques cavall · c1 blanques torre · g1 blanques rei | a8 negres torre · e8 negres alfil · b7 negres rei · c7 negres peó · b6 negres peó · c6 negres cavall · e6 blanques peó · g6 negres peó · a5 negres peó · b5 blanques cavall · c4 blanques torre · g4 blanques peó · h4 negres torre · b3 blanques peó · f2 blanques cavall · c1 blanques torre · g1 blanques rei | a8 negres torre · e8 negres alfil · b7 negres rei · c7 negres peó · b6 negres peó · c6 negres cavall · e6 blanques peó · g6 negres peó · a5 negres peó · b5 blanques cavall · c4 blanques torre · g4 blanques peó · h4 negres torre · b3 blanques peó · f2 blanques cavall · c1 blanques torre · g1 blanques rei | a8 negres torre · e8 negres alfil · b7 negres rei · c7 negres peó · b6 negres peó · c6 negres cavall · e6 blanques peó · g6 negres peó · a5 negres peó · b5 blanques cavall · c4 blanques torre · g4 blanques peó · h4 negres torre · b3 blanques peó · f2 blanques cavall · c1 blanques torre · g1 blanques rei | a8 negres torre · e8 negres alfil · b7 negres rei · c7 negres peó · b6 negres peó · c6 negres cavall · e6 blanques peó · g6 negres peó · a5 negres peó · b5 blanques cavall · c4 blanques torre · g4 blanques peó · h4 negres torre · b3 blanques peó · f2 blanques cavall · c1 blanques torre · g1 blanques rei | 3 |
| 2 | a8 negres torre · e8 negres alfil · b7 negres rei · c7 negres peó · b6 negres peó · c6 negres cavall · e6 blanques peó · g6 negres peó · a5 negres peó · b5 blanques cavall · c4 blanques torre · g4 blanques peó · h4 negres torre · b3 blanques peó · f2 blanques cavall · c1 blanques torre · g1 blanques rei | a8 negres torre · e8 negres alfil · b7 negres rei · c7 negres peó · b6 negres peó · c6 negres cavall · e6 blanques peó · g6 negres peó · a5 negres peó · b5 blanques cavall · c4 blanques torre · g4 blanques peó · h4 negres torre · b3 blanques peó · f2 blanques cavall · c1 blanques torre · g1 blanques rei | a8 negres torre · e8 negres alfil · b7 negres rei · c7 negres peó · b6 negres peó · c6 negres cavall · e6 blanques peó · g6 negres peó · a5 negres peó · b5 blanques cavall · c4 blanques torre · g4 blanques peó · h4 negres torre · b3 blanques peó · f2 blanques cavall · c1 blanques torre · g1 blanques rei | a8 negres torre · e8 negres alfil · b7 negres rei · c7 negres peó · b6 negres peó · c6 negres cavall · e6 blanques peó · g6 negres peó · a5 negres peó · b5 blanques cavall · c4 blanques torre · g4 blanques peó · h4 negres torre · b3 blanques peó · f2 blanques cavall · c1 blanques torre · g1 blanques rei | a8 negres torre · e8 negres alfil · b7 negres rei · c7 negres peó · b6 negres peó · c6 negres cavall · e6 blanques peó · g6 negres peó · a5 negres peó · b5 blanques cavall · c4 blanques torre · g4 blanques peó · h4 negres torre · b3 blanques peó · f2 blanques cavall · c1 blanques torre · g1 blanques rei | a8 negres torre · e8 negres alfil · b7 negres rei · c7 negres peó · b6 negres peó · c6 negres cavall · e6 blanques peó · g6 negres peó · a5 negres peó · b5 blanques cavall · c4 blanques torre · g4 blanques peó · h4 negres torre · b3 blanques peó · f2 blanques cavall · c1 blanques torre · g1 blanques rei | a8 negres torre · e8 negres alfil · b7 negres rei · c7 negres peó · b6 negres peó · c6 negres cavall · e6 blanques peó · g6 negres peó · a5 negres peó · b5 blanques cavall · c4 blanques torre · g4 blanques peó · h4 negres torre · b3 blanques peó · f2 blanques cavall · c1 blanques torre · g1 blanques rei | a8 negres torre · e8 negres alfil · b7 negres rei · c7 negres peó · b6 negres peó · c6 negres cavall · e6 blanques peó · g6 negres peó · a5 negres peó · b5 blanques cavall · c4 blanques torre · g4 blanques peó · h4 negres torre · b3 blanques peó · f2 blanques cavall · c1 blanques torre · g1 blanques rei | 2 |
| 1 | a8 negres torre · e8 negres alfil · b7 negres rei · c7 negres peó · b6 negres peó · c6 negres cavall · e6 blanques peó · g6 negres peó · a5 negres peó · b5 blanques cavall · c4 blanques torre · g4 blanques peó · h4 negres torre · b3 blanques peó · f2 blanques cavall · c1 blanques torre · g1 blanques rei | a8 negres torre · e8 negres alfil · b7 negres rei · c7 negres peó · b6 negres peó · c6 negres cavall · e6 blanques peó · g6 negres peó · a5 negres peó · b5 blanques cavall · c4 blanques torre · g4 blanques peó · h4 negres torre · b3 blanques peó · f2 blanques cavall · c1 blanques torre · g1 blanques rei | a8 negres torre · e8 negres alfil · b7 negres rei · c7 negres peó · b6 negres peó · c6 negres cavall · e6 blanques peó · g6 negres peó · a5 negres peó · b5 blanques cavall · c4 blanques torre · g4 blanques peó · h4 negres torre · b3 blanques peó · f2 blanques cavall · c1 blanques torre · g1 blanques rei | a8 negres torre · e8 negres alfil · b7 negres rei · c7 negres peó · b6 negres peó · c6 negres cavall · e6 blanques peó · g6 negres peó · a5 negres peó · b5 blanques cavall · c4 blanques torre · g4 blanques peó · h4 negres torre · b3 blanques peó · f2 blanques cavall · c1 blanques torre · g1 blanques rei | a8 negres torre · e8 negres alfil · b7 negres rei · c7 negres peó · b6 negres peó · c6 negres cavall · e6 blanques peó · g6 negres peó · a5 negres peó · b5 blanques cavall · c4 blanques torre · g4 blanques peó · h4 negres torre · b3 blanques peó · f2 blanques cavall · c1 blanques torre · g1 blanques rei | a8 negres torre · e8 negres alfil · b7 negres rei · c7 negres peó · b6 negres peó · c6 negres cavall · e6 blanques peó · g6 negres peó · a5 negres peó · b5 blanques cavall · c4 blanques torre · g4 blanques peó · h4 negres torre · b3 blanques peó · f2 blanques cavall · c1 blanques torre · g1 blanques rei | a8 negres torre · e8 negres alfil · b7 negres rei · c7 negres peó · b6 negres peó · c6 negres cavall · e6 blanques peó · g6 negres peó · a5 negres peó · b5 blanques cavall · c4 blanques torre · g4 blanques peó · h4 negres torre · b3 blanques peó · f2 blanques cavall · c1 blanques torre · g1 blanques rei | a8 negres torre · e8 negres alfil · b7 negres rei · c7 negres peó · b6 negres peó · c6 negres cavall · e6 blanques peó · g6 negres peó · a5 negres peó · b5 blanques cavall · c4 blanques torre · g4 blanques peó · h4 negres torre · b3 blanques peó · f2 blanques cavall · c1 blanques torre · g1 blanques rei | 1 |
|   | a | b | c | d | e | f | g | h |   |

Obertura Ruy López, Defensa berlinesa (ECO C67) 
1. e4 e5 2. Cf3 Cc6 3. Ab5 Cf6 4. 0-0 Cxe4 5. d4 Cd6 6. Axc6 dxc6 7. dxe5 Cf5 8. Dxd8+ Rxd8 9. h3 Ad7 10. Td1 Ae7 11. Cc3 Rc8 12. Ag5 h6 13. Axe7 Cxe7 14. Td2 c5 15. Tad1 Ae6 16. Ce1 Cg6 17. Cd3 b6 18. Ce2 Axa2 19. b3 c4 20. Cdc1 cxb3 21. cxb3 Ab1 22. f4 Rb7 23. Cc3 Af5 24. g4 Ac8 25. Cd3 h5 26. f5 Ce7 27. Cb5 hxg4 28. hxg4 Th4 29. Cf2 Cc6 30. Tc2 a5 31. Tc4 g6 32. Tdc1 Ad7 33. e6 fxe6 34. fxe6 Ae8 (diagrama) 35. Ce4 Txg4+ 36. Rf2 Tf4+ 37. Re3 Tf8 38. Cd4 Cxd4 39. Txc7+ Ra6 40. Rxd4 Td8+ 41. Rc3 Tf3+ 42. Rb2 Te3 43. Tc8 Tdd3 44. Ta8+ Rb7 45. Txe8 Txe4 46. e7 Tg3 47. Tc3 Te2+ 48. Tc2 Tee3 49. Ra2 g5 50. Td2 Te5 51. Td7+ Rc6 52. Ted8 Tge3 53. Td6+ Rb7 54. T8d7+ Ta6 55. Td5 Te2+ 56. Ra3 Te6 57. Td8 g4 58. Tg5 Txe7 59. Ta8+ Rb7 60. Tag8 a4 61. Txg4 axb3 62. T8g7 Ra6 63. Txe7 Txe7 64. Rxb3 ½–½

#### Partida 5, Carlsen–Anand, 1–0
|   | a | b | c | d | e | f | g | h |   |
| 8 | h7 blanques alfil · c5 negres peó · d5 negres rei · e5 blanques peó · h5 blanques torre · a4 negres peó · h4 negres peó · a3 blanques peó · b3 negres alfil · c3 blanques rei · g2 blanques peó · h2 blanques peó · d1 negres torre | h7 blanques alfil · c5 negres peó · d5 negres rei · e5 blanques peó · h5 blanques torre · a4 negres peó · h4 negres peó · a3 blanques peó · b3 negres alfil · c3 blanques rei · g2 blanques peó · h2 blanques peó · d1 negres torre | h7 blanques alfil · c5 negres peó · d5 negres rei · e5 blanques peó · h5 blanques torre · a4 negres peó · h4 negres peó · a3 blanques peó · b3 negres alfil · c3 blanques rei · g2 blanques peó · h2 blanques peó · d1 negres torre | h7 blanques alfil · c5 negres peó · d5 negres rei · e5 blanques peó · h5 blanques torre · a4 negres peó · h4 negres peó · a3 blanques peó · b3 negres alfil · c3 blanques rei · g2 blanques peó · h2 blanques peó · d1 negres torre | h7 blanques alfil · c5 negres peó · d5 negres rei · e5 blanques peó · h5 blanques torre · a4 negres peó · h4 negres peó · a3 blanques peó · b3 negres alfil · c3 blanques rei · g2 blanques peó · h2 blanques peó · d1 negres torre | h7 blanques alfil · c5 negres peó · d5 negres rei · e5 blanques peó · h5 blanques torre · a4 negres peó · h4 negres peó · a3 blanques peó · b3 negres alfil · c3 blanques rei · g2 blanques peó · h2 blanques peó · d1 negres torre | h7 blanques alfil · c5 negres peó · d5 negres rei · e5 blanques peó · h5 blanques torre · a4 negres peó · h4 negres peó · a3 blanques peó · b3 negres alfil · c3 blanques rei · g2 blanques peó · h2 blanques peó · d1 negres torre | h7 blanques alfil · c5 negres peó · d5 negres rei · e5 blanques peó · h5 blanques torre · a4 negres peó · h4 negres peó · a3 blanques peó · b3 negres alfil · c3 blanques rei · g2 blanques peó · h2 blanques peó · d1 negres torre | 8 |
| 7 | h7 blanques alfil · c5 negres peó · d5 negres rei · e5 blanques peó · h5 blanques torre · a4 negres peó · h4 negres peó · a3 blanques peó · b3 negres alfil · c3 blanques rei · g2 blanques peó · h2 blanques peó · d1 negres torre | h7 blanques alfil · c5 negres peó · d5 negres rei · e5 blanques peó · h5 blanques torre · a4 negres peó · h4 negres peó · a3 blanques peó · b3 negres alfil · c3 blanques rei · g2 blanques peó · h2 blanques peó · d1 negres torre | h7 blanques alfil · c5 negres peó · d5 negres rei · e5 blanques peó · h5 blanques torre · a4 negres peó · h4 negres peó · a3 blanques peó · b3 negres alfil · c3 blanques rei · g2 blanques peó · h2 blanques peó · d1 negres torre | h7 blanques alfil · c5 negres peó · d5 negres rei · e5 blanques peó · h5 blanques torre · a4 negres peó · h4 negres peó · a3 blanques peó · b3 negres alfil · c3 blanques rei · g2 blanques peó · h2 blanques peó · d1 negres torre | h7 blanques alfil · c5 negres peó · d5 negres rei · e5 blanques peó · h5 blanques torre · a4 negres peó · h4 negres peó · a3 blanques peó · b3 negres alfil · c3 blanques rei · g2 blanques peó · h2 blanques peó · d1 negres torre | h7 blanques alfil · c5 negres peó · d5 negres rei · e5 blanques peó · h5 blanques torre · a4 negres peó · h4 negres peó · a3 blanques peó · b3 negres alfil · c3 blanques rei · g2 blanques peó · h2 blanques peó · d1 negres torre | h7 blanques alfil · c5 negres peó · d5 negres rei · e5 blanques peó · h5 blanques torre · a4 negres peó · h4 negres peó · a3 blanques peó · b3 negres alfil · c3 blanques rei · g2 blanques peó · h2 blanques peó · d1 negres torre | h7 blanques alfil · c5 negres peó · d5 negres rei · e5 blanques peó · h5 blanques torre · a4 negres peó · h4 negres peó · a3 blanques peó · b3 negres alfil · c3 blanques rei · g2 blanques peó · h2 blanques peó · d1 negres torre | 7 |
| 6 | h7 blanques alfil · c5 negres peó · d5 negres rei · e5 blanques peó · h5 blanques torre · a4 negres peó · h4 negres peó · a3 blanques peó · b3 negres alfil · c3 blanques rei · g2 blanques peó · h2 blanques peó · d1 negres torre | h7 blanques alfil · c5 negres peó · d5 negres rei · e5 blanques peó · h5 blanques torre · a4 negres peó · h4 negres peó · a3 blanques peó · b3 negres alfil · c3 blanques rei · g2 blanques peó · h2 blanques peó · d1 negres torre | h7 blanques alfil · c5 negres peó · d5 negres rei · e5 blanques peó · h5 blanques torre · a4 negres peó · h4 negres peó · a3 blanques peó · b3 negres alfil · c3 blanques rei · g2 blanques peó · h2 blanques peó · d1 negres torre | h7 blanques alfil · c5 negres peó · d5 negres rei · e5 blanques peó · h5 blanques torre · a4 negres peó · h4 negres peó · a3 blanques peó · b3 negres alfil · c3 blanques rei · g2 blanques peó · h2 blanques peó · d1 negres torre | h7 blanques alfil · c5 negres peó · d5 negres rei · e5 blanques peó · h5 blanques torre · a4 negres peó · h4 negres peó · a3 blanques peó · b3 negres alfil · c3 blanques rei · g2 blanques peó · h2 blanques peó · d1 negres torre | h7 blanques alfil · c5 negres peó · d5 negres rei · e5 blanques peó · h5 blanques torre · a4 negres peó · h4 negres peó · a3 blanques peó · b3 negres alfil · c3 blanques rei · g2 blanques peó · h2 blanques peó · d1 negres torre | h7 blanques alfil · c5 negres peó · d5 negres rei · e5 blanques peó · h5 blanques torre · a4 negres peó · h4 negres peó · a3 blanques peó · b3 negres alfil · c3 blanques rei · g2 blanques peó · h2 blanques peó · d1 negres torre | h7 blanques alfil · c5 negres peó · d5 negres rei · e5 blanques peó · h5 blanques torre · a4 negres peó · h4 negres peó · a3 blanques peó · b3 negres alfil · c3 blanques rei · g2 blanques peó · h2 blanques peó · d1 negres torre | 6 |
| 5 | h7 blanques alfil · c5 negres peó · d5 negres rei · e5 blanques peó · h5 blanques torre · a4 negres peó · h4 negres peó · a3 blanques peó · b3 negres alfil · c3 blanques rei · g2 blanques peó · h2 blanques peó · d1 negres torre | h7 blanques alfil · c5 negres peó · d5 negres rei · e5 blanques peó · h5 blanques torre · a4 negres peó · h4 negres peó · a3 blanques peó · b3 negres alfil · c3 blanques rei · g2 blanques peó · h2 blanques peó · d1 negres torre | h7 blanques alfil · c5 negres peó · d5 negres rei · e5 blanques peó · h5 blanques torre · a4 negres peó · h4 negres peó · a3 blanques peó · b3 negres alfil · c3 blanques rei · g2 blanques peó · h2 blanques peó · d1 negres torre | h7 blanques alfil · c5 negres peó · d5 negres rei · e5 blanques peó · h5 blanques torre · a4 negres peó · h4 negres peó · a3 blanques peó · b3 negres alfil · c3 blanques rei · g2 blanques peó · h2 blanques peó · d1 negres torre | h7 blanques alfil · c5 negres peó · d5 negres rei · e5 blanques peó · h5 blanques torre · a4 negres peó · h4 negres peó · a3 blanques peó · b3 negres alfil · c3 blanques rei · g2 blanques peó · h2 blanques peó · d1 negres torre | h7 blanques alfil · c5 negres peó · d5 negres rei · e5 blanques peó · h5 blanques torre · a4 negres peó · h4 negres peó · a3 blanques peó · b3 negres alfil · c3 blanques rei · g2 blanques peó · h2 blanques peó · d1 negres torre | h7 blanques alfil · c5 negres peó · d5 negres rei · e5 blanques peó · h5 blanques torre · a4 negres peó · h4 negres peó · a3 blanques peó · b3 negres alfil · c3 blanques rei · g2 blanques peó · h2 blanques peó · d1 negres torre | h7 blanques alfil · c5 negres peó · d5 negres rei · e5 blanques peó · h5 blanques torre · a4 negres peó · h4 negres peó · a3 blanques peó · b3 negres alfil · c3 blanques rei · g2 blanques peó · h2 blanques peó · d1 negres torre | 5 |
| 4 | h7 blanques alfil · c5 negres peó · d5 negres rei · e5 blanques peó · h5 blanques torre · a4 negres peó · h4 negres peó · a3 blanques peó · b3 negres alfil · c3 blanques rei · g2 blanques peó · h2 blanques peó · d1 negres torre | h7 blanques alfil · c5 negres peó · d5 negres rei · e5 blanques peó · h5 blanques torre · a4 negres peó · h4 negres peó · a3 blanques peó · b3 negres alfil · c3 blanques rei · g2 blanques peó · h2 blanques peó · d1 negres torre | h7 blanques alfil · c5 negres peó · d5 negres rei · e5 blanques peó · h5 blanques torre · a4 negres peó · h4 negres peó · a3 blanques peó · b3 negres alfil · c3 blanques rei · g2 blanques peó · h2 blanques peó · d1 negres torre | h7 blanques alfil · c5 negres peó · d5 negres rei · e5 blanques peó · h5 blanques torre · a4 negres peó · h4 negres peó · a3 blanques peó · b3 negres alfil · c3 blanques rei · g2 blanques peó · h2 blanques peó · d1 negres torre | h7 blanques alfil · c5 negres peó · d5 negres rei · e5 blanques peó · h5 blanques torre · a4 negres peó · h4 negres peó · a3 blanques peó · b3 negres alfil · c3 blanques rei · g2 blanques peó · h2 blanques peó · d1 negres torre | h7 blanques alfil · c5 negres peó · d5 negres rei · e5 blanques peó · h5 blanques torre · a4 negres peó · h4 negres peó · a3 blanques peó · b3 negres alfil · c3 blanques rei · g2 blanques peó · h2 blanques peó · d1 negres torre | h7 blanques alfil · c5 negres peó · d5 negres rei · e5 blanques peó · h5 blanques torre · a4 negres peó · h4 negres peó · a3 blanques peó · b3 negres alfil · c3 blanques rei · g2 blanques peó · h2 blanques peó · d1 negres torre | h7 blanques alfil · c5 negres peó · d5 negres rei · e5 blanques peó · h5 blanques torre · a4 negres peó · h4 negres peó · a3 blanques peó · b3 negres alfil · c3 blanques rei · g2 blanques peó · h2 blanques peó · d1 negres torre | 4 |
| 3 | h7 blanques alfil · c5 negres peó · d5 negres rei · e5 blanques peó · h5 blanques torre · a4 negres peó · h4 negres peó · a3 blanques peó · b3 negres alfil · c3 blanques rei · g2 blanques peó · h2 blanques peó · d1 negres torre | h7 blanques alfil · c5 negres peó · d5 negres rei · e5 blanques peó · h5 blanques torre · a4 negres peó · h4 negres peó · a3 blanques peó · b3 negres alfil · c3 blanques rei · g2 blanques peó · h2 blanques peó · d1 negres torre | h7 blanques alfil · c5 negres peó · d5 negres rei · e5 blanques peó · h5 blanques torre · a4 negres peó · h4 negres peó · a3 blanques peó · b3 negres alfil · c3 blanques rei · g2 blanques peó · h2 blanques peó · d1 negres torre | h7 blanques alfil · c5 negres peó · d5 negres rei · e5 blanques peó · h5 blanques torre · a4 negres peó · h4 negres peó · a3 blanques peó · b3 negres alfil · c3 blanques rei · g2 blanques peó · h2 blanques peó · d1 negres torre | h7 blanques alfil · c5 negres peó · d5 negres rei · e5 blanques peó · h5 blanques torre · a4 negres peó · h4 negres peó · a3 blanques peó · b3 negres alfil · c3 blanques rei · g2 blanques peó · h2 blanques peó · d1 negres torre | h7 blanques alfil · c5 negres peó · d5 negres rei · e5 blanques peó · h5 blanques torre · a4 negres peó · h4 negres peó · a3 blanques peó · b3 negres alfil · c3 blanques rei · g2 blanques peó · h2 blanques peó · d1 negres torre | h7 blanques alfil · c5 negres peó · d5 negres rei · e5 blanques peó · h5 blanques torre · a4 negres peó · h4 negres peó · a3 blanques peó · b3 negres alfil · c3 blanques rei · g2 blanques peó · h2 blanques peó · d1 negres torre | h7 blanques alfil · c5 negres peó · d5 negres rei · e5 blanques peó · h5 blanques torre · a4 negres peó · h4 negres peó · a3 blanques peó · b3 negres alfil · c3 blanques rei · g2 blanques peó · h2 blanques peó · d1 negres torre | 3 |
| 2 | h7 blanques alfil · c5 negres peó · d5 negres rei · e5 blanques peó · h5 blanques torre · a4 negres peó · h4 negres peó · a3 blanques peó · b3 negres alfil · c3 blanques rei · g2 blanques peó · h2 blanques peó · d1 negres torre | h7 blanques alfil · c5 negres peó · d5 negres rei · e5 blanques peó · h5 blanques torre · a4 negres peó · h4 negres peó · a3 blanques peó · b3 negres alfil · c3 blanques rei · g2 blanques peó · h2 blanques peó · d1 negres torre | h7 blanques alfil · c5 negres peó · d5 negres rei · e5 blanques peó · h5 blanques torre · a4 negres peó · h4 negres peó · a3 blanques peó · b3 negres alfil · c3 blanques rei · g2 blanques peó · h2 blanques peó · d1 negres torre | h7 blanques alfil · c5 negres peó · d5 negres rei · e5 blanques peó · h5 blanques torre · a4 negres peó · h4 negres peó · a3 blanques peó · b3 negres alfil · c3 blanques rei · g2 blanques peó · h2 blanques peó · d1 negres torre | h7 blanques alfil · c5 negres peó · d5 negres rei · e5 blanques peó · h5 blanques torre · a4 negres peó · h4 negres peó · a3 blanques peó · b3 negres alfil · c3 blanques rei · g2 blanques peó · h2 blanques peó · d1 negres torre | h7 blanques alfil · c5 negres peó · d5 negres rei · e5 blanques peó · h5 blanques torre · a4 negres peó · h4 negres peó · a3 blanques peó · b3 negres alfil · c3 blanques rei · g2 blanques peó · h2 blanques peó · d1 negres torre | h7 blanques alfil · c5 negres peó · d5 negres rei · e5 blanques peó · h5 blanques torre · a4 negres peó · h4 negres peó · a3 blanques peó · b3 negres alfil · c3 blanques rei · g2 blanques peó · h2 blanques peó · d1 negres torre | h7 blanques alfil · c5 negres peó · d5 negres rei · e5 blanques peó · h5 blanques torre · a4 negres peó · h4 negres peó · a3 blanques peó · b3 negres alfil · c3 blanques rei · g2 blanques peó · h2 blanques peó · d1 negres torre | 2 |
| 1 | h7 blanques alfil · c5 negres peó · d5 negres rei · e5 blanques peó · h5 blanques torre · a4 negres peó · h4 negres peó · a3 blanques peó · b3 negres alfil · c3 blanques rei · g2 blanques peó · h2 blanques peó · d1 negres torre | h7 blanques alfil · c5 negres peó · d5 negres rei · e5 blanques peó · h5 blanques torre · a4 negres peó · h4 negres peó · a3 blanques peó · b3 negres alfil · c3 blanques rei · g2 blanques peó · h2 blanques peó · d1 negres torre | h7 blanques alfil · c5 negres peó · d5 negres rei · e5 blanques peó · h5 blanques torre · a4 negres peó · h4 negres peó · a3 blanques peó · b3 negres alfil · c3 blanques rei · g2 blanques peó · h2 blanques peó · d1 negres torre | h7 blanques alfil · c5 negres peó · d5 negres rei · e5 blanques peó · h5 blanques torre · a4 negres peó · h4 negres peó · a3 blanques peó · b3 negres alfil · c3 blanques rei · g2 blanques peó · h2 blanques peó · d1 negres torre | h7 blanques alfil · c5 negres peó · d5 negres rei · e5 blanques peó · h5 blanques torre · a4 negres peó · h4 negres peó · a3 blanques peó · b3 negres alfil · c3 blanques rei · g2 blanques peó · h2 blanques peó · d1 negres torre | h7 blanques alfil · c5 negres peó · d5 negres rei · e5 blanques peó · h5 blanques torre · a4 negres peó · h4 negres peó · a3 blanques peó · b3 negres alfil · c3 blanques rei · g2 blanques peó · h2 blanques peó · d1 negres torre | h7 blanques alfil · c5 negres peó · d5 negres rei · e5 blanques peó · h5 blanques torre · a4 negres peó · h4 negres peó · a3 blanques peó · b3 negres alfil · c3 blanques rei · g2 blanques peó · h2 blanques peó · d1 negres torre | h7 blanques alfil · c5 negres peó · d5 negres rei · e5 blanques peó · h5 blanques torre · a4 negres peó · h4 negres peó · a3 blanques peó · b3 negres alfil · c3 blanques rei · g2 blanques peó · h2 blanques peó · d1 negres torre | 1 |
|   | a | b | c | d | e | f | g | h |   |

gambit de dama refusat, Defensa semieslava (ECO D31) 
1. c4 e6 2. d4 d5 3. Cc3 c6 4. e4 dxe4 5. Cxe4 Ab4+ 6. Cc3 c5 7. a3 Aa5 8. Cf3 Cf6 9. Ae3 Cc6 10. Dd3 cxd4 11. Cxd4 Cg4 12. 0-0-0 Cxe3 13. fxe3 Ac7 14. Cxc6 bxc6 15. Dxd8+ Axd8 16. Ae2 Re7 17. Af3 Ad7 18. Ce4 Ab6 19. c5 f5 20. cxb6 fxe4 21. b7 Tab8 22. Axe4 Txb7 23. Thf1 Tb5 24. Tf4 g5 25. Tf3 h5 26. Tdf1 Ae8 27. Ac2 Tc5 28. Tf6 h4 29. e4 a5 30. Rd2 Tb5 31. b3 Ah5 32. Rc3 Tc5+ 33. Rb2 Td8 34. T1f2 Td4 35. Th6 Ad1 36. Ab1 Tb5 37. Rc3 c5 38. Tb2 e5 39. Tg6 a4 40. Txg5 Txb3+ 41. Txb3 Txb3 42. Txe5+ Rd6 43. Th5 Td1 44. e5+ Rd5 45. Ah7 (diagrama) Tc1+ 46. Rb2 Tg1 47. Ag8+ Rc6 48. Th6+ Rd7 49. Axb3 axb3 50. Rxb3 Txg2 51. Txh4 Re6 52. a4 Rxe5 53. a5 Rd6 54. Th7 Rd5 55. a6 c4+ 56. Rc3 Ta2 57. a7 Rc5 58. h4 1–0

#### Partida 6, Anand–Carlsen, 0–1
|   | a | b | c | d | e | f | g | h |   |
| 8 | h6 negres peó · c4 blanques torre · f4 negres peó · h4 negres peó · c3 blanques peó · e3 negres rei · g3 negres torre · b2 blanques peó · g2 blanques peó · h2 blanques rei | h6 negres peó · c4 blanques torre · f4 negres peó · h4 negres peó · c3 blanques peó · e3 negres rei · g3 negres torre · b2 blanques peó · g2 blanques peó · h2 blanques rei | h6 negres peó · c4 blanques torre · f4 negres peó · h4 negres peó · c3 blanques peó · e3 negres rei · g3 negres torre · b2 blanques peó · g2 blanques peó · h2 blanques rei | h6 negres peó · c4 blanques torre · f4 negres peó · h4 negres peó · c3 blanques peó · e3 negres rei · g3 negres torre · b2 blanques peó · g2 blanques peó · h2 blanques rei | h6 negres peó · c4 blanques torre · f4 negres peó · h4 negres peó · c3 blanques peó · e3 negres rei · g3 negres torre · b2 blanques peó · g2 blanques peó · h2 blanques rei | h6 negres peó · c4 blanques torre · f4 negres peó · h4 negres peó · c3 blanques peó · e3 negres rei · g3 negres torre · b2 blanques peó · g2 blanques peó · h2 blanques rei | h6 negres peó · c4 blanques torre · f4 negres peó · h4 negres peó · c3 blanques peó · e3 negres rei · g3 negres torre · b2 blanques peó · g2 blanques peó · h2 blanques rei | h6 negres peó · c4 blanques torre · f4 negres peó · h4 negres peó · c3 blanques peó · e3 negres rei · g3 negres torre · b2 blanques peó · g2 blanques peó · h2 blanques rei | 8 |
| 7 | h6 negres peó · c4 blanques torre · f4 negres peó · h4 negres peó · c3 blanques peó · e3 negres rei · g3 negres torre · b2 blanques peó · g2 blanques peó · h2 blanques rei | h6 negres peó · c4 blanques torre · f4 negres peó · h4 negres peó · c3 blanques peó · e3 negres rei · g3 negres torre · b2 blanques peó · g2 blanques peó · h2 blanques rei | h6 negres peó · c4 blanques torre · f4 negres peó · h4 negres peó · c3 blanques peó · e3 negres rei · g3 negres torre · b2 blanques peó · g2 blanques peó · h2 blanques rei | h6 negres peó · c4 blanques torre · f4 negres peó · h4 negres peó · c3 blanques peó · e3 negres rei · g3 negres torre · b2 blanques peó · g2 blanques peó · h2 blanques rei | h6 negres peó · c4 blanques torre · f4 negres peó · h4 negres peó · c3 blanques peó · e3 negres rei · g3 negres torre · b2 blanques peó · g2 blanques peó · h2 blanques rei | h6 negres peó · c4 blanques torre · f4 negres peó · h4 negres peó · c3 blanques peó · e3 negres rei · g3 negres torre · b2 blanques peó · g2 blanques peó · h2 blanques rei | h6 negres peó · c4 blanques torre · f4 negres peó · h4 negres peó · c3 blanques peó · e3 negres rei · g3 negres torre · b2 blanques peó · g2 blanques peó · h2 blanques rei | h6 negres peó · c4 blanques torre · f4 negres peó · h4 negres peó · c3 blanques peó · e3 negres rei · g3 negres torre · b2 blanques peó · g2 blanques peó · h2 blanques rei | 7 |
| 6 | h6 negres peó · c4 blanques torre · f4 negres peó · h4 negres peó · c3 blanques peó · e3 negres rei · g3 negres torre · b2 blanques peó · g2 blanques peó · h2 blanques rei | h6 negres peó · c4 blanques torre · f4 negres peó · h4 negres peó · c3 blanques peó · e3 negres rei · g3 negres torre · b2 blanques peó · g2 blanques peó · h2 blanques rei | h6 negres peó · c4 blanques torre · f4 negres peó · h4 negres peó · c3 blanques peó · e3 negres rei · g3 negres torre · b2 blanques peó · g2 blanques peó · h2 blanques rei | h6 negres peó · c4 blanques torre · f4 negres peó · h4 negres peó · c3 blanques peó · e3 negres rei · g3 negres torre · b2 blanques peó · g2 blanques peó · h2 blanques rei | h6 negres peó · c4 blanques torre · f4 negres peó · h4 negres peó · c3 blanques peó · e3 negres rei · g3 negres torre · b2 blanques peó · g2 blanques peó · h2 blanques rei | h6 negres peó · c4 blanques torre · f4 negres peó · h4 negres peó · c3 blanques peó · e3 negres rei · g3 negres torre · b2 blanques peó · g2 blanques peó · h2 blanques rei | h6 negres peó · c4 blanques torre · f4 negres peó · h4 negres peó · c3 blanques peó · e3 negres rei · g3 negres torre · b2 blanques peó · g2 blanques peó · h2 blanques rei | h6 negres peó · c4 blanques torre · f4 negres peó · h4 negres peó · c3 blanques peó · e3 negres rei · g3 negres torre · b2 blanques peó · g2 blanques peó · h2 blanques rei | 6 |
| 5 | h6 negres peó · c4 blanques torre · f4 negres peó · h4 negres peó · c3 blanques peó · e3 negres rei · g3 negres torre · b2 blanques peó · g2 blanques peó · h2 blanques rei | h6 negres peó · c4 blanques torre · f4 negres peó · h4 negres peó · c3 blanques peó · e3 negres rei · g3 negres torre · b2 blanques peó · g2 blanques peó · h2 blanques rei | h6 negres peó · c4 blanques torre · f4 negres peó · h4 negres peó · c3 blanques peó · e3 negres rei · g3 negres torre · b2 blanques peó · g2 blanques peó · h2 blanques rei | h6 negres peó · c4 blanques torre · f4 negres peó · h4 negres peó · c3 blanques peó · e3 negres rei · g3 negres torre · b2 blanques peó · g2 blanques peó · h2 blanques rei | h6 negres peó · c4 blanques torre · f4 negres peó · h4 negres peó · c3 blanques peó · e3 negres rei · g3 negres torre · b2 blanques peó · g2 blanques peó · h2 blanques rei | h6 negres peó · c4 blanques torre · f4 negres peó · h4 negres peó · c3 blanques peó · e3 negres rei · g3 negres torre · b2 blanques peó · g2 blanques peó · h2 blanques rei | h6 negres peó · c4 blanques torre · f4 negres peó · h4 negres peó · c3 blanques peó · e3 negres rei · g3 negres torre · b2 blanques peó · g2 blanques peó · h2 blanques rei | h6 negres peó · c4 blanques torre · f4 negres peó · h4 negres peó · c3 blanques peó · e3 negres rei · g3 negres torre · b2 blanques peó · g2 blanques peó · h2 blanques rei | 5 |
| 4 | h6 negres peó · c4 blanques torre · f4 negres peó · h4 negres peó · c3 blanques peó · e3 negres rei · g3 negres torre · b2 blanques peó · g2 blanques peó · h2 blanques rei | h6 negres peó · c4 blanques torre · f4 negres peó · h4 negres peó · c3 blanques peó · e3 negres rei · g3 negres torre · b2 blanques peó · g2 blanques peó · h2 blanques rei | h6 negres peó · c4 blanques torre · f4 negres peó · h4 negres peó · c3 blanques peó · e3 negres rei · g3 negres torre · b2 blanques peó · g2 blanques peó · h2 blanques rei | h6 negres peó · c4 blanques torre · f4 negres peó · h4 negres peó · c3 blanques peó · e3 negres rei · g3 negres torre · b2 blanques peó · g2 blanques peó · h2 blanques rei | h6 negres peó · c4 blanques torre · f4 negres peó · h4 negres peó · c3 blanques peó · e3 negres rei · g3 negres torre · b2 blanques peó · g2 blanques peó · h2 blanques rei | h6 negres peó · c4 blanques torre · f4 negres peó · h4 negres peó · c3 blanques peó · e3 negres rei · g3 negres torre · b2 blanques peó · g2 blanques peó · h2 blanques rei | h6 negres peó · c4 blanques torre · f4 negres peó · h4 negres peó · c3 blanques peó · e3 negres rei · g3 negres torre · b2 blanques peó · g2 blanques peó · h2 blanques rei | h6 negres peó · c4 blanques torre · f4 negres peó · h4 negres peó · c3 blanques peó · e3 negres rei · g3 negres torre · b2 blanques peó · g2 blanques peó · h2 blanques rei | 4 |
| 3 | h6 negres peó · c4 blanques torre · f4 negres peó · h4 negres peó · c3 blanques peó · e3 negres rei · g3 negres torre · b2 blanques peó · g2 blanques peó · h2 blanques rei | h6 negres peó · c4 blanques torre · f4 negres peó · h4 negres peó · c3 blanques peó · e3 negres rei · g3 negres torre · b2 blanques peó · g2 blanques peó · h2 blanques rei | h6 negres peó · c4 blanques torre · f4 negres peó · h4 negres peó · c3 blanques peó · e3 negres rei · g3 negres torre · b2 blanques peó · g2 blanques peó · h2 blanques rei | h6 negres peó · c4 blanques torre · f4 negres peó · h4 negres peó · c3 blanques peó · e3 negres rei · g3 negres torre · b2 blanques peó · g2 blanques peó · h2 blanques rei | h6 negres peó · c4 blanques torre · f4 negres peó · h4 negres peó · c3 blanques peó · e3 negres rei · g3 negres torre · b2 blanques peó · g2 blanques peó · h2 blanques rei | h6 negres peó · c4 blanques torre · f4 negres peó · h4 negres peó · c3 blanques peó · e3 negres rei · g3 negres torre · b2 blanques peó · g2 blanques peó · h2 blanques rei | h6 negres peó · c4 blanques torre · f4 negres peó · h4 negres peó · c3 blanques peó · e3 negres rei · g3 negres torre · b2 blanques peó · g2 blanques peó · h2 blanques rei | h6 negres peó · c4 blanques torre · f4 negres peó · h4 negres peó · c3 blanques peó · e3 negres rei · g3 negres torre · b2 blanques peó · g2 blanques peó · h2 blanques rei | 3 |
| 2 | h6 negres peó · c4 blanques torre · f4 negres peó · h4 negres peó · c3 blanques peó · e3 negres rei · g3 negres torre · b2 blanques peó · g2 blanques peó · h2 blanques rei | h6 negres peó · c4 blanques torre · f4 negres peó · h4 negres peó · c3 blanques peó · e3 negres rei · g3 negres torre · b2 blanques peó · g2 blanques peó · h2 blanques rei | h6 negres peó · c4 blanques torre · f4 negres peó · h4 negres peó · c3 blanques peó · e3 negres rei · g3 negres torre · b2 blanques peó · g2 blanques peó · h2 blanques rei | h6 negres peó · c4 blanques torre · f4 negres peó · h4 negres peó · c3 blanques peó · e3 negres rei · g3 negres torre · b2 blanques peó · g2 blanques peó · h2 blanques rei | h6 negres peó · c4 blanques torre · f4 negres peó · h4 negres peó · c3 blanques peó · e3 negres rei · g3 negres torre · b2 blanques peó · g2 blanques peó · h2 blanques rei | h6 negres peó · c4 blanques torre · f4 negres peó · h4 negres peó · c3 blanques peó · e3 negres rei · g3 negres torre · b2 blanques peó · g2 blanques peó · h2 blanques rei | h6 negres peó · c4 blanques torre · f4 negres peó · h4 negres peó · c3 blanques peó · e3 negres rei · g3 negres torre · b2 blanques peó · g2 blanques peó · h2 blanques rei | h6 negres peó · c4 blanques torre · f4 negres peó · h4 negres peó · c3 blanques peó · e3 negres rei · g3 negres torre · b2 blanques peó · g2 blanques peó · h2 blanques rei | 2 |
| 1 | h6 negres peó · c4 blanques torre · f4 negres peó · h4 negres peó · c3 blanques peó · e3 negres rei · g3 negres torre · b2 blanques peó · g2 blanques peó · h2 blanques rei | h6 negres peó · c4 blanques torre · f4 negres peó · h4 negres peó · c3 blanques peó · e3 negres rei · g3 negres torre · b2 blanques peó · g2 blanques peó · h2 blanques rei | h6 negres peó · c4 blanques torre · f4 negres peó · h4 negres peó · c3 blanques peó · e3 negres rei · g3 negres torre · b2 blanques peó · g2 blanques peó · h2 blanques rei | h6 negres peó · c4 blanques torre · f4 negres peó · h4 negres peó · c3 blanques peó · e3 negres rei · g3 negres torre · b2 blanques peó · g2 blanques peó · h2 blanques rei | h6 negres peó · c4 blanques torre · f4 negres peó · h4 negres peó · c3 blanques peó · e3 negres rei · g3 negres torre · b2 blanques peó · g2 blanques peó · h2 blanques rei | h6 negres peó · c4 blanques torre · f4 negres peó · h4 negres peó · c3 blanques peó · e3 negres rei · g3 negres torre · b2 blanques peó · g2 blanques peó · h2 blanques rei | h6 negres peó · c4 blanques torre · f4 negres peó · h4 negres peó · c3 blanques peó · e3 negres rei · g3 negres torre · b2 blanques peó · g2 blanques peó · h2 blanques rei | h6 negres peó · c4 blanques torre · f4 negres peó · h4 negres peó · c3 blanques peó · e3 negres rei · g3 negres torre · b2 blanques peó · g2 blanques peó · h2 blanques rei | 1 |
|   | a | b | c | d | e | f | g | h |   |

Obertura Ruy López, Defensa berlinesa (ECO C65) 
1. e4 e5 2. Cf3 Cc6 3. Ab5 Cf6 4. d3 Ac5 5. c3 0-0 6. 0-0 Te8 7. Te1 a6 8. Aa4 b5 9. Ab3 d6 10. Ag5 Ae6 11. Cbd2 h6 12. Ah4 Axb3 13. axb3 Cb8 14. h3 Cbd7 15. Ch2 De7 16. Cdf1 Ab6 17. Ce3 De6 18. b4 a5 19. bxa5 Axa5 20. Chg4 Ab6 21. Axf6 Cxf6 22. Cxf6+ Dxf6 23. Dg4 Axe3 24. fxe3 De7 25. Tf1 c5 26. Rh2 c4 27. d4 Txa1 28. Txa1 Db7 29. Td1 Dc6 30. Df5 exd4 31. Txd4 Te5 32. Df3 Dc7 33. Rh1 De7 34. Dg4 Rh7 35. Df4 g6 36. Rh2 Rg7 37. Df3 Te6 38. Dg3 Txe4 39. Dxd6 Txe3 40. Dxe7 Txe7 41. Td5 Tb7 42. Td6 f6 43. h4 Rf7 44. h5 gxh5 45. Td5 Rg6 46. Rg3 Tb6 47. Tc5 f5 48. Rh4 Te6 49. Txb5 Te4+ 50. Rh3 Rg5 51. Tb8 h4 52. Tg8+ Rh5 53. Tf8 Tf4 54. Tc8 Tg4 55. Tf8 Tg3+ 56. Rh2 Rg5 57. Tg8+ Rf4 58. Tc8 Re3 59. Txc4 f4 (diagrama) 60. Ta4 h3 61. gxh3 Tg6 62. c4 f3 63. Ta3+ Re2 64. b4 f2 65. Ta2+ Rf3 66. Ta3+ Rf4 67. Ta8 Tg1 0–1

#### Partida 7, Anand–Carlsen, ½–½
|   | a | b | c | d | e | f | g | h |   |
| 8 | b7 negres rei · c7 negres peó · b6 negres peó · c6 negres peó · e6 negres cavall · a5 negres peó · e5 negres dama · f5 negres peó · c3 blanques peó · d3 blanques peó · f3 blanques dama · g3 blanques peó · a2 blanques peó · b2 blanques peó · c2 blanques rei · e2 blanques cavall | b7 negres rei · c7 negres peó · b6 negres peó · c6 negres peó · e6 negres cavall · a5 negres peó · e5 negres dama · f5 negres peó · c3 blanques peó · d3 blanques peó · f3 blanques dama · g3 blanques peó · a2 blanques peó · b2 blanques peó · c2 blanques rei · e2 blanques cavall | b7 negres rei · c7 negres peó · b6 negres peó · c6 negres peó · e6 negres cavall · a5 negres peó · e5 negres dama · f5 negres peó · c3 blanques peó · d3 blanques peó · f3 blanques dama · g3 blanques peó · a2 blanques peó · b2 blanques peó · c2 blanques rei · e2 blanques cavall | b7 negres rei · c7 negres peó · b6 negres peó · c6 negres peó · e6 negres cavall · a5 negres peó · e5 negres dama · f5 negres peó · c3 blanques peó · d3 blanques peó · f3 blanques dama · g3 blanques peó · a2 blanques peó · b2 blanques peó · c2 blanques rei · e2 blanques cavall | b7 negres rei · c7 negres peó · b6 negres peó · c6 negres peó · e6 negres cavall · a5 negres peó · e5 negres dama · f5 negres peó · c3 blanques peó · d3 blanques peó · f3 blanques dama · g3 blanques peó · a2 blanques peó · b2 blanques peó · c2 blanques rei · e2 blanques cavall | b7 negres rei · c7 negres peó · b6 negres peó · c6 negres peó · e6 negres cavall · a5 negres peó · e5 negres dama · f5 negres peó · c3 blanques peó · d3 blanques peó · f3 blanques dama · g3 blanques peó · a2 blanques peó · b2 blanques peó · c2 blanques rei · e2 blanques cavall | b7 negres rei · c7 negres peó · b6 negres peó · c6 negres peó · e6 negres cavall · a5 negres peó · e5 negres dama · f5 negres peó · c3 blanques peó · d3 blanques peó · f3 blanques dama · g3 blanques peó · a2 blanques peó · b2 blanques peó · c2 blanques rei · e2 blanques cavall | b7 negres rei · c7 negres peó · b6 negres peó · c6 negres peó · e6 negres cavall · a5 negres peó · e5 negres dama · f5 negres peó · c3 blanques peó · d3 blanques peó · f3 blanques dama · g3 blanques peó · a2 blanques peó · b2 blanques peó · c2 blanques rei · e2 blanques cavall | 8 |
| 7 | b7 negres rei · c7 negres peó · b6 negres peó · c6 negres peó · e6 negres cavall · a5 negres peó · e5 negres dama · f5 negres peó · c3 blanques peó · d3 blanques peó · f3 blanques dama · g3 blanques peó · a2 blanques peó · b2 blanques peó · c2 blanques rei · e2 blanques cavall | b7 negres rei · c7 negres peó · b6 negres peó · c6 negres peó · e6 negres cavall · a5 negres peó · e5 negres dama · f5 negres peó · c3 blanques peó · d3 blanques peó · f3 blanques dama · g3 blanques peó · a2 blanques peó · b2 blanques peó · c2 blanques rei · e2 blanques cavall | b7 negres rei · c7 negres peó · b6 negres peó · c6 negres peó · e6 negres cavall · a5 negres peó · e5 negres dama · f5 negres peó · c3 blanques peó · d3 blanques peó · f3 blanques dama · g3 blanques peó · a2 blanques peó · b2 blanques peó · c2 blanques rei · e2 blanques cavall | b7 negres rei · c7 negres peó · b6 negres peó · c6 negres peó · e6 negres cavall · a5 negres peó · e5 negres dama · f5 negres peó · c3 blanques peó · d3 blanques peó · f3 blanques dama · g3 blanques peó · a2 blanques peó · b2 blanques peó · c2 blanques rei · e2 blanques cavall | b7 negres rei · c7 negres peó · b6 negres peó · c6 negres peó · e6 negres cavall · a5 negres peó · e5 negres dama · f5 negres peó · c3 blanques peó · d3 blanques peó · f3 blanques dama · g3 blanques peó · a2 blanques peó · b2 blanques peó · c2 blanques rei · e2 blanques cavall | b7 negres rei · c7 negres peó · b6 negres peó · c6 negres peó · e6 negres cavall · a5 negres peó · e5 negres dama · f5 negres peó · c3 blanques peó · d3 blanques peó · f3 blanques dama · g3 blanques peó · a2 blanques peó · b2 blanques peó · c2 blanques rei · e2 blanques cavall | b7 negres rei · c7 negres peó · b6 negres peó · c6 negres peó · e6 negres cavall · a5 negres peó · e5 negres dama · f5 negres peó · c3 blanques peó · d3 blanques peó · f3 blanques dama · g3 blanques peó · a2 blanques peó · b2 blanques peó · c2 blanques rei · e2 blanques cavall | b7 negres rei · c7 negres peó · b6 negres peó · c6 negres peó · e6 negres cavall · a5 negres peó · e5 negres dama · f5 negres peó · c3 blanques peó · d3 blanques peó · f3 blanques dama · g3 blanques peó · a2 blanques peó · b2 blanques peó · c2 blanques rei · e2 blanques cavall | 7 |
| 6 | b7 negres rei · c7 negres peó · b6 negres peó · c6 negres peó · e6 negres cavall · a5 negres peó · e5 negres dama · f5 negres peó · c3 blanques peó · d3 blanques peó · f3 blanques dama · g3 blanques peó · a2 blanques peó · b2 blanques peó · c2 blanques rei · e2 blanques cavall | b7 negres rei · c7 negres peó · b6 negres peó · c6 negres peó · e6 negres cavall · a5 negres peó · e5 negres dama · f5 negres peó · c3 blanques peó · d3 blanques peó · f3 blanques dama · g3 blanques peó · a2 blanques peó · b2 blanques peó · c2 blanques rei · e2 blanques cavall | b7 negres rei · c7 negres peó · b6 negres peó · c6 negres peó · e6 negres cavall · a5 negres peó · e5 negres dama · f5 negres peó · c3 blanques peó · d3 blanques peó · f3 blanques dama · g3 blanques peó · a2 blanques peó · b2 blanques peó · c2 blanques rei · e2 blanques cavall | b7 negres rei · c7 negres peó · b6 negres peó · c6 negres peó · e6 negres cavall · a5 negres peó · e5 negres dama · f5 negres peó · c3 blanques peó · d3 blanques peó · f3 blanques dama · g3 blanques peó · a2 blanques peó · b2 blanques peó · c2 blanques rei · e2 blanques cavall | b7 negres rei · c7 negres peó · b6 negres peó · c6 negres peó · e6 negres cavall · a5 negres peó · e5 negres dama · f5 negres peó · c3 blanques peó · d3 blanques peó · f3 blanques dama · g3 blanques peó · a2 blanques peó · b2 blanques peó · c2 blanques rei · e2 blanques cavall | b7 negres rei · c7 negres peó · b6 negres peó · c6 negres peó · e6 negres cavall · a5 negres peó · e5 negres dama · f5 negres peó · c3 blanques peó · d3 blanques peó · f3 blanques dama · g3 blanques peó · a2 blanques peó · b2 blanques peó · c2 blanques rei · e2 blanques cavall | b7 negres rei · c7 negres peó · b6 negres peó · c6 negres peó · e6 negres cavall · a5 negres peó · e5 negres dama · f5 negres peó · c3 blanques peó · d3 blanques peó · f3 blanques dama · g3 blanques peó · a2 blanques peó · b2 blanques peó · c2 blanques rei · e2 blanques cavall | b7 negres rei · c7 negres peó · b6 negres peó · c6 negres peó · e6 negres cavall · a5 negres peó · e5 negres dama · f5 negres peó · c3 blanques peó · d3 blanques peó · f3 blanques dama · g3 blanques peó · a2 blanques peó · b2 blanques peó · c2 blanques rei · e2 blanques cavall | 6 |
| 5 | b7 negres rei · c7 negres peó · b6 negres peó · c6 negres peó · e6 negres cavall · a5 negres peó · e5 negres dama · f5 negres peó · c3 blanques peó · d3 blanques peó · f3 blanques dama · g3 blanques peó · a2 blanques peó · b2 blanques peó · c2 blanques rei · e2 blanques cavall | b7 negres rei · c7 negres peó · b6 negres peó · c6 negres peó · e6 negres cavall · a5 negres peó · e5 negres dama · f5 negres peó · c3 blanques peó · d3 blanques peó · f3 blanques dama · g3 blanques peó · a2 blanques peó · b2 blanques peó · c2 blanques rei · e2 blanques cavall | b7 negres rei · c7 negres peó · b6 negres peó · c6 negres peó · e6 negres cavall · a5 negres peó · e5 negres dama · f5 negres peó · c3 blanques peó · d3 blanques peó · f3 blanques dama · g3 blanques peó · a2 blanques peó · b2 blanques peó · c2 blanques rei · e2 blanques cavall | b7 negres rei · c7 negres peó · b6 negres peó · c6 negres peó · e6 negres cavall · a5 negres peó · e5 negres dama · f5 negres peó · c3 blanques peó · d3 blanques peó · f3 blanques dama · g3 blanques peó · a2 blanques peó · b2 blanques peó · c2 blanques rei · e2 blanques cavall | b7 negres rei · c7 negres peó · b6 negres peó · c6 negres peó · e6 negres cavall · a5 negres peó · e5 negres dama · f5 negres peó · c3 blanques peó · d3 blanques peó · f3 blanques dama · g3 blanques peó · a2 blanques peó · b2 blanques peó · c2 blanques rei · e2 blanques cavall | b7 negres rei · c7 negres peó · b6 negres peó · c6 negres peó · e6 negres cavall · a5 negres peó · e5 negres dama · f5 negres peó · c3 blanques peó · d3 blanques peó · f3 blanques dama · g3 blanques peó · a2 blanques peó · b2 blanques peó · c2 blanques rei · e2 blanques cavall | b7 negres rei · c7 negres peó · b6 negres peó · c6 negres peó · e6 negres cavall · a5 negres peó · e5 negres dama · f5 negres peó · c3 blanques peó · d3 blanques peó · f3 blanques dama · g3 blanques peó · a2 blanques peó · b2 blanques peó · c2 blanques rei · e2 blanques cavall | b7 negres rei · c7 negres peó · b6 negres peó · c6 negres peó · e6 negres cavall · a5 negres peó · e5 negres dama · f5 negres peó · c3 blanques peó · d3 blanques peó · f3 blanques dama · g3 blanques peó · a2 blanques peó · b2 blanques peó · c2 blanques rei · e2 blanques cavall | 5 |
| 4 | b7 negres rei · c7 negres peó · b6 negres peó · c6 negres peó · e6 negres cavall · a5 negres peó · e5 negres dama · f5 negres peó · c3 blanques peó · d3 blanques peó · f3 blanques dama · g3 blanques peó · a2 blanques peó · b2 blanques peó · c2 blanques rei · e2 blanques cavall | b7 negres rei · c7 negres peó · b6 negres peó · c6 negres peó · e6 negres cavall · a5 negres peó · e5 negres dama · f5 negres peó · c3 blanques peó · d3 blanques peó · f3 blanques dama · g3 blanques peó · a2 blanques peó · b2 blanques peó · c2 blanques rei · e2 blanques cavall | b7 negres rei · c7 negres peó · b6 negres peó · c6 negres peó · e6 negres cavall · a5 negres peó · e5 negres dama · f5 negres peó · c3 blanques peó · d3 blanques peó · f3 blanques dama · g3 blanques peó · a2 blanques peó · b2 blanques peó · c2 blanques rei · e2 blanques cavall | b7 negres rei · c7 negres peó · b6 negres peó · c6 negres peó · e6 negres cavall · a5 negres peó · e5 negres dama · f5 negres peó · c3 blanques peó · d3 blanques peó · f3 blanques dama · g3 blanques peó · a2 blanques peó · b2 blanques peó · c2 blanques rei · e2 blanques cavall | b7 negres rei · c7 negres peó · b6 negres peó · c6 negres peó · e6 negres cavall · a5 negres peó · e5 negres dama · f5 negres peó · c3 blanques peó · d3 blanques peó · f3 blanques dama · g3 blanques peó · a2 blanques peó · b2 blanques peó · c2 blanques rei · e2 blanques cavall | b7 negres rei · c7 negres peó · b6 negres peó · c6 negres peó · e6 negres cavall · a5 negres peó · e5 negres dama · f5 negres peó · c3 blanques peó · d3 blanques peó · f3 blanques dama · g3 blanques peó · a2 blanques peó · b2 blanques peó · c2 blanques rei · e2 blanques cavall | b7 negres rei · c7 negres peó · b6 negres peó · c6 negres peó · e6 negres cavall · a5 negres peó · e5 negres dama · f5 negres peó · c3 blanques peó · d3 blanques peó · f3 blanques dama · g3 blanques peó · a2 blanques peó · b2 blanques peó · c2 blanques rei · e2 blanques cavall | b7 negres rei · c7 negres peó · b6 negres peó · c6 negres peó · e6 negres cavall · a5 negres peó · e5 negres dama · f5 negres peó · c3 blanques peó · d3 blanques peó · f3 blanques dama · g3 blanques peó · a2 blanques peó · b2 blanques peó · c2 blanques rei · e2 blanques cavall | 4 |
| 3 | b7 negres rei · c7 negres peó · b6 negres peó · c6 negres peó · e6 negres cavall · a5 negres peó · e5 negres dama · f5 negres peó · c3 blanques peó · d3 blanques peó · f3 blanques dama · g3 blanques peó · a2 blanques peó · b2 blanques peó · c2 blanques rei · e2 blanques cavall | b7 negres rei · c7 negres peó · b6 negres peó · c6 negres peó · e6 negres cavall · a5 negres peó · e5 negres dama · f5 negres peó · c3 blanques peó · d3 blanques peó · f3 blanques dama · g3 blanques peó · a2 blanques peó · b2 blanques peó · c2 blanques rei · e2 blanques cavall | b7 negres rei · c7 negres peó · b6 negres peó · c6 negres peó · e6 negres cavall · a5 negres peó · e5 negres dama · f5 negres peó · c3 blanques peó · d3 blanques peó · f3 blanques dama · g3 blanques peó · a2 blanques peó · b2 blanques peó · c2 blanques rei · e2 blanques cavall | b7 negres rei · c7 negres peó · b6 negres peó · c6 negres peó · e6 negres cavall · a5 negres peó · e5 negres dama · f5 negres peó · c3 blanques peó · d3 blanques peó · f3 blanques dama · g3 blanques peó · a2 blanques peó · b2 blanques peó · c2 blanques rei · e2 blanques cavall | b7 negres rei · c7 negres peó · b6 negres peó · c6 negres peó · e6 negres cavall · a5 negres peó · e5 negres dama · f5 negres peó · c3 blanques peó · d3 blanques peó · f3 blanques dama · g3 blanques peó · a2 blanques peó · b2 blanques peó · c2 blanques rei · e2 blanques cavall | b7 negres rei · c7 negres peó · b6 negres peó · c6 negres peó · e6 negres cavall · a5 negres peó · e5 negres dama · f5 negres peó · c3 blanques peó · d3 blanques peó · f3 blanques dama · g3 blanques peó · a2 blanques peó · b2 blanques peó · c2 blanques rei · e2 blanques cavall | b7 negres rei · c7 negres peó · b6 negres peó · c6 negres peó · e6 negres cavall · a5 negres peó · e5 negres dama · f5 negres peó · c3 blanques peó · d3 blanques peó · f3 blanques dama · g3 blanques peó · a2 blanques peó · b2 blanques peó · c2 blanques rei · e2 blanques cavall | b7 negres rei · c7 negres peó · b6 negres peó · c6 negres peó · e6 negres cavall · a5 negres peó · e5 negres dama · f5 negres peó · c3 blanques peó · d3 blanques peó · f3 blanques dama · g3 blanques peó · a2 blanques peó · b2 blanques peó · c2 blanques rei · e2 blanques cavall | 3 |
| 2 | b7 negres rei · c7 negres peó · b6 negres peó · c6 negres peó · e6 negres cavall · a5 negres peó · e5 negres dama · f5 negres peó · c3 blanques peó · d3 blanques peó · f3 blanques dama · g3 blanques peó · a2 blanques peó · b2 blanques peó · c2 blanques rei · e2 blanques cavall | b7 negres rei · c7 negres peó · b6 negres peó · c6 negres peó · e6 negres cavall · a5 negres peó · e5 negres dama · f5 negres peó · c3 blanques peó · d3 blanques peó · f3 blanques dama · g3 blanques peó · a2 blanques peó · b2 blanques peó · c2 blanques rei · e2 blanques cavall | b7 negres rei · c7 negres peó · b6 negres peó · c6 negres peó · e6 negres cavall · a5 negres peó · e5 negres dama · f5 negres peó · c3 blanques peó · d3 blanques peó · f3 blanques dama · g3 blanques peó · a2 blanques peó · b2 blanques peó · c2 blanques rei · e2 blanques cavall | b7 negres rei · c7 negres peó · b6 negres peó · c6 negres peó · e6 negres cavall · a5 negres peó · e5 negres dama · f5 negres peó · c3 blanques peó · d3 blanques peó · f3 blanques dama · g3 blanques peó · a2 blanques peó · b2 blanques peó · c2 blanques rei · e2 blanques cavall | b7 negres rei · c7 negres peó · b6 negres peó · c6 negres peó · e6 negres cavall · a5 negres peó · e5 negres dama · f5 negres peó · c3 blanques peó · d3 blanques peó · f3 blanques dama · g3 blanques peó · a2 blanques peó · b2 blanques peó · c2 blanques rei · e2 blanques cavall | b7 negres rei · c7 negres peó · b6 negres peó · c6 negres peó · e6 negres cavall · a5 negres peó · e5 negres dama · f5 negres peó · c3 blanques peó · d3 blanques peó · f3 blanques dama · g3 blanques peó · a2 blanques peó · b2 blanques peó · c2 blanques rei · e2 blanques cavall | b7 negres rei · c7 negres peó · b6 negres peó · c6 negres peó · e6 negres cavall · a5 negres peó · e5 negres dama · f5 negres peó · c3 blanques peó · d3 blanques peó · f3 blanques dama · g3 blanques peó · a2 blanques peó · b2 blanques peó · c2 blanques rei · e2 blanques cavall | b7 negres rei · c7 negres peó · b6 negres peó · c6 negres peó · e6 negres cavall · a5 negres peó · e5 negres dama · f5 negres peó · c3 blanques peó · d3 blanques peó · f3 blanques dama · g3 blanques peó · a2 blanques peó · b2 blanques peó · c2 blanques rei · e2 blanques cavall | 2 |
| 1 | b7 negres rei · c7 negres peó · b6 negres peó · c6 negres peó · e6 negres cavall · a5 negres peó · e5 negres dama · f5 negres peó · c3 blanques peó · d3 blanques peó · f3 blanques dama · g3 blanques peó · a2 blanques peó · b2 blanques peó · c2 blanques rei · e2 blanques cavall | b7 negres rei · c7 negres peó · b6 negres peó · c6 negres peó · e6 negres cavall · a5 negres peó · e5 negres dama · f5 negres peó · c3 blanques peó · d3 blanques peó · f3 blanques dama · g3 blanques peó · a2 blanques peó · b2 blanques peó · c2 blanques rei · e2 blanques cavall | b7 negres rei · c7 negres peó · b6 negres peó · c6 negres peó · e6 negres cavall · a5 negres peó · e5 negres dama · f5 negres peó · c3 blanques peó · d3 blanques peó · f3 blanques dama · g3 blanques peó · a2 blanques peó · b2 blanques peó · c2 blanques rei · e2 blanques cavall | b7 negres rei · c7 negres peó · b6 negres peó · c6 negres peó · e6 negres cavall · a5 negres peó · e5 negres dama · f5 negres peó · c3 blanques peó · d3 blanques peó · f3 blanques dama · g3 blanques peó · a2 blanques peó · b2 blanques peó · c2 blanques rei · e2 blanques cavall | b7 negres rei · c7 negres peó · b6 negres peó · c6 negres peó · e6 negres cavall · a5 negres peó · e5 negres dama · f5 negres peó · c3 blanques peó · d3 blanques peó · f3 blanques dama · g3 blanques peó · a2 blanques peó · b2 blanques peó · c2 blanques rei · e2 blanques cavall | b7 negres rei · c7 negres peó · b6 negres peó · c6 negres peó · e6 negres cavall · a5 negres peó · e5 negres dama · f5 negres peó · c3 blanques peó · d3 blanques peó · f3 blanques dama · g3 blanques peó · a2 blanques peó · b2 blanques peó · c2 blanques rei · e2 blanques cavall | b7 negres rei · c7 negres peó · b6 negres peó · c6 negres peó · e6 negres cavall · a5 negres peó · e5 negres dama · f5 negres peó · c3 blanques peó · d3 blanques peó · f3 blanques dama · g3 blanques peó · a2 blanques peó · b2 blanques peó · c2 blanques rei · e2 blanques cavall | b7 negres rei · c7 negres peó · b6 negres peó · c6 negres peó · e6 negres cavall · a5 negres peó · e5 negres dama · f5 negres peó · c3 blanques peó · d3 blanques peó · f3 blanques dama · g3 blanques peó · a2 blanques peó · b2 blanques peó · c2 blanques rei · e2 blanques cavall | 1 |
|   | a | b | c | d | e | f | g | h |   |

Obertura Ruy López, Defensa berlinesa (ECO C65) 
1. e4 e5 2. Cf3 Cc6 3. Ab5 Cf6 4. d3 Ac5 5.Axc6 dxc6 6. Cbd2 Ag4 7. h3 Ah5 8. Cf1 Cd7 9. Cg3 Axf3 10. Dxf3 g6 11. Ae3 De7 12. 0-0-0 0-0-0 13. Ce2 The8 14. Rb1 b6 15. h4 Rb7 16. h5 Axe3 17. Dxe3 Cc5 18. hxg6 hxg6 19. g3 a5 20. Th7 Th8 21. Tdh1 Txh7 22. Txh7 Df6 23. f4 Th8 24. Txh8 Dxh8 25. fxe5 Dxe5 26. Df3 f5 27. exf5 gxf5 28. c3 Ce6 29. Rc2 (diagrama) Cg5 30. Df2 Ce6 31. Df3 Cg5 32. Df2 Ce6 ½–½

#### Partida 8, Carlsen–Anand, ½–½
|   | a | b | c | d | e | f | g | h |   |
| 8 | a7 negres peó · f7 negres rei · c6 negres peó · g6 negres peó · b5 negres peó · d5 negres peó · f5 negres peó · h5 negres peó · b4 blanques peó · d4 blanques peó · f4 blanques peó · h4 blanques peó · c3 blanques peó · a2 blanques peó · f2 blanques rei · g2 blanques peó | a7 negres peó · f7 negres rei · c6 negres peó · g6 negres peó · b5 negres peó · d5 negres peó · f5 negres peó · h5 negres peó · b4 blanques peó · d4 blanques peó · f4 blanques peó · h4 blanques peó · c3 blanques peó · a2 blanques peó · f2 blanques rei · g2 blanques peó | a7 negres peó · f7 negres rei · c6 negres peó · g6 negres peó · b5 negres peó · d5 negres peó · f5 negres peó · h5 negres peó · b4 blanques peó · d4 blanques peó · f4 blanques peó · h4 blanques peó · c3 blanques peó · a2 blanques peó · f2 blanques rei · g2 blanques peó | a7 negres peó · f7 negres rei · c6 negres peó · g6 negres peó · b5 negres peó · d5 negres peó · f5 negres peó · h5 negres peó · b4 blanques peó · d4 blanques peó · f4 blanques peó · h4 blanques peó · c3 blanques peó · a2 blanques peó · f2 blanques rei · g2 blanques peó | a7 negres peó · f7 negres rei · c6 negres peó · g6 negres peó · b5 negres peó · d5 negres peó · f5 negres peó · h5 negres peó · b4 blanques peó · d4 blanques peó · f4 blanques peó · h4 blanques peó · c3 blanques peó · a2 blanques peó · f2 blanques rei · g2 blanques peó | a7 negres peó · f7 negres rei · c6 negres peó · g6 negres peó · b5 negres peó · d5 negres peó · f5 negres peó · h5 negres peó · b4 blanques peó · d4 blanques peó · f4 blanques peó · h4 blanques peó · c3 blanques peó · a2 blanques peó · f2 blanques rei · g2 blanques peó | a7 negres peó · f7 negres rei · c6 negres peó · g6 negres peó · b5 negres peó · d5 negres peó · f5 negres peó · h5 negres peó · b4 blanques peó · d4 blanques peó · f4 blanques peó · h4 blanques peó · c3 blanques peó · a2 blanques peó · f2 blanques rei · g2 blanques peó | a7 negres peó · f7 negres rei · c6 negres peó · g6 negres peó · b5 negres peó · d5 negres peó · f5 negres peó · h5 negres peó · b4 blanques peó · d4 blanques peó · f4 blanques peó · h4 blanques peó · c3 blanques peó · a2 blanques peó · f2 blanques rei · g2 blanques peó | 8 |
| 7 | a7 negres peó · f7 negres rei · c6 negres peó · g6 negres peó · b5 negres peó · d5 negres peó · f5 negres peó · h5 negres peó · b4 blanques peó · d4 blanques peó · f4 blanques peó · h4 blanques peó · c3 blanques peó · a2 blanques peó · f2 blanques rei · g2 blanques peó | a7 negres peó · f7 negres rei · c6 negres peó · g6 negres peó · b5 negres peó · d5 negres peó · f5 negres peó · h5 negres peó · b4 blanques peó · d4 blanques peó · f4 blanques peó · h4 blanques peó · c3 blanques peó · a2 blanques peó · f2 blanques rei · g2 blanques peó | a7 negres peó · f7 negres rei · c6 negres peó · g6 negres peó · b5 negres peó · d5 negres peó · f5 negres peó · h5 negres peó · b4 blanques peó · d4 blanques peó · f4 blanques peó · h4 blanques peó · c3 blanques peó · a2 blanques peó · f2 blanques rei · g2 blanques peó | a7 negres peó · f7 negres rei · c6 negres peó · g6 negres peó · b5 negres peó · d5 negres peó · f5 negres peó · h5 negres peó · b4 blanques peó · d4 blanques peó · f4 blanques peó · h4 blanques peó · c3 blanques peó · a2 blanques peó · f2 blanques rei · g2 blanques peó | a7 negres peó · f7 negres rei · c6 negres peó · g6 negres peó · b5 negres peó · d5 negres peó · f5 negres peó · h5 negres peó · b4 blanques peó · d4 blanques peó · f4 blanques peó · h4 blanques peó · c3 blanques peó · a2 blanques peó · f2 blanques rei · g2 blanques peó | a7 negres peó · f7 negres rei · c6 negres peó · g6 negres peó · b5 negres peó · d5 negres peó · f5 negres peó · h5 negres peó · b4 blanques peó · d4 blanques peó · f4 blanques peó · h4 blanques peó · c3 blanques peó · a2 blanques peó · f2 blanques rei · g2 blanques peó | a7 negres peó · f7 negres rei · c6 negres peó · g6 negres peó · b5 negres peó · d5 negres peó · f5 negres peó · h5 negres peó · b4 blanques peó · d4 blanques peó · f4 blanques peó · h4 blanques peó · c3 blanques peó · a2 blanques peó · f2 blanques rei · g2 blanques peó | a7 negres peó · f7 negres rei · c6 negres peó · g6 negres peó · b5 negres peó · d5 negres peó · f5 negres peó · h5 negres peó · b4 blanques peó · d4 blanques peó · f4 blanques peó · h4 blanques peó · c3 blanques peó · a2 blanques peó · f2 blanques rei · g2 blanques peó | 7 |
| 6 | a7 negres peó · f7 negres rei · c6 negres peó · g6 negres peó · b5 negres peó · d5 negres peó · f5 negres peó · h5 negres peó · b4 blanques peó · d4 blanques peó · f4 blanques peó · h4 blanques peó · c3 blanques peó · a2 blanques peó · f2 blanques rei · g2 blanques peó | a7 negres peó · f7 negres rei · c6 negres peó · g6 negres peó · b5 negres peó · d5 negres peó · f5 negres peó · h5 negres peó · b4 blanques peó · d4 blanques peó · f4 blanques peó · h4 blanques peó · c3 blanques peó · a2 blanques peó · f2 blanques rei · g2 blanques peó | a7 negres peó · f7 negres rei · c6 negres peó · g6 negres peó · b5 negres peó · d5 negres peó · f5 negres peó · h5 negres peó · b4 blanques peó · d4 blanques peó · f4 blanques peó · h4 blanques peó · c3 blanques peó · a2 blanques peó · f2 blanques rei · g2 blanques peó | a7 negres peó · f7 negres rei · c6 negres peó · g6 negres peó · b5 negres peó · d5 negres peó · f5 negres peó · h5 negres peó · b4 blanques peó · d4 blanques peó · f4 blanques peó · h4 blanques peó · c3 blanques peó · a2 blanques peó · f2 blanques rei · g2 blanques peó | a7 negres peó · f7 negres rei · c6 negres peó · g6 negres peó · b5 negres peó · d5 negres peó · f5 negres peó · h5 negres peó · b4 blanques peó · d4 blanques peó · f4 blanques peó · h4 blanques peó · c3 blanques peó · a2 blanques peó · f2 blanques rei · g2 blanques peó | a7 negres peó · f7 negres rei · c6 negres peó · g6 negres peó · b5 negres peó · d5 negres peó · f5 negres peó · h5 negres peó · b4 blanques peó · d4 blanques peó · f4 blanques peó · h4 blanques peó · c3 blanques peó · a2 blanques peó · f2 blanques rei · g2 blanques peó | a7 negres peó · f7 negres rei · c6 negres peó · g6 negres peó · b5 negres peó · d5 negres peó · f5 negres peó · h5 negres peó · b4 blanques peó · d4 blanques peó · f4 blanques peó · h4 blanques peó · c3 blanques peó · a2 blanques peó · f2 blanques rei · g2 blanques peó | a7 negres peó · f7 negres rei · c6 negres peó · g6 negres peó · b5 negres peó · d5 negres peó · f5 negres peó · h5 negres peó · b4 blanques peó · d4 blanques peó · f4 blanques peó · h4 blanques peó · c3 blanques peó · a2 blanques peó · f2 blanques rei · g2 blanques peó | 6 |
| 5 | a7 negres peó · f7 negres rei · c6 negres peó · g6 negres peó · b5 negres peó · d5 negres peó · f5 negres peó · h5 negres peó · b4 blanques peó · d4 blanques peó · f4 blanques peó · h4 blanques peó · c3 blanques peó · a2 blanques peó · f2 blanques rei · g2 blanques peó | a7 negres peó · f7 negres rei · c6 negres peó · g6 negres peó · b5 negres peó · d5 negres peó · f5 negres peó · h5 negres peó · b4 blanques peó · d4 blanques peó · f4 blanques peó · h4 blanques peó · c3 blanques peó · a2 blanques peó · f2 blanques rei · g2 blanques peó | a7 negres peó · f7 negres rei · c6 negres peó · g6 negres peó · b5 negres peó · d5 negres peó · f5 negres peó · h5 negres peó · b4 blanques peó · d4 blanques peó · f4 blanques peó · h4 blanques peó · c3 blanques peó · a2 blanques peó · f2 blanques rei · g2 blanques peó | a7 negres peó · f7 negres rei · c6 negres peó · g6 negres peó · b5 negres peó · d5 negres peó · f5 negres peó · h5 negres peó · b4 blanques peó · d4 blanques peó · f4 blanques peó · h4 blanques peó · c3 blanques peó · a2 blanques peó · f2 blanques rei · g2 blanques peó | a7 negres peó · f7 negres rei · c6 negres peó · g6 negres peó · b5 negres peó · d5 negres peó · f5 negres peó · h5 negres peó · b4 blanques peó · d4 blanques peó · f4 blanques peó · h4 blanques peó · c3 blanques peó · a2 blanques peó · f2 blanques rei · g2 blanques peó | a7 negres peó · f7 negres rei · c6 negres peó · g6 negres peó · b5 negres peó · d5 negres peó · f5 negres peó · h5 negres peó · b4 blanques peó · d4 blanques peó · f4 blanques peó · h4 blanques peó · c3 blanques peó · a2 blanques peó · f2 blanques rei · g2 blanques peó | a7 negres peó · f7 negres rei · c6 negres peó · g6 negres peó · b5 negres peó · d5 negres peó · f5 negres peó · h5 negres peó · b4 blanques peó · d4 blanques peó · f4 blanques peó · h4 blanques peó · c3 blanques peó · a2 blanques peó · f2 blanques rei · g2 blanques peó | a7 negres peó · f7 negres rei · c6 negres peó · g6 negres peó · b5 negres peó · d5 negres peó · f5 negres peó · h5 negres peó · b4 blanques peó · d4 blanques peó · f4 blanques peó · h4 blanques peó · c3 blanques peó · a2 blanques peó · f2 blanques rei · g2 blanques peó | 5 |
| 4 | a7 negres peó · f7 negres rei · c6 negres peó · g6 negres peó · b5 negres peó · d5 negres peó · f5 negres peó · h5 negres peó · b4 blanques peó · d4 blanques peó · f4 blanques peó · h4 blanques peó · c3 blanques peó · a2 blanques peó · f2 blanques rei · g2 blanques peó | a7 negres peó · f7 negres rei · c6 negres peó · g6 negres peó · b5 negres peó · d5 negres peó · f5 negres peó · h5 negres peó · b4 blanques peó · d4 blanques peó · f4 blanques peó · h4 blanques peó · c3 blanques peó · a2 blanques peó · f2 blanques rei · g2 blanques peó | a7 negres peó · f7 negres rei · c6 negres peó · g6 negres peó · b5 negres peó · d5 negres peó · f5 negres peó · h5 negres peó · b4 blanques peó · d4 blanques peó · f4 blanques peó · h4 blanques peó · c3 blanques peó · a2 blanques peó · f2 blanques rei · g2 blanques peó | a7 negres peó · f7 negres rei · c6 negres peó · g6 negres peó · b5 negres peó · d5 negres peó · f5 negres peó · h5 negres peó · b4 blanques peó · d4 blanques peó · f4 blanques peó · h4 blanques peó · c3 blanques peó · a2 blanques peó · f2 blanques rei · g2 blanques peó | a7 negres peó · f7 negres rei · c6 negres peó · g6 negres peó · b5 negres peó · d5 negres peó · f5 negres peó · h5 negres peó · b4 blanques peó · d4 blanques peó · f4 blanques peó · h4 blanques peó · c3 blanques peó · a2 blanques peó · f2 blanques rei · g2 blanques peó | a7 negres peó · f7 negres rei · c6 negres peó · g6 negres peó · b5 negres peó · d5 negres peó · f5 negres peó · h5 negres peó · b4 blanques peó · d4 blanques peó · f4 blanques peó · h4 blanques peó · c3 blanques peó · a2 blanques peó · f2 blanques rei · g2 blanques peó | a7 negres peó · f7 negres rei · c6 negres peó · g6 negres peó · b5 negres peó · d5 negres peó · f5 negres peó · h5 negres peó · b4 blanques peó · d4 blanques peó · f4 blanques peó · h4 blanques peó · c3 blanques peó · a2 blanques peó · f2 blanques rei · g2 blanques peó | a7 negres peó · f7 negres rei · c6 negres peó · g6 negres peó · b5 negres peó · d5 negres peó · f5 negres peó · h5 negres peó · b4 blanques peó · d4 blanques peó · f4 blanques peó · h4 blanques peó · c3 blanques peó · a2 blanques peó · f2 blanques rei · g2 blanques peó | 4 |
| 3 | a7 negres peó · f7 negres rei · c6 negres peó · g6 negres peó · b5 negres peó · d5 negres peó · f5 negres peó · h5 negres peó · b4 blanques peó · d4 blanques peó · f4 blanques peó · h4 blanques peó · c3 blanques peó · a2 blanques peó · f2 blanques rei · g2 blanques peó | a7 negres peó · f7 negres rei · c6 negres peó · g6 negres peó · b5 negres peó · d5 negres peó · f5 negres peó · h5 negres peó · b4 blanques peó · d4 blanques peó · f4 blanques peó · h4 blanques peó · c3 blanques peó · a2 blanques peó · f2 blanques rei · g2 blanques peó | a7 negres peó · f7 negres rei · c6 negres peó · g6 negres peó · b5 negres peó · d5 negres peó · f5 negres peó · h5 negres peó · b4 blanques peó · d4 blanques peó · f4 blanques peó · h4 blanques peó · c3 blanques peó · a2 blanques peó · f2 blanques rei · g2 blanques peó | a7 negres peó · f7 negres rei · c6 negres peó · g6 negres peó · b5 negres peó · d5 negres peó · f5 negres peó · h5 negres peó · b4 blanques peó · d4 blanques peó · f4 blanques peó · h4 blanques peó · c3 blanques peó · a2 blanques peó · f2 blanques rei · g2 blanques peó | a7 negres peó · f7 negres rei · c6 negres peó · g6 negres peó · b5 negres peó · d5 negres peó · f5 negres peó · h5 negres peó · b4 blanques peó · d4 blanques peó · f4 blanques peó · h4 blanques peó · c3 blanques peó · a2 blanques peó · f2 blanques rei · g2 blanques peó | a7 negres peó · f7 negres rei · c6 negres peó · g6 negres peó · b5 negres peó · d5 negres peó · f5 negres peó · h5 negres peó · b4 blanques peó · d4 blanques peó · f4 blanques peó · h4 blanques peó · c3 blanques peó · a2 blanques peó · f2 blanques rei · g2 blanques peó | a7 negres peó · f7 negres rei · c6 negres peó · g6 negres peó · b5 negres peó · d5 negres peó · f5 negres peó · h5 negres peó · b4 blanques peó · d4 blanques peó · f4 blanques peó · h4 blanques peó · c3 blanques peó · a2 blanques peó · f2 blanques rei · g2 blanques peó | a7 negres peó · f7 negres rei · c6 negres peó · g6 negres peó · b5 negres peó · d5 negres peó · f5 negres peó · h5 negres peó · b4 blanques peó · d4 blanques peó · f4 blanques peó · h4 blanques peó · c3 blanques peó · a2 blanques peó · f2 blanques rei · g2 blanques peó | 3 |
| 2 | a7 negres peó · f7 negres rei · c6 negres peó · g6 negres peó · b5 negres peó · d5 negres peó · f5 negres peó · h5 negres peó · b4 blanques peó · d4 blanques peó · f4 blanques peó · h4 blanques peó · c3 blanques peó · a2 blanques peó · f2 blanques rei · g2 blanques peó | a7 negres peó · f7 negres rei · c6 negres peó · g6 negres peó · b5 negres peó · d5 negres peó · f5 negres peó · h5 negres peó · b4 blanques peó · d4 blanques peó · f4 blanques peó · h4 blanques peó · c3 blanques peó · a2 blanques peó · f2 blanques rei · g2 blanques peó | a7 negres peó · f7 negres rei · c6 negres peó · g6 negres peó · b5 negres peó · d5 negres peó · f5 negres peó · h5 negres peó · b4 blanques peó · d4 blanques peó · f4 blanques peó · h4 blanques peó · c3 blanques peó · a2 blanques peó · f2 blanques rei · g2 blanques peó | a7 negres peó · f7 negres rei · c6 negres peó · g6 negres peó · b5 negres peó · d5 negres peó · f5 negres peó · h5 negres peó · b4 blanques peó · d4 blanques peó · f4 blanques peó · h4 blanques peó · c3 blanques peó · a2 blanques peó · f2 blanques rei · g2 blanques peó | a7 negres peó · f7 negres rei · c6 negres peó · g6 negres peó · b5 negres peó · d5 negres peó · f5 negres peó · h5 negres peó · b4 blanques peó · d4 blanques peó · f4 blanques peó · h4 blanques peó · c3 blanques peó · a2 blanques peó · f2 blanques rei · g2 blanques peó | a7 negres peó · f7 negres rei · c6 negres peó · g6 negres peó · b5 negres peó · d5 negres peó · f5 negres peó · h5 negres peó · b4 blanques peó · d4 blanques peó · f4 blanques peó · h4 blanques peó · c3 blanques peó · a2 blanques peó · f2 blanques rei · g2 blanques peó | a7 negres peó · f7 negres rei · c6 negres peó · g6 negres peó · b5 negres peó · d5 negres peó · f5 negres peó · h5 negres peó · b4 blanques peó · d4 blanques peó · f4 blanques peó · h4 blanques peó · c3 blanques peó · a2 blanques peó · f2 blanques rei · g2 blanques peó | a7 negres peó · f7 negres rei · c6 negres peó · g6 negres peó · b5 negres peó · d5 negres peó · f5 negres peó · h5 negres peó · b4 blanques peó · d4 blanques peó · f4 blanques peó · h4 blanques peó · c3 blanques peó · a2 blanques peó · f2 blanques rei · g2 blanques peó | 2 |
| 1 | a7 negres peó · f7 negres rei · c6 negres peó · g6 negres peó · b5 negres peó · d5 negres peó · f5 negres peó · h5 negres peó · b4 blanques peó · d4 blanques peó · f4 blanques peó · h4 blanques peó · c3 blanques peó · a2 blanques peó · f2 blanques rei · g2 blanques peó | a7 negres peó · f7 negres rei · c6 negres peó · g6 negres peó · b5 negres peó · d5 negres peó · f5 negres peó · h5 negres peó · b4 blanques peó · d4 blanques peó · f4 blanques peó · h4 blanques peó · c3 blanques peó · a2 blanques peó · f2 blanques rei · g2 blanques peó | a7 negres peó · f7 negres rei · c6 negres peó · g6 negres peó · b5 negres peó · d5 negres peó · f5 negres peó · h5 negres peó · b4 blanques peó · d4 blanques peó · f4 blanques peó · h4 blanques peó · c3 blanques peó · a2 blanques peó · f2 blanques rei · g2 blanques peó | a7 negres peó · f7 negres rei · c6 negres peó · g6 negres peó · b5 negres peó · d5 negres peó · f5 negres peó · h5 negres peó · b4 blanques peó · d4 blanques peó · f4 blanques peó · h4 blanques peó · c3 blanques peó · a2 blanques peó · f2 blanques rei · g2 blanques peó | a7 negres peó · f7 negres rei · c6 negres peó · g6 negres peó · b5 negres peó · d5 negres peó · f5 negres peó · h5 negres peó · b4 blanques peó · d4 blanques peó · f4 blanques peó · h4 blanques peó · c3 blanques peó · a2 blanques peó · f2 blanques rei · g2 blanques peó | a7 negres peó · f7 negres rei · c6 negres peó · g6 negres peó · b5 negres peó · d5 negres peó · f5 negres peó · h5 negres peó · b4 blanques peó · d4 blanques peó · f4 blanques peó · h4 blanques peó · c3 blanques peó · a2 blanques peó · f2 blanques rei · g2 blanques peó | a7 negres peó · f7 negres rei · c6 negres peó · g6 negres peó · b5 negres peó · d5 negres peó · f5 negres peó · h5 negres peó · b4 blanques peó · d4 blanques peó · f4 blanques peó · h4 blanques peó · c3 blanques peó · a2 blanques peó · f2 blanques rei · g2 blanques peó | a7 negres peó · f7 negres rei · c6 negres peó · g6 negres peó · b5 negres peó · d5 negres peó · f5 negres peó · h5 negres peó · b4 blanques peó · d4 blanques peó · f4 blanques peó · h4 blanques peó · c3 blanques peó · a2 blanques peó · f2 blanques rei · g2 blanques peó | 1 |
|   | a | b | c | d | e | f | g | h |   |

Obertura Ruy López, Defensa berlinesa (ECO C65) 
1. e4 e5 2. Cf3 Cc6 3. Ab5 Cf6 4. 0-0 Cxe4 5. Te1 Cd6 6. Cxe5 Ae7 7. Af1 Cxe5 8. Txe5 0-0 9. d4 Af6 10. Te1 Te8 11. c3 Txe1 12. Dxe1 Ce8 13. Af4 d5 14. Ad3 g6 15. Cd2 Cg7 16. De2 c6 17. Te1 Af5 18. Axf5 Cxf5 19. Cf3 Cg7 20. Ae5 Ce6 21. Axf6 Dxf6 22. Ce5 Te8 23. Cg4 Dd8 24. De5 Cg7 25. Dxe8+ Cxe8 26. Txe8+ Dxe8 27. Cf6+ Rf8 28. Cxe8 Rxe8 29. f4 f5 30. Rf2 b5 31. b4 Rf7 32. h3 h6 33. h4 h5 (diagrama) ½–½

#### Partida 9, Anand–Carlsen, 0–1
|   | a | b | c | d | e | f | g | h |   |
| 8 | c8 negres alfil · d8 negres dama · e8 negres cavall · f8 negres torre · g8 negres rei · f7 negres peó · h7 negres peó · f6 blanques peó · g6 negres peó · h6 blanques dama · d5 negres peó · e5 blanques peó · g5 blanques peó · c4 negres peó · d4 blanques peó · f4 blanques torre · c3 blanques peó · g3 blanques cavall · g2 blanques alfil · h2 blanques peó · b1 negres dama · g1 blanques rei | c8 negres alfil · d8 negres dama · e8 negres cavall · f8 negres torre · g8 negres rei · f7 negres peó · h7 negres peó · f6 blanques peó · g6 negres peó · h6 blanques dama · d5 negres peó · e5 blanques peó · g5 blanques peó · c4 negres peó · d4 blanques peó · f4 blanques torre · c3 blanques peó · g3 blanques cavall · g2 blanques alfil · h2 blanques peó · b1 negres dama · g1 blanques rei | c8 negres alfil · d8 negres dama · e8 negres cavall · f8 negres torre · g8 negres rei · f7 negres peó · h7 negres peó · f6 blanques peó · g6 negres peó · h6 blanques dama · d5 negres peó · e5 blanques peó · g5 blanques peó · c4 negres peó · d4 blanques peó · f4 blanques torre · c3 blanques peó · g3 blanques cavall · g2 blanques alfil · h2 blanques peó · b1 negres dama · g1 blanques rei | c8 negres alfil · d8 negres dama · e8 negres cavall · f8 negres torre · g8 negres rei · f7 negres peó · h7 negres peó · f6 blanques peó · g6 negres peó · h6 blanques dama · d5 negres peó · e5 blanques peó · g5 blanques peó · c4 negres peó · d4 blanques peó · f4 blanques torre · c3 blanques peó · g3 blanques cavall · g2 blanques alfil · h2 blanques peó · b1 negres dama · g1 blanques rei | c8 negres alfil · d8 negres dama · e8 negres cavall · f8 negres torre · g8 negres rei · f7 negres peó · h7 negres peó · f6 blanques peó · g6 negres peó · h6 blanques dama · d5 negres peó · e5 blanques peó · g5 blanques peó · c4 negres peó · d4 blanques peó · f4 blanques torre · c3 blanques peó · g3 blanques cavall · g2 blanques alfil · h2 blanques peó · b1 negres dama · g1 blanques rei | c8 negres alfil · d8 negres dama · e8 negres cavall · f8 negres torre · g8 negres rei · f7 negres peó · h7 negres peó · f6 blanques peó · g6 negres peó · h6 blanques dama · d5 negres peó · e5 blanques peó · g5 blanques peó · c4 negres peó · d4 blanques peó · f4 blanques torre · c3 blanques peó · g3 blanques cavall · g2 blanques alfil · h2 blanques peó · b1 negres dama · g1 blanques rei | c8 negres alfil · d8 negres dama · e8 negres cavall · f8 negres torre · g8 negres rei · f7 negres peó · h7 negres peó · f6 blanques peó · g6 negres peó · h6 blanques dama · d5 negres peó · e5 blanques peó · g5 blanques peó · c4 negres peó · d4 blanques peó · f4 blanques torre · c3 blanques peó · g3 blanques cavall · g2 blanques alfil · h2 blanques peó · b1 negres dama · g1 blanques rei | c8 negres alfil · d8 negres dama · e8 negres cavall · f8 negres torre · g8 negres rei · f7 negres peó · h7 negres peó · f6 blanques peó · g6 negres peó · h6 blanques dama · d5 negres peó · e5 blanques peó · g5 blanques peó · c4 negres peó · d4 blanques peó · f4 blanques torre · c3 blanques peó · g3 blanques cavall · g2 blanques alfil · h2 blanques peó · b1 negres dama · g1 blanques rei | 8 |
| 7 | c8 negres alfil · d8 negres dama · e8 negres cavall · f8 negres torre · g8 negres rei · f7 negres peó · h7 negres peó · f6 blanques peó · g6 negres peó · h6 blanques dama · d5 negres peó · e5 blanques peó · g5 blanques peó · c4 negres peó · d4 blanques peó · f4 blanques torre · c3 blanques peó · g3 blanques cavall · g2 blanques alfil · h2 blanques peó · b1 negres dama · g1 blanques rei | c8 negres alfil · d8 negres dama · e8 negres cavall · f8 negres torre · g8 negres rei · f7 negres peó · h7 negres peó · f6 blanques peó · g6 negres peó · h6 blanques dama · d5 negres peó · e5 blanques peó · g5 blanques peó · c4 negres peó · d4 blanques peó · f4 blanques torre · c3 blanques peó · g3 blanques cavall · g2 blanques alfil · h2 blanques peó · b1 negres dama · g1 blanques rei | c8 negres alfil · d8 negres dama · e8 negres cavall · f8 negres torre · g8 negres rei · f7 negres peó · h7 negres peó · f6 blanques peó · g6 negres peó · h6 blanques dama · d5 negres peó · e5 blanques peó · g5 blanques peó · c4 negres peó · d4 blanques peó · f4 blanques torre · c3 blanques peó · g3 blanques cavall · g2 blanques alfil · h2 blanques peó · b1 negres dama · g1 blanques rei | c8 negres alfil · d8 negres dama · e8 negres cavall · f8 negres torre · g8 negres rei · f7 negres peó · h7 negres peó · f6 blanques peó · g6 negres peó · h6 blanques dama · d5 negres peó · e5 blanques peó · g5 blanques peó · c4 negres peó · d4 blanques peó · f4 blanques torre · c3 blanques peó · g3 blanques cavall · g2 blanques alfil · h2 blanques peó · b1 negres dama · g1 blanques rei | c8 negres alfil · d8 negres dama · e8 negres cavall · f8 negres torre · g8 negres rei · f7 negres peó · h7 negres peó · f6 blanques peó · g6 negres peó · h6 blanques dama · d5 negres peó · e5 blanques peó · g5 blanques peó · c4 negres peó · d4 blanques peó · f4 blanques torre · c3 blanques peó · g3 blanques cavall · g2 blanques alfil · h2 blanques peó · b1 negres dama · g1 blanques rei | c8 negres alfil · d8 negres dama · e8 negres cavall · f8 negres torre · g8 negres rei · f7 negres peó · h7 negres peó · f6 blanques peó · g6 negres peó · h6 blanques dama · d5 negres peó · e5 blanques peó · g5 blanques peó · c4 negres peó · d4 blanques peó · f4 blanques torre · c3 blanques peó · g3 blanques cavall · g2 blanques alfil · h2 blanques peó · b1 negres dama · g1 blanques rei | c8 negres alfil · d8 negres dama · e8 negres cavall · f8 negres torre · g8 negres rei · f7 negres peó · h7 negres peó · f6 blanques peó · g6 negres peó · h6 blanques dama · d5 negres peó · e5 blanques peó · g5 blanques peó · c4 negres peó · d4 blanques peó · f4 blanques torre · c3 blanques peó · g3 blanques cavall · g2 blanques alfil · h2 blanques peó · b1 negres dama · g1 blanques rei | c8 negres alfil · d8 negres dama · e8 negres cavall · f8 negres torre · g8 negres rei · f7 negres peó · h7 negres peó · f6 blanques peó · g6 negres peó · h6 blanques dama · d5 negres peó · e5 blanques peó · g5 blanques peó · c4 negres peó · d4 blanques peó · f4 blanques torre · c3 blanques peó · g3 blanques cavall · g2 blanques alfil · h2 blanques peó · b1 negres dama · g1 blanques rei | 7 |
| 6 | c8 negres alfil · d8 negres dama · e8 negres cavall · f8 negres torre · g8 negres rei · f7 negres peó · h7 negres peó · f6 blanques peó · g6 negres peó · h6 blanques dama · d5 negres peó · e5 blanques peó · g5 blanques peó · c4 negres peó · d4 blanques peó · f4 blanques torre · c3 blanques peó · g3 blanques cavall · g2 blanques alfil · h2 blanques peó · b1 negres dama · g1 blanques rei | c8 negres alfil · d8 negres dama · e8 negres cavall · f8 negres torre · g8 negres rei · f7 negres peó · h7 negres peó · f6 blanques peó · g6 negres peó · h6 blanques dama · d5 negres peó · e5 blanques peó · g5 blanques peó · c4 negres peó · d4 blanques peó · f4 blanques torre · c3 blanques peó · g3 blanques cavall · g2 blanques alfil · h2 blanques peó · b1 negres dama · g1 blanques rei | c8 negres alfil · d8 negres dama · e8 negres cavall · f8 negres torre · g8 negres rei · f7 negres peó · h7 negres peó · f6 blanques peó · g6 negres peó · h6 blanques dama · d5 negres peó · e5 blanques peó · g5 blanques peó · c4 negres peó · d4 blanques peó · f4 blanques torre · c3 blanques peó · g3 blanques cavall · g2 blanques alfil · h2 blanques peó · b1 negres dama · g1 blanques rei | c8 negres alfil · d8 negres dama · e8 negres cavall · f8 negres torre · g8 negres rei · f7 negres peó · h7 negres peó · f6 blanques peó · g6 negres peó · h6 blanques dama · d5 negres peó · e5 blanques peó · g5 blanques peó · c4 negres peó · d4 blanques peó · f4 blanques torre · c3 blanques peó · g3 blanques cavall · g2 blanques alfil · h2 blanques peó · b1 negres dama · g1 blanques rei | c8 negres alfil · d8 negres dama · e8 negres cavall · f8 negres torre · g8 negres rei · f7 negres peó · h7 negres peó · f6 blanques peó · g6 negres peó · h6 blanques dama · d5 negres peó · e5 blanques peó · g5 blanques peó · c4 negres peó · d4 blanques peó · f4 blanques torre · c3 blanques peó · g3 blanques cavall · g2 blanques alfil · h2 blanques peó · b1 negres dama · g1 blanques rei | c8 negres alfil · d8 negres dama · e8 negres cavall · f8 negres torre · g8 negres rei · f7 negres peó · h7 negres peó · f6 blanques peó · g6 negres peó · h6 blanques dama · d5 negres peó · e5 blanques peó · g5 blanques peó · c4 negres peó · d4 blanques peó · f4 blanques torre · c3 blanques peó · g3 blanques cavall · g2 blanques alfil · h2 blanques peó · b1 negres dama · g1 blanques rei | c8 negres alfil · d8 negres dama · e8 negres cavall · f8 negres torre · g8 negres rei · f7 negres peó · h7 negres peó · f6 blanques peó · g6 negres peó · h6 blanques dama · d5 negres peó · e5 blanques peó · g5 blanques peó · c4 negres peó · d4 blanques peó · f4 blanques torre · c3 blanques peó · g3 blanques cavall · g2 blanques alfil · h2 blanques peó · b1 negres dama · g1 blanques rei | c8 negres alfil · d8 negres dama · e8 negres cavall · f8 negres torre · g8 negres rei · f7 negres peó · h7 negres peó · f6 blanques peó · g6 negres peó · h6 blanques dama · d5 negres peó · e5 blanques peó · g5 blanques peó · c4 negres peó · d4 blanques peó · f4 blanques torre · c3 blanques peó · g3 blanques cavall · g2 blanques alfil · h2 blanques peó · b1 negres dama · g1 blanques rei | 6 |
| 5 | c8 negres alfil · d8 negres dama · e8 negres cavall · f8 negres torre · g8 negres rei · f7 negres peó · h7 negres peó · f6 blanques peó · g6 negres peó · h6 blanques dama · d5 negres peó · e5 blanques peó · g5 blanques peó · c4 negres peó · d4 blanques peó · f4 blanques torre · c3 blanques peó · g3 blanques cavall · g2 blanques alfil · h2 blanques peó · b1 negres dama · g1 blanques rei | c8 negres alfil · d8 negres dama · e8 negres cavall · f8 negres torre · g8 negres rei · f7 negres peó · h7 negres peó · f6 blanques peó · g6 negres peó · h6 blanques dama · d5 negres peó · e5 blanques peó · g5 blanques peó · c4 negres peó · d4 blanques peó · f4 blanques torre · c3 blanques peó · g3 blanques cavall · g2 blanques alfil · h2 blanques peó · b1 negres dama · g1 blanques rei | c8 negres alfil · d8 negres dama · e8 negres cavall · f8 negres torre · g8 negres rei · f7 negres peó · h7 negres peó · f6 blanques peó · g6 negres peó · h6 blanques dama · d5 negres peó · e5 blanques peó · g5 blanques peó · c4 negres peó · d4 blanques peó · f4 blanques torre · c3 blanques peó · g3 blanques cavall · g2 blanques alfil · h2 blanques peó · b1 negres dama · g1 blanques rei | c8 negres alfil · d8 negres dama · e8 negres cavall · f8 negres torre · g8 negres rei · f7 negres peó · h7 negres peó · f6 blanques peó · g6 negres peó · h6 blanques dama · d5 negres peó · e5 blanques peó · g5 blanques peó · c4 negres peó · d4 blanques peó · f4 blanques torre · c3 blanques peó · g3 blanques cavall · g2 blanques alfil · h2 blanques peó · b1 negres dama · g1 blanques rei | c8 negres alfil · d8 negres dama · e8 negres cavall · f8 negres torre · g8 negres rei · f7 negres peó · h7 negres peó · f6 blanques peó · g6 negres peó · h6 blanques dama · d5 negres peó · e5 blanques peó · g5 blanques peó · c4 negres peó · d4 blanques peó · f4 blanques torre · c3 blanques peó · g3 blanques cavall · g2 blanques alfil · h2 blanques peó · b1 negres dama · g1 blanques rei | c8 negres alfil · d8 negres dama · e8 negres cavall · f8 negres torre · g8 negres rei · f7 negres peó · h7 negres peó · f6 blanques peó · g6 negres peó · h6 blanques dama · d5 negres peó · e5 blanques peó · g5 blanques peó · c4 negres peó · d4 blanques peó · f4 blanques torre · c3 blanques peó · g3 blanques cavall · g2 blanques alfil · h2 blanques peó · b1 negres dama · g1 blanques rei | c8 negres alfil · d8 negres dama · e8 negres cavall · f8 negres torre · g8 negres rei · f7 negres peó · h7 negres peó · f6 blanques peó · g6 negres peó · h6 blanques dama · d5 negres peó · e5 blanques peó · g5 blanques peó · c4 negres peó · d4 blanques peó · f4 blanques torre · c3 blanques peó · g3 blanques cavall · g2 blanques alfil · h2 blanques peó · b1 negres dama · g1 blanques rei | c8 negres alfil · d8 negres dama · e8 negres cavall · f8 negres torre · g8 negres rei · f7 negres peó · h7 negres peó · f6 blanques peó · g6 negres peó · h6 blanques dama · d5 negres peó · e5 blanques peó · g5 blanques peó · c4 negres peó · d4 blanques peó · f4 blanques torre · c3 blanques peó · g3 blanques cavall · g2 blanques alfil · h2 blanques peó · b1 negres dama · g1 blanques rei | 5 |
| 4 | c8 negres alfil · d8 negres dama · e8 negres cavall · f8 negres torre · g8 negres rei · f7 negres peó · h7 negres peó · f6 blanques peó · g6 negres peó · h6 blanques dama · d5 negres peó · e5 blanques peó · g5 blanques peó · c4 negres peó · d4 blanques peó · f4 blanques torre · c3 blanques peó · g3 blanques cavall · g2 blanques alfil · h2 blanques peó · b1 negres dama · g1 blanques rei | c8 negres alfil · d8 negres dama · e8 negres cavall · f8 negres torre · g8 negres rei · f7 negres peó · h7 negres peó · f6 blanques peó · g6 negres peó · h6 blanques dama · d5 negres peó · e5 blanques peó · g5 blanques peó · c4 negres peó · d4 blanques peó · f4 blanques torre · c3 blanques peó · g3 blanques cavall · g2 blanques alfil · h2 blanques peó · b1 negres dama · g1 blanques rei | c8 negres alfil · d8 negres dama · e8 negres cavall · f8 negres torre · g8 negres rei · f7 negres peó · h7 negres peó · f6 blanques peó · g6 negres peó · h6 blanques dama · d5 negres peó · e5 blanques peó · g5 blanques peó · c4 negres peó · d4 blanques peó · f4 blanques torre · c3 blanques peó · g3 blanques cavall · g2 blanques alfil · h2 blanques peó · b1 negres dama · g1 blanques rei | c8 negres alfil · d8 negres dama · e8 negres cavall · f8 negres torre · g8 negres rei · f7 negres peó · h7 negres peó · f6 blanques peó · g6 negres peó · h6 blanques dama · d5 negres peó · e5 blanques peó · g5 blanques peó · c4 negres peó · d4 blanques peó · f4 blanques torre · c3 blanques peó · g3 blanques cavall · g2 blanques alfil · h2 blanques peó · b1 negres dama · g1 blanques rei | c8 negres alfil · d8 negres dama · e8 negres cavall · f8 negres torre · g8 negres rei · f7 negres peó · h7 negres peó · f6 blanques peó · g6 negres peó · h6 blanques dama · d5 negres peó · e5 blanques peó · g5 blanques peó · c4 negres peó · d4 blanques peó · f4 blanques torre · c3 blanques peó · g3 blanques cavall · g2 blanques alfil · h2 blanques peó · b1 negres dama · g1 blanques rei | c8 negres alfil · d8 negres dama · e8 negres cavall · f8 negres torre · g8 negres rei · f7 negres peó · h7 negres peó · f6 blanques peó · g6 negres peó · h6 blanques dama · d5 negres peó · e5 blanques peó · g5 blanques peó · c4 negres peó · d4 blanques peó · f4 blanques torre · c3 blanques peó · g3 blanques cavall · g2 blanques alfil · h2 blanques peó · b1 negres dama · g1 blanques rei | c8 negres alfil · d8 negres dama · e8 negres cavall · f8 negres torre · g8 negres rei · f7 negres peó · h7 negres peó · f6 blanques peó · g6 negres peó · h6 blanques dama · d5 negres peó · e5 blanques peó · g5 blanques peó · c4 negres peó · d4 blanques peó · f4 blanques torre · c3 blanques peó · g3 blanques cavall · g2 blanques alfil · h2 blanques peó · b1 negres dama · g1 blanques rei | c8 negres alfil · d8 negres dama · e8 negres cavall · f8 negres torre · g8 negres rei · f7 negres peó · h7 negres peó · f6 blanques peó · g6 negres peó · h6 blanques dama · d5 negres peó · e5 blanques peó · g5 blanques peó · c4 negres peó · d4 blanques peó · f4 blanques torre · c3 blanques peó · g3 blanques cavall · g2 blanques alfil · h2 blanques peó · b1 negres dama · g1 blanques rei | 4 |
| 3 | c8 negres alfil · d8 negres dama · e8 negres cavall · f8 negres torre · g8 negres rei · f7 negres peó · h7 negres peó · f6 blanques peó · g6 negres peó · h6 blanques dama · d5 negres peó · e5 blanques peó · g5 blanques peó · c4 negres peó · d4 blanques peó · f4 blanques torre · c3 blanques peó · g3 blanques cavall · g2 blanques alfil · h2 blanques peó · b1 negres dama · g1 blanques rei | c8 negres alfil · d8 negres dama · e8 negres cavall · f8 negres torre · g8 negres rei · f7 negres peó · h7 negres peó · f6 blanques peó · g6 negres peó · h6 blanques dama · d5 negres peó · e5 blanques peó · g5 blanques peó · c4 negres peó · d4 blanques peó · f4 blanques torre · c3 blanques peó · g3 blanques cavall · g2 blanques alfil · h2 blanques peó · b1 negres dama · g1 blanques rei | c8 negres alfil · d8 negres dama · e8 negres cavall · f8 negres torre · g8 negres rei · f7 negres peó · h7 negres peó · f6 blanques peó · g6 negres peó · h6 blanques dama · d5 negres peó · e5 blanques peó · g5 blanques peó · c4 negres peó · d4 blanques peó · f4 blanques torre · c3 blanques peó · g3 blanques cavall · g2 blanques alfil · h2 blanques peó · b1 negres dama · g1 blanques rei | c8 negres alfil · d8 negres dama · e8 negres cavall · f8 negres torre · g8 negres rei · f7 negres peó · h7 negres peó · f6 blanques peó · g6 negres peó · h6 blanques dama · d5 negres peó · e5 blanques peó · g5 blanques peó · c4 negres peó · d4 blanques peó · f4 blanques torre · c3 blanques peó · g3 blanques cavall · g2 blanques alfil · h2 blanques peó · b1 negres dama · g1 blanques rei | c8 negres alfil · d8 negres dama · e8 negres cavall · f8 negres torre · g8 negres rei · f7 negres peó · h7 negres peó · f6 blanques peó · g6 negres peó · h6 blanques dama · d5 negres peó · e5 blanques peó · g5 blanques peó · c4 negres peó · d4 blanques peó · f4 blanques torre · c3 blanques peó · g3 blanques cavall · g2 blanques alfil · h2 blanques peó · b1 negres dama · g1 blanques rei | c8 negres alfil · d8 negres dama · e8 negres cavall · f8 negres torre · g8 negres rei · f7 negres peó · h7 negres peó · f6 blanques peó · g6 negres peó · h6 blanques dama · d5 negres peó · e5 blanques peó · g5 blanques peó · c4 negres peó · d4 blanques peó · f4 blanques torre · c3 blanques peó · g3 blanques cavall · g2 blanques alfil · h2 blanques peó · b1 negres dama · g1 blanques rei | c8 negres alfil · d8 negres dama · e8 negres cavall · f8 negres torre · g8 negres rei · f7 negres peó · h7 negres peó · f6 blanques peó · g6 negres peó · h6 blanques dama · d5 negres peó · e5 blanques peó · g5 blanques peó · c4 negres peó · d4 blanques peó · f4 blanques torre · c3 blanques peó · g3 blanques cavall · g2 blanques alfil · h2 blanques peó · b1 negres dama · g1 blanques rei | c8 negres alfil · d8 negres dama · e8 negres cavall · f8 negres torre · g8 negres rei · f7 negres peó · h7 negres peó · f6 blanques peó · g6 negres peó · h6 blanques dama · d5 negres peó · e5 blanques peó · g5 blanques peó · c4 negres peó · d4 blanques peó · f4 blanques torre · c3 blanques peó · g3 blanques cavall · g2 blanques alfil · h2 blanques peó · b1 negres dama · g1 blanques rei | 3 |
| 2 | c8 negres alfil · d8 negres dama · e8 negres cavall · f8 negres torre · g8 negres rei · f7 negres peó · h7 negres peó · f6 blanques peó · g6 negres peó · h6 blanques dama · d5 negres peó · e5 blanques peó · g5 blanques peó · c4 negres peó · d4 blanques peó · f4 blanques torre · c3 blanques peó · g3 blanques cavall · g2 blanques alfil · h2 blanques peó · b1 negres dama · g1 blanques rei | c8 negres alfil · d8 negres dama · e8 negres cavall · f8 negres torre · g8 negres rei · f7 negres peó · h7 negres peó · f6 blanques peó · g6 negres peó · h6 blanques dama · d5 negres peó · e5 blanques peó · g5 blanques peó · c4 negres peó · d4 blanques peó · f4 blanques torre · c3 blanques peó · g3 blanques cavall · g2 blanques alfil · h2 blanques peó · b1 negres dama · g1 blanques rei | c8 negres alfil · d8 negres dama · e8 negres cavall · f8 negres torre · g8 negres rei · f7 negres peó · h7 negres peó · f6 blanques peó · g6 negres peó · h6 blanques dama · d5 negres peó · e5 blanques peó · g5 blanques peó · c4 negres peó · d4 blanques peó · f4 blanques torre · c3 blanques peó · g3 blanques cavall · g2 blanques alfil · h2 blanques peó · b1 negres dama · g1 blanques rei | c8 negres alfil · d8 negres dama · e8 negres cavall · f8 negres torre · g8 negres rei · f7 negres peó · h7 negres peó · f6 blanques peó · g6 negres peó · h6 blanques dama · d5 negres peó · e5 blanques peó · g5 blanques peó · c4 negres peó · d4 blanques peó · f4 blanques torre · c3 blanques peó · g3 blanques cavall · g2 blanques alfil · h2 blanques peó · b1 negres dama · g1 blanques rei | c8 negres alfil · d8 negres dama · e8 negres cavall · f8 negres torre · g8 negres rei · f7 negres peó · h7 negres peó · f6 blanques peó · g6 negres peó · h6 blanques dama · d5 negres peó · e5 blanques peó · g5 blanques peó · c4 negres peó · d4 blanques peó · f4 blanques torre · c3 blanques peó · g3 blanques cavall · g2 blanques alfil · h2 blanques peó · b1 negres dama · g1 blanques rei | c8 negres alfil · d8 negres dama · e8 negres cavall · f8 negres torre · g8 negres rei · f7 negres peó · h7 negres peó · f6 blanques peó · g6 negres peó · h6 blanques dama · d5 negres peó · e5 blanques peó · g5 blanques peó · c4 negres peó · d4 blanques peó · f4 blanques torre · c3 blanques peó · g3 blanques cavall · g2 blanques alfil · h2 blanques peó · b1 negres dama · g1 blanques rei | c8 negres alfil · d8 negres dama · e8 negres cavall · f8 negres torre · g8 negres rei · f7 negres peó · h7 negres peó · f6 blanques peó · g6 negres peó · h6 blanques dama · d5 negres peó · e5 blanques peó · g5 blanques peó · c4 negres peó · d4 blanques peó · f4 blanques torre · c3 blanques peó · g3 blanques cavall · g2 blanques alfil · h2 blanques peó · b1 negres dama · g1 blanques rei | c8 negres alfil · d8 negres dama · e8 negres cavall · f8 negres torre · g8 negres rei · f7 negres peó · h7 negres peó · f6 blanques peó · g6 negres peó · h6 blanques dama · d5 negres peó · e5 blanques peó · g5 blanques peó · c4 negres peó · d4 blanques peó · f4 blanques torre · c3 blanques peó · g3 blanques cavall · g2 blanques alfil · h2 blanques peó · b1 negres dama · g1 blanques rei | 2 |
| 1 | c8 negres alfil · d8 negres dama · e8 negres cavall · f8 negres torre · g8 negres rei · f7 negres peó · h7 negres peó · f6 blanques peó · g6 negres peó · h6 blanques dama · d5 negres peó · e5 blanques peó · g5 blanques peó · c4 negres peó · d4 blanques peó · f4 blanques torre · c3 blanques peó · g3 blanques cavall · g2 blanques alfil · h2 blanques peó · b1 negres dama · g1 blanques rei | c8 negres alfil · d8 negres dama · e8 negres cavall · f8 negres torre · g8 negres rei · f7 negres peó · h7 negres peó · f6 blanques peó · g6 negres peó · h6 blanques dama · d5 negres peó · e5 blanques peó · g5 blanques peó · c4 negres peó · d4 blanques peó · f4 blanques torre · c3 blanques peó · g3 blanques cavall · g2 blanques alfil · h2 blanques peó · b1 negres dama · g1 blanques rei | c8 negres alfil · d8 negres dama · e8 negres cavall · f8 negres torre · g8 negres rei · f7 negres peó · h7 negres peó · f6 blanques peó · g6 negres peó · h6 blanques dama · d5 negres peó · e5 blanques peó · g5 blanques peó · c4 negres peó · d4 blanques peó · f4 blanques torre · c3 blanques peó · g3 blanques cavall · g2 blanques alfil · h2 blanques peó · b1 negres dama · g1 blanques rei | c8 negres alfil · d8 negres dama · e8 negres cavall · f8 negres torre · g8 negres rei · f7 negres peó · h7 negres peó · f6 blanques peó · g6 negres peó · h6 blanques dama · d5 negres peó · e5 blanques peó · g5 blanques peó · c4 negres peó · d4 blanques peó · f4 blanques torre · c3 blanques peó · g3 blanques cavall · g2 blanques alfil · h2 blanques peó · b1 negres dama · g1 blanques rei | c8 negres alfil · d8 negres dama · e8 negres cavall · f8 negres torre · g8 negres rei · f7 negres peó · h7 negres peó · f6 blanques peó · g6 negres peó · h6 blanques dama · d5 negres peó · e5 blanques peó · g5 blanques peó · c4 negres peó · d4 blanques peó · f4 blanques torre · c3 blanques peó · g3 blanques cavall · g2 blanques alfil · h2 blanques peó · b1 negres dama · g1 blanques rei | c8 negres alfil · d8 negres dama · e8 negres cavall · f8 negres torre · g8 negres rei · f7 negres peó · h7 negres peó · f6 blanques peó · g6 negres peó · h6 blanques dama · d5 negres peó · e5 blanques peó · g5 blanques peó · c4 negres peó · d4 blanques peó · f4 blanques torre · c3 blanques peó · g3 blanques cavall · g2 blanques alfil · h2 blanques peó · b1 negres dama · g1 blanques rei | c8 negres alfil · d8 negres dama · e8 negres cavall · f8 negres torre · g8 negres rei · f7 negres peó · h7 negres peó · f6 blanques peó · g6 negres peó · h6 blanques dama · d5 negres peó · e5 blanques peó · g5 blanques peó · c4 negres peó · d4 blanques peó · f4 blanques torre · c3 blanques peó · g3 blanques cavall · g2 blanques alfil · h2 blanques peó · b1 negres dama · g1 blanques rei | c8 negres alfil · d8 negres dama · e8 negres cavall · f8 negres torre · g8 negres rei · f7 negres peó · h7 negres peó · f6 blanques peó · g6 negres peó · h6 blanques dama · d5 negres peó · e5 blanques peó · g5 blanques peó · c4 negres peó · d4 blanques peó · f4 blanques torre · c3 blanques peó · g3 blanques cavall · g2 blanques alfil · h2 blanques peó · b1 negres dama · g1 blanques rei | 1 |
|   | a | b | c | d | e | f | g | h |   |

Defensa Nimzoíndia, Sistema Saemisch (ECO E25) 
1. d4 Cf6 2. c4 e6 3. Cc3 Ab4 4. f3 d5 5. a3 Axc3+ 6. bxc3 c5 7. cxd5 exd5 8. e3 c4 9. Ce2 Cc6 10. g4 0-0 11. Ag2 Ca5 12. 0-0 Cb3 13. Ta2 b5 14. Cg3 a5 15. g5 Ce8 16. e4 Cxc1 17. Dxc1 Ta6 18. e5 Cc7 19. f4 b4 20. axb4 axb4 21. Txa6 Cxa6 22. f5 b3 23. Df4 Cc7 24. f6 g6 25. Dh4 Ce8 26. Dh6 b2 27. Tf4 b1=D+ (diagrama) 28. Cf1 De1 0–1

#### Partida 10, Carlsen–Anand ½–½
|   | a | b | c | d | e | f | g | h |   |
| 8 | c8 negres torre · e8 negres cavall · g8 negres rei · b7 negres peó · d7 negres torre · f7 negres peó · g7 negres peó · a6 negres peó · d6 negres peó · e6 negres peó · h6 negres peó · a5 blanques peó · e5 blanques peó · g5 negres dama · c4 blanques peó · d4 blanques torre · b3 blanques peó · e3 blanques torre · h3 blanques peó · d2 blanques dama · e2 blanques cavall · f2 blanques peó · g2 blanques peó · g1 blanques rei | c8 negres torre · e8 negres cavall · g8 negres rei · b7 negres peó · d7 negres torre · f7 negres peó · g7 negres peó · a6 negres peó · d6 negres peó · e6 negres peó · h6 negres peó · a5 blanques peó · e5 blanques peó · g5 negres dama · c4 blanques peó · d4 blanques torre · b3 blanques peó · e3 blanques torre · h3 blanques peó · d2 blanques dama · e2 blanques cavall · f2 blanques peó · g2 blanques peó · g1 blanques rei | c8 negres torre · e8 negres cavall · g8 negres rei · b7 negres peó · d7 negres torre · f7 negres peó · g7 negres peó · a6 negres peó · d6 negres peó · e6 negres peó · h6 negres peó · a5 blanques peó · e5 blanques peó · g5 negres dama · c4 blanques peó · d4 blanques torre · b3 blanques peó · e3 blanques torre · h3 blanques peó · d2 blanques dama · e2 blanques cavall · f2 blanques peó · g2 blanques peó · g1 blanques rei | c8 negres torre · e8 negres cavall · g8 negres rei · b7 negres peó · d7 negres torre · f7 negres peó · g7 negres peó · a6 negres peó · d6 negres peó · e6 negres peó · h6 negres peó · a5 blanques peó · e5 blanques peó · g5 negres dama · c4 blanques peó · d4 blanques torre · b3 blanques peó · e3 blanques torre · h3 blanques peó · d2 blanques dama · e2 blanques cavall · f2 blanques peó · g2 blanques peó · g1 blanques rei | c8 negres torre · e8 negres cavall · g8 negres rei · b7 negres peó · d7 negres torre · f7 negres peó · g7 negres peó · a6 negres peó · d6 negres peó · e6 negres peó · h6 negres peó · a5 blanques peó · e5 blanques peó · g5 negres dama · c4 blanques peó · d4 blanques torre · b3 blanques peó · e3 blanques torre · h3 blanques peó · d2 blanques dama · e2 blanques cavall · f2 blanques peó · g2 blanques peó · g1 blanques rei | c8 negres torre · e8 negres cavall · g8 negres rei · b7 negres peó · d7 negres torre · f7 negres peó · g7 negres peó · a6 negres peó · d6 negres peó · e6 negres peó · h6 negres peó · a5 blanques peó · e5 blanques peó · g5 negres dama · c4 blanques peó · d4 blanques torre · b3 blanques peó · e3 blanques torre · h3 blanques peó · d2 blanques dama · e2 blanques cavall · f2 blanques peó · g2 blanques peó · g1 blanques rei | c8 negres torre · e8 negres cavall · g8 negres rei · b7 negres peó · d7 negres torre · f7 negres peó · g7 negres peó · a6 negres peó · d6 negres peó · e6 negres peó · h6 negres peó · a5 blanques peó · e5 blanques peó · g5 negres dama · c4 blanques peó · d4 blanques torre · b3 blanques peó · e3 blanques torre · h3 blanques peó · d2 blanques dama · e2 blanques cavall · f2 blanques peó · g2 blanques peó · g1 blanques rei | c8 negres torre · e8 negres cavall · g8 negres rei · b7 negres peó · d7 negres torre · f7 negres peó · g7 negres peó · a6 negres peó · d6 negres peó · e6 negres peó · h6 negres peó · a5 blanques peó · e5 blanques peó · g5 negres dama · c4 blanques peó · d4 blanques torre · b3 blanques peó · e3 blanques torre · h3 blanques peó · d2 blanques dama · e2 blanques cavall · f2 blanques peó · g2 blanques peó · g1 blanques rei | 8 |
| 7 | c8 negres torre · e8 negres cavall · g8 negres rei · b7 negres peó · d7 negres torre · f7 negres peó · g7 negres peó · a6 negres peó · d6 negres peó · e6 negres peó · h6 negres peó · a5 blanques peó · e5 blanques peó · g5 negres dama · c4 blanques peó · d4 blanques torre · b3 blanques peó · e3 blanques torre · h3 blanques peó · d2 blanques dama · e2 blanques cavall · f2 blanques peó · g2 blanques peó · g1 blanques rei | c8 negres torre · e8 negres cavall · g8 negres rei · b7 negres peó · d7 negres torre · f7 negres peó · g7 negres peó · a6 negres peó · d6 negres peó · e6 negres peó · h6 negres peó · a5 blanques peó · e5 blanques peó · g5 negres dama · c4 blanques peó · d4 blanques torre · b3 blanques peó · e3 blanques torre · h3 blanques peó · d2 blanques dama · e2 blanques cavall · f2 blanques peó · g2 blanques peó · g1 blanques rei | c8 negres torre · e8 negres cavall · g8 negres rei · b7 negres peó · d7 negres torre · f7 negres peó · g7 negres peó · a6 negres peó · d6 negres peó · e6 negres peó · h6 negres peó · a5 blanques peó · e5 blanques peó · g5 negres dama · c4 blanques peó · d4 blanques torre · b3 blanques peó · e3 blanques torre · h3 blanques peó · d2 blanques dama · e2 blanques cavall · f2 blanques peó · g2 blanques peó · g1 blanques rei | c8 negres torre · e8 negres cavall · g8 negres rei · b7 negres peó · d7 negres torre · f7 negres peó · g7 negres peó · a6 negres peó · d6 negres peó · e6 negres peó · h6 negres peó · a5 blanques peó · e5 blanques peó · g5 negres dama · c4 blanques peó · d4 blanques torre · b3 blanques peó · e3 blanques torre · h3 blanques peó · d2 blanques dama · e2 blanques cavall · f2 blanques peó · g2 blanques peó · g1 blanques rei | c8 negres torre · e8 negres cavall · g8 negres rei · b7 negres peó · d7 negres torre · f7 negres peó · g7 negres peó · a6 negres peó · d6 negres peó · e6 negres peó · h6 negres peó · a5 blanques peó · e5 blanques peó · g5 negres dama · c4 blanques peó · d4 blanques torre · b3 blanques peó · e3 blanques torre · h3 blanques peó · d2 blanques dama · e2 blanques cavall · f2 blanques peó · g2 blanques peó · g1 blanques rei | c8 negres torre · e8 negres cavall · g8 negres rei · b7 negres peó · d7 negres torre · f7 negres peó · g7 negres peó · a6 negres peó · d6 negres peó · e6 negres peó · h6 negres peó · a5 blanques peó · e5 blanques peó · g5 negres dama · c4 blanques peó · d4 blanques torre · b3 blanques peó · e3 blanques torre · h3 blanques peó · d2 blanques dama · e2 blanques cavall · f2 blanques peó · g2 blanques peó · g1 blanques rei | c8 negres torre · e8 negres cavall · g8 negres rei · b7 negres peó · d7 negres torre · f7 negres peó · g7 negres peó · a6 negres peó · d6 negres peó · e6 negres peó · h6 negres peó · a5 blanques peó · e5 blanques peó · g5 negres dama · c4 blanques peó · d4 blanques torre · b3 blanques peó · e3 blanques torre · h3 blanques peó · d2 blanques dama · e2 blanques cavall · f2 blanques peó · g2 blanques peó · g1 blanques rei | c8 negres torre · e8 negres cavall · g8 negres rei · b7 negres peó · d7 negres torre · f7 negres peó · g7 negres peó · a6 negres peó · d6 negres peó · e6 negres peó · h6 negres peó · a5 blanques peó · e5 blanques peó · g5 negres dama · c4 blanques peó · d4 blanques torre · b3 blanques peó · e3 blanques torre · h3 blanques peó · d2 blanques dama · e2 blanques cavall · f2 blanques peó · g2 blanques peó · g1 blanques rei | 7 |
| 6 | c8 negres torre · e8 negres cavall · g8 negres rei · b7 negres peó · d7 negres torre · f7 negres peó · g7 negres peó · a6 negres peó · d6 negres peó · e6 negres peó · h6 negres peó · a5 blanques peó · e5 blanques peó · g5 negres dama · c4 blanques peó · d4 blanques torre · b3 blanques peó · e3 blanques torre · h3 blanques peó · d2 blanques dama · e2 blanques cavall · f2 blanques peó · g2 blanques peó · g1 blanques rei | c8 negres torre · e8 negres cavall · g8 negres rei · b7 negres peó · d7 negres torre · f7 negres peó · g7 negres peó · a6 negres peó · d6 negres peó · e6 negres peó · h6 negres peó · a5 blanques peó · e5 blanques peó · g5 negres dama · c4 blanques peó · d4 blanques torre · b3 blanques peó · e3 blanques torre · h3 blanques peó · d2 blanques dama · e2 blanques cavall · f2 blanques peó · g2 blanques peó · g1 blanques rei | c8 negres torre · e8 negres cavall · g8 negres rei · b7 negres peó · d7 negres torre · f7 negres peó · g7 negres peó · a6 negres peó · d6 negres peó · e6 negres peó · h6 negres peó · a5 blanques peó · e5 blanques peó · g5 negres dama · c4 blanques peó · d4 blanques torre · b3 blanques peó · e3 blanques torre · h3 blanques peó · d2 blanques dama · e2 blanques cavall · f2 blanques peó · g2 blanques peó · g1 blanques rei | c8 negres torre · e8 negres cavall · g8 negres rei · b7 negres peó · d7 negres torre · f7 negres peó · g7 negres peó · a6 negres peó · d6 negres peó · e6 negres peó · h6 negres peó · a5 blanques peó · e5 blanques peó · g5 negres dama · c4 blanques peó · d4 blanques torre · b3 blanques peó · e3 blanques torre · h3 blanques peó · d2 blanques dama · e2 blanques cavall · f2 blanques peó · g2 blanques peó · g1 blanques rei | c8 negres torre · e8 negres cavall · g8 negres rei · b7 negres peó · d7 negres torre · f7 negres peó · g7 negres peó · a6 negres peó · d6 negres peó · e6 negres peó · h6 negres peó · a5 blanques peó · e5 blanques peó · g5 negres dama · c4 blanques peó · d4 blanques torre · b3 blanques peó · e3 blanques torre · h3 blanques peó · d2 blanques dama · e2 blanques cavall · f2 blanques peó · g2 blanques peó · g1 blanques rei | c8 negres torre · e8 negres cavall · g8 negres rei · b7 negres peó · d7 negres torre · f7 negres peó · g7 negres peó · a6 negres peó · d6 negres peó · e6 negres peó · h6 negres peó · a5 blanques peó · e5 blanques peó · g5 negres dama · c4 blanques peó · d4 blanques torre · b3 blanques peó · e3 blanques torre · h3 blanques peó · d2 blanques dama · e2 blanques cavall · f2 blanques peó · g2 blanques peó · g1 blanques rei | c8 negres torre · e8 negres cavall · g8 negres rei · b7 negres peó · d7 negres torre · f7 negres peó · g7 negres peó · a6 negres peó · d6 negres peó · e6 negres peó · h6 negres peó · a5 blanques peó · e5 blanques peó · g5 negres dama · c4 blanques peó · d4 blanques torre · b3 blanques peó · e3 blanques torre · h3 blanques peó · d2 blanques dama · e2 blanques cavall · f2 blanques peó · g2 blanques peó · g1 blanques rei | c8 negres torre · e8 negres cavall · g8 negres rei · b7 negres peó · d7 negres torre · f7 negres peó · g7 negres peó · a6 negres peó · d6 negres peó · e6 negres peó · h6 negres peó · a5 blanques peó · e5 blanques peó · g5 negres dama · c4 blanques peó · d4 blanques torre · b3 blanques peó · e3 blanques torre · h3 blanques peó · d2 blanques dama · e2 blanques cavall · f2 blanques peó · g2 blanques peó · g1 blanques rei | 6 |
| 5 | c8 negres torre · e8 negres cavall · g8 negres rei · b7 negres peó · d7 negres torre · f7 negres peó · g7 negres peó · a6 negres peó · d6 negres peó · e6 negres peó · h6 negres peó · a5 blanques peó · e5 blanques peó · g5 negres dama · c4 blanques peó · d4 blanques torre · b3 blanques peó · e3 blanques torre · h3 blanques peó · d2 blanques dama · e2 blanques cavall · f2 blanques peó · g2 blanques peó · g1 blanques rei | c8 negres torre · e8 negres cavall · g8 negres rei · b7 negres peó · d7 negres torre · f7 negres peó · g7 negres peó · a6 negres peó · d6 negres peó · e6 negres peó · h6 negres peó · a5 blanques peó · e5 blanques peó · g5 negres dama · c4 blanques peó · d4 blanques torre · b3 blanques peó · e3 blanques torre · h3 blanques peó · d2 blanques dama · e2 blanques cavall · f2 blanques peó · g2 blanques peó · g1 blanques rei | c8 negres torre · e8 negres cavall · g8 negres rei · b7 negres peó · d7 negres torre · f7 negres peó · g7 negres peó · a6 negres peó · d6 negres peó · e6 negres peó · h6 negres peó · a5 blanques peó · e5 blanques peó · g5 negres dama · c4 blanques peó · d4 blanques torre · b3 blanques peó · e3 blanques torre · h3 blanques peó · d2 blanques dama · e2 blanques cavall · f2 blanques peó · g2 blanques peó · g1 blanques rei | c8 negres torre · e8 negres cavall · g8 negres rei · b7 negres peó · d7 negres torre · f7 negres peó · g7 negres peó · a6 negres peó · d6 negres peó · e6 negres peó · h6 negres peó · a5 blanques peó · e5 blanques peó · g5 negres dama · c4 blanques peó · d4 blanques torre · b3 blanques peó · e3 blanques torre · h3 blanques peó · d2 blanques dama · e2 blanques cavall · f2 blanques peó · g2 blanques peó · g1 blanques rei | c8 negres torre · e8 negres cavall · g8 negres rei · b7 negres peó · d7 negres torre · f7 negres peó · g7 negres peó · a6 negres peó · d6 negres peó · e6 negres peó · h6 negres peó · a5 blanques peó · e5 blanques peó · g5 negres dama · c4 blanques peó · d4 blanques torre · b3 blanques peó · e3 blanques torre · h3 blanques peó · d2 blanques dama · e2 blanques cavall · f2 blanques peó · g2 blanques peó · g1 blanques rei | c8 negres torre · e8 negres cavall · g8 negres rei · b7 negres peó · d7 negres torre · f7 negres peó · g7 negres peó · a6 negres peó · d6 negres peó · e6 negres peó · h6 negres peó · a5 blanques peó · e5 blanques peó · g5 negres dama · c4 blanques peó · d4 blanques torre · b3 blanques peó · e3 blanques torre · h3 blanques peó · d2 blanques dama · e2 blanques cavall · f2 blanques peó · g2 blanques peó · g1 blanques rei | c8 negres torre · e8 negres cavall · g8 negres rei · b7 negres peó · d7 negres torre · f7 negres peó · g7 negres peó · a6 negres peó · d6 negres peó · e6 negres peó · h6 negres peó · a5 blanques peó · e5 blanques peó · g5 negres dama · c4 blanques peó · d4 blanques torre · b3 blanques peó · e3 blanques torre · h3 blanques peó · d2 blanques dama · e2 blanques cavall · f2 blanques peó · g2 blanques peó · g1 blanques rei | c8 negres torre · e8 negres cavall · g8 negres rei · b7 negres peó · d7 negres torre · f7 negres peó · g7 negres peó · a6 negres peó · d6 negres peó · e6 negres peó · h6 negres peó · a5 blanques peó · e5 blanques peó · g5 negres dama · c4 blanques peó · d4 blanques torre · b3 blanques peó · e3 blanques torre · h3 blanques peó · d2 blanques dama · e2 blanques cavall · f2 blanques peó · g2 blanques peó · g1 blanques rei | 5 |
| 4 | c8 negres torre · e8 negres cavall · g8 negres rei · b7 negres peó · d7 negres torre · f7 negres peó · g7 negres peó · a6 negres peó · d6 negres peó · e6 negres peó · h6 negres peó · a5 blanques peó · e5 blanques peó · g5 negres dama · c4 blanques peó · d4 blanques torre · b3 blanques peó · e3 blanques torre · h3 blanques peó · d2 blanques dama · e2 blanques cavall · f2 blanques peó · g2 blanques peó · g1 blanques rei | c8 negres torre · e8 negres cavall · g8 negres rei · b7 negres peó · d7 negres torre · f7 negres peó · g7 negres peó · a6 negres peó · d6 negres peó · e6 negres peó · h6 negres peó · a5 blanques peó · e5 blanques peó · g5 negres dama · c4 blanques peó · d4 blanques torre · b3 blanques peó · e3 blanques torre · h3 blanques peó · d2 blanques dama · e2 blanques cavall · f2 blanques peó · g2 blanques peó · g1 blanques rei | c8 negres torre · e8 negres cavall · g8 negres rei · b7 negres peó · d7 negres torre · f7 negres peó · g7 negres peó · a6 negres peó · d6 negres peó · e6 negres peó · h6 negres peó · a5 blanques peó · e5 blanques peó · g5 negres dama · c4 blanques peó · d4 blanques torre · b3 blanques peó · e3 blanques torre · h3 blanques peó · d2 blanques dama · e2 blanques cavall · f2 blanques peó · g2 blanques peó · g1 blanques rei | c8 negres torre · e8 negres cavall · g8 negres rei · b7 negres peó · d7 negres torre · f7 negres peó · g7 negres peó · a6 negres peó · d6 negres peó · e6 negres peó · h6 negres peó · a5 blanques peó · e5 blanques peó · g5 negres dama · c4 blanques peó · d4 blanques torre · b3 blanques peó · e3 blanques torre · h3 blanques peó · d2 blanques dama · e2 blanques cavall · f2 blanques peó · g2 blanques peó · g1 blanques rei | c8 negres torre · e8 negres cavall · g8 negres rei · b7 negres peó · d7 negres torre · f7 negres peó · g7 negres peó · a6 negres peó · d6 negres peó · e6 negres peó · h6 negres peó · a5 blanques peó · e5 blanques peó · g5 negres dama · c4 blanques peó · d4 blanques torre · b3 blanques peó · e3 blanques torre · h3 blanques peó · d2 blanques dama · e2 blanques cavall · f2 blanques peó · g2 blanques peó · g1 blanques rei | c8 negres torre · e8 negres cavall · g8 negres rei · b7 negres peó · d7 negres torre · f7 negres peó · g7 negres peó · a6 negres peó · d6 negres peó · e6 negres peó · h6 negres peó · a5 blanques peó · e5 blanques peó · g5 negres dama · c4 blanques peó · d4 blanques torre · b3 blanques peó · e3 blanques torre · h3 blanques peó · d2 blanques dama · e2 blanques cavall · f2 blanques peó · g2 blanques peó · g1 blanques rei | c8 negres torre · e8 negres cavall · g8 negres rei · b7 negres peó · d7 negres torre · f7 negres peó · g7 negres peó · a6 negres peó · d6 negres peó · e6 negres peó · h6 negres peó · a5 blanques peó · e5 blanques peó · g5 negres dama · c4 blanques peó · d4 blanques torre · b3 blanques peó · e3 blanques torre · h3 blanques peó · d2 blanques dama · e2 blanques cavall · f2 blanques peó · g2 blanques peó · g1 blanques rei | c8 negres torre · e8 negres cavall · g8 negres rei · b7 negres peó · d7 negres torre · f7 negres peó · g7 negres peó · a6 negres peó · d6 negres peó · e6 negres peó · h6 negres peó · a5 blanques peó · e5 blanques peó · g5 negres dama · c4 blanques peó · d4 blanques torre · b3 blanques peó · e3 blanques torre · h3 blanques peó · d2 blanques dama · e2 blanques cavall · f2 blanques peó · g2 blanques peó · g1 blanques rei | 4 |
| 3 | c8 negres torre · e8 negres cavall · g8 negres rei · b7 negres peó · d7 negres torre · f7 negres peó · g7 negres peó · a6 negres peó · d6 negres peó · e6 negres peó · h6 negres peó · a5 blanques peó · e5 blanques peó · g5 negres dama · c4 blanques peó · d4 blanques torre · b3 blanques peó · e3 blanques torre · h3 blanques peó · d2 blanques dama · e2 blanques cavall · f2 blanques peó · g2 blanques peó · g1 blanques rei | c8 negres torre · e8 negres cavall · g8 negres rei · b7 negres peó · d7 negres torre · f7 negres peó · g7 negres peó · a6 negres peó · d6 negres peó · e6 negres peó · h6 negres peó · a5 blanques peó · e5 blanques peó · g5 negres dama · c4 blanques peó · d4 blanques torre · b3 blanques peó · e3 blanques torre · h3 blanques peó · d2 blanques dama · e2 blanques cavall · f2 blanques peó · g2 blanques peó · g1 blanques rei | c8 negres torre · e8 negres cavall · g8 negres rei · b7 negres peó · d7 negres torre · f7 negres peó · g7 negres peó · a6 negres peó · d6 negres peó · e6 negres peó · h6 negres peó · a5 blanques peó · e5 blanques peó · g5 negres dama · c4 blanques peó · d4 blanques torre · b3 blanques peó · e3 blanques torre · h3 blanques peó · d2 blanques dama · e2 blanques cavall · f2 blanques peó · g2 blanques peó · g1 blanques rei | c8 negres torre · e8 negres cavall · g8 negres rei · b7 negres peó · d7 negres torre · f7 negres peó · g7 negres peó · a6 negres peó · d6 negres peó · e6 negres peó · h6 negres peó · a5 blanques peó · e5 blanques peó · g5 negres dama · c4 blanques peó · d4 blanques torre · b3 blanques peó · e3 blanques torre · h3 blanques peó · d2 blanques dama · e2 blanques cavall · f2 blanques peó · g2 blanques peó · g1 blanques rei | c8 negres torre · e8 negres cavall · g8 negres rei · b7 negres peó · d7 negres torre · f7 negres peó · g7 negres peó · a6 negres peó · d6 negres peó · e6 negres peó · h6 negres peó · a5 blanques peó · e5 blanques peó · g5 negres dama · c4 blanques peó · d4 blanques torre · b3 blanques peó · e3 blanques torre · h3 blanques peó · d2 blanques dama · e2 blanques cavall · f2 blanques peó · g2 blanques peó · g1 blanques rei | c8 negres torre · e8 negres cavall · g8 negres rei · b7 negres peó · d7 negres torre · f7 negres peó · g7 negres peó · a6 negres peó · d6 negres peó · e6 negres peó · h6 negres peó · a5 blanques peó · e5 blanques peó · g5 negres dama · c4 blanques peó · d4 blanques torre · b3 blanques peó · e3 blanques torre · h3 blanques peó · d2 blanques dama · e2 blanques cavall · f2 blanques peó · g2 blanques peó · g1 blanques rei | c8 negres torre · e8 negres cavall · g8 negres rei · b7 negres peó · d7 negres torre · f7 negres peó · g7 negres peó · a6 negres peó · d6 negres peó · e6 negres peó · h6 negres peó · a5 blanques peó · e5 blanques peó · g5 negres dama · c4 blanques peó · d4 blanques torre · b3 blanques peó · e3 blanques torre · h3 blanques peó · d2 blanques dama · e2 blanques cavall · f2 blanques peó · g2 blanques peó · g1 blanques rei | c8 negres torre · e8 negres cavall · g8 negres rei · b7 negres peó · d7 negres torre · f7 negres peó · g7 negres peó · a6 negres peó · d6 negres peó · e6 negres peó · h6 negres peó · a5 blanques peó · e5 blanques peó · g5 negres dama · c4 blanques peó · d4 blanques torre · b3 blanques peó · e3 blanques torre · h3 blanques peó · d2 blanques dama · e2 blanques cavall · f2 blanques peó · g2 blanques peó · g1 blanques rei | 3 |
| 2 | c8 negres torre · e8 negres cavall · g8 negres rei · b7 negres peó · d7 negres torre · f7 negres peó · g7 negres peó · a6 negres peó · d6 negres peó · e6 negres peó · h6 negres peó · a5 blanques peó · e5 blanques peó · g5 negres dama · c4 blanques peó · d4 blanques torre · b3 blanques peó · e3 blanques torre · h3 blanques peó · d2 blanques dama · e2 blanques cavall · f2 blanques peó · g2 blanques peó · g1 blanques rei | c8 negres torre · e8 negres cavall · g8 negres rei · b7 negres peó · d7 negres torre · f7 negres peó · g7 negres peó · a6 negres peó · d6 negres peó · e6 negres peó · h6 negres peó · a5 blanques peó · e5 blanques peó · g5 negres dama · c4 blanques peó · d4 blanques torre · b3 blanques peó · e3 blanques torre · h3 blanques peó · d2 blanques dama · e2 blanques cavall · f2 blanques peó · g2 blanques peó · g1 blanques rei | c8 negres torre · e8 negres cavall · g8 negres rei · b7 negres peó · d7 negres torre · f7 negres peó · g7 negres peó · a6 negres peó · d6 negres peó · e6 negres peó · h6 negres peó · a5 blanques peó · e5 blanques peó · g5 negres dama · c4 blanques peó · d4 blanques torre · b3 blanques peó · e3 blanques torre · h3 blanques peó · d2 blanques dama · e2 blanques cavall · f2 blanques peó · g2 blanques peó · g1 blanques rei | c8 negres torre · e8 negres cavall · g8 negres rei · b7 negres peó · d7 negres torre · f7 negres peó · g7 negres peó · a6 negres peó · d6 negres peó · e6 negres peó · h6 negres peó · a5 blanques peó · e5 blanques peó · g5 negres dama · c4 blanques peó · d4 blanques torre · b3 blanques peó · e3 blanques torre · h3 blanques peó · d2 blanques dama · e2 blanques cavall · f2 blanques peó · g2 blanques peó · g1 blanques rei | c8 negres torre · e8 negres cavall · g8 negres rei · b7 negres peó · d7 negres torre · f7 negres peó · g7 negres peó · a6 negres peó · d6 negres peó · e6 negres peó · h6 negres peó · a5 blanques peó · e5 blanques peó · g5 negres dama · c4 blanques peó · d4 blanques torre · b3 blanques peó · e3 blanques torre · h3 blanques peó · d2 blanques dama · e2 blanques cavall · f2 blanques peó · g2 blanques peó · g1 blanques rei | c8 negres torre · e8 negres cavall · g8 negres rei · b7 negres peó · d7 negres torre · f7 negres peó · g7 negres peó · a6 negres peó · d6 negres peó · e6 negres peó · h6 negres peó · a5 blanques peó · e5 blanques peó · g5 negres dama · c4 blanques peó · d4 blanques torre · b3 blanques peó · e3 blanques torre · h3 blanques peó · d2 blanques dama · e2 blanques cavall · f2 blanques peó · g2 blanques peó · g1 blanques rei | c8 negres torre · e8 negres cavall · g8 negres rei · b7 negres peó · d7 negres torre · f7 negres peó · g7 negres peó · a6 negres peó · d6 negres peó · e6 negres peó · h6 negres peó · a5 blanques peó · e5 blanques peó · g5 negres dama · c4 blanques peó · d4 blanques torre · b3 blanques peó · e3 blanques torre · h3 blanques peó · d2 blanques dama · e2 blanques cavall · f2 blanques peó · g2 blanques peó · g1 blanques rei | c8 negres torre · e8 negres cavall · g8 negres rei · b7 negres peó · d7 negres torre · f7 negres peó · g7 negres peó · a6 negres peó · d6 negres peó · e6 negres peó · h6 negres peó · a5 blanques peó · e5 blanques peó · g5 negres dama · c4 blanques peó · d4 blanques torre · b3 blanques peó · e3 blanques torre · h3 blanques peó · d2 blanques dama · e2 blanques cavall · f2 blanques peó · g2 blanques peó · g1 blanques rei | 2 |
| 1 | c8 negres torre · e8 negres cavall · g8 negres rei · b7 negres peó · d7 negres torre · f7 negres peó · g7 negres peó · a6 negres peó · d6 negres peó · e6 negres peó · h6 negres peó · a5 blanques peó · e5 blanques peó · g5 negres dama · c4 blanques peó · d4 blanques torre · b3 blanques peó · e3 blanques torre · h3 blanques peó · d2 blanques dama · e2 blanques cavall · f2 blanques peó · g2 blanques peó · g1 blanques rei | c8 negres torre · e8 negres cavall · g8 negres rei · b7 negres peó · d7 negres torre · f7 negres peó · g7 negres peó · a6 negres peó · d6 negres peó · e6 negres peó · h6 negres peó · a5 blanques peó · e5 blanques peó · g5 negres dama · c4 blanques peó · d4 blanques torre · b3 blanques peó · e3 blanques torre · h3 blanques peó · d2 blanques dama · e2 blanques cavall · f2 blanques peó · g2 blanques peó · g1 blanques rei | c8 negres torre · e8 negres cavall · g8 negres rei · b7 negres peó · d7 negres torre · f7 negres peó · g7 negres peó · a6 negres peó · d6 negres peó · e6 negres peó · h6 negres peó · a5 blanques peó · e5 blanques peó · g5 negres dama · c4 blanques peó · d4 blanques torre · b3 blanques peó · e3 blanques torre · h3 blanques peó · d2 blanques dama · e2 blanques cavall · f2 blanques peó · g2 blanques peó · g1 blanques rei | c8 negres torre · e8 negres cavall · g8 negres rei · b7 negres peó · d7 negres torre · f7 negres peó · g7 negres peó · a6 negres peó · d6 negres peó · e6 negres peó · h6 negres peó · a5 blanques peó · e5 blanques peó · g5 negres dama · c4 blanques peó · d4 blanques torre · b3 blanques peó · e3 blanques torre · h3 blanques peó · d2 blanques dama · e2 blanques cavall · f2 blanques peó · g2 blanques peó · g1 blanques rei | c8 negres torre · e8 negres cavall · g8 negres rei · b7 negres peó · d7 negres torre · f7 negres peó · g7 negres peó · a6 negres peó · d6 negres peó · e6 negres peó · h6 negres peó · a5 blanques peó · e5 blanques peó · g5 negres dama · c4 blanques peó · d4 blanques torre · b3 blanques peó · e3 blanques torre · h3 blanques peó · d2 blanques dama · e2 blanques cavall · f2 blanques peó · g2 blanques peó · g1 blanques rei | c8 negres torre · e8 negres cavall · g8 negres rei · b7 negres peó · d7 negres torre · f7 negres peó · g7 negres peó · a6 negres peó · d6 negres peó · e6 negres peó · h6 negres peó · a5 blanques peó · e5 blanques peó · g5 negres dama · c4 blanques peó · d4 blanques torre · b3 blanques peó · e3 blanques torre · h3 blanques peó · d2 blanques dama · e2 blanques cavall · f2 blanques peó · g2 blanques peó · g1 blanques rei | c8 negres torre · e8 negres cavall · g8 negres rei · b7 negres peó · d7 negres torre · f7 negres peó · g7 negres peó · a6 negres peó · d6 negres peó · e6 negres peó · h6 negres peó · a5 blanques peó · e5 blanques peó · g5 negres dama · c4 blanques peó · d4 blanques torre · b3 blanques peó · e3 blanques torre · h3 blanques peó · d2 blanques dama · e2 blanques cavall · f2 blanques peó · g2 blanques peó · g1 blanques rei | c8 negres torre · e8 negres cavall · g8 negres rei · b7 negres peó · d7 negres torre · f7 negres peó · g7 negres peó · a6 negres peó · d6 negres peó · e6 negres peó · h6 negres peó · a5 blanques peó · e5 blanques peó · g5 negres dama · c4 blanques peó · d4 blanques torre · b3 blanques peó · e3 blanques torre · h3 blanques peó · d2 blanques dama · e2 blanques cavall · f2 blanques peó · g2 blanques peó · g1 blanques rei | 1 |
|   | a | b | c | d | e | f | g | h |   |

Defensa siciliana, atac Canal-Sokolsky (ECO B51)
1. e4 c5 2. Cf3 d6 3. Ab5+ Cd7 4. d4 cxd4 5. Dxd4 a6 6. Axd7+ Axd7 7. c4 Cf6 8. Ag5 e6 9. Cc3 Ae7 10. 0-0 Ac6 11. Dd3 0-0 12. Cd4 Tc8 13. b3 Dc7 14. Cxc6 Dxc6 15. Tac1 h6 16. Ae3 Cd7 17. Ad4 Tfd8 18. h3 Dc7 19. Tfd1 Da5 20. Dd2 Rf8 21. Db2 Rg8 22. a4 Dh5 23. Ce2 Af6 24. Tc3 Axd4 25. Txd4 De5 26. Dd2 Cf6 27. Te3 Td7 28. a5 Dg5 29. e5 Ce8 (diagrama) 30. exd6 Tc6 31. f4 Dd8 32. Ted3 Tcxd6 33. Txd6 Txd6 34. Txd6 Dxd6 35. Dxd6 Cxd6 36. Rf2 Rf8 37. Re3 Re7 38. Rd4 Rd7 39. Rc5 Rc7 40. Cc3 Cf5 41. Ce4 Ce3 42. g3 f5 43. Cd6 g5 44. Ce8+ Rd7 45. Cf6+ Re7 46. Cg8+ Rf8 47. Cxh6 gxf4 48. gxf4 Rg7 49. Cxf5+ exf5 50. Rb6 Cg2 51. Rxb7 Cxf4 52. Rxa6 Ce6 53. Rb6 f4 54. a6 f3 55. a7 f2 56. a8=D f1=D 57. Dd5 De1 58. Dd6 De3+ 59. Ra6 Cc5+ 60. Rb5 Cxb3 61. Dc7+ Rh6 62. Db6+ Dxb6+ 63. Rxb6 Rh5 64. h4 Rxh4 65. c5 Cxc5 ½–½